# Unione europea
L'Unione europea, abbreviata in UE (pronuncia /ˈue/), è un'unione politica ed economica a carattere sovranazionale, che comprende 27 Stati membri. Geograficamente, l'UE comprende anche alcuni territori d'oltremare al di fuori del continente. Ha una popolazione totale di circa 450 milioni di abitanti. Le lingue più parlate (L1 o L2) nell'UE sono l'inglese, il francese, il tedesco, lo spagnolo e l'italiano (dati aggiornati a maggio 2024). Nel 2012 l'Unione europea è stata insignita del premio Nobel per la pace.
Dotata di un proprio ordinamento giuridico, distinto dal comune diritto internazionale e integrato nel diritto interno degli Stati membri, la sua architettura istituzionale e le sue competenze la rendono per certi aspetti simile a uno Stato federale, per altri a una confederazione di Stati, ragione per cui è spesso indicata in dottrina come organizzazione sui generis, di natura diversa sia dal diritto costituzionale statale, sia dal classico diritto internazionale interstatale. Costituisce, infatti, un'unione sovranazionale, nella quale, cioè, il diritto comunitario è direttamente applicabile nel territorio dei singoli Stati membri (alla stregua del diritto interno), distinguendosi in questo modo da qualsiasi organizzazione internazionale. Il bilancio dell'Unione, inoltre, non è finanziato da contributi degli Stati membri, come nel caso delle organizzazioni internazionali, ma da risorse fiscali proprie. I valori fondamentali dell'Unione europea (art. 2 TUE) sono vincolanti per tutti i paesi che ne fanno parte e sono passibili di sanzioni in base all'art. 7 dello stesso trattato. Fra i suoi scopi formalmente dichiarati (art. 3 TUE) vi sono l'incremento del benessere dei suoi cittadini, la creazione di un'economia di mercato «fortemente competitiva» con stabilità dei prezzi e piena occupazione, la realizzazione dei valori dello spazio di libertà, sicurezza e giustizia «senza frontiere interne» grazie all'accordo di Schengen, la lotta contro l'esclusione sociale e la discriminazione, il rafforzamento della coesione economica, sociale e territoriale e della solidarietà tra gli Stati membri, la promozione della pace, del progresso scientifico e tecnologico, la difesa dell'ambiente, il rispetto per la diversità culturale e linguistica dell'Europa.
L'Unione esercita competenze normative in materie quali, a titolo esemplificativo: concorrenza, commercio, trasporti, energia, agricoltura, pesca, ambiente, protezione dei consumatori, occupazione e affari sociali, giustizia e diritti fondamentali, migrazioni e affari interni; esercita funzioni di coordinamento delle politiche economiche e occupazionali degli Stati membri (nell'ambito del cosiddetto semestre europeo), promuove la cooperazione in materia di politica estera e di sicurezza, e attraverso la “clausola di flessibilità” (art. 352 TFUE) può intraprendere azioni al di fuori delle sue normali aree di responsabilità; garantisce la libera circolazione di merci, servizi e capitali all'interno del suo territorio attraverso il mercato europeo comune (senza dazi doganali all'interno), costruito a partire dal 1957 con i Trattati di Roma, e dispone di una propria cittadinanza.
Nata come Comunità economica europea con il trattato di Roma del 25 marzo 1957, nel corso di un lungo processo di integrazione, con l'adesione di nuovi Stati membri e la firma di numerosi trattati modificativi, tra cui il trattato di Maastricht del 1992, ha assunto la struttura attuale con il trattato di Lisbona del 2007. Il 12 ottobre 2012 è stata insignita del premio Nobel per la pace, con la seguente motivazione: «Per oltre sei decenni ha contribuito all'avanzamento della pace e della riconciliazione, della democrazia e dei diritti umani in Europa».
In termini di prodotto interno lordo nominale, l'Unione europea è la terza economia mondiale dopo gli Stati Uniti e la Repubblica Popolare Cinese. La stragrande maggioranza degli Stati membri ha uno dei più alti standard di vita al mondo, come misurato dall'Indice di sviluppo umano.

## Storia

### Origine dell'identità europea: la diaspora indoeuropea
Nel 1686 il filologo svedese Andreas Jäger, analizzando le evidenti somiglianze nel lessico di molte lingue europee presenti e passate, dedusse che tali analogie non potevano essere determinate solo da prestiti linguistici ma che dovevano essere intese piuttosto come la prova dall'esistenza, in un'epoca remota, di una lingua vetustissima Europae ("antichissima lingua europea"), parlata dai progenitori della gran parte dei moderni popoli europei, i quali dovevano essere considerati con tutta evidenza popoli consanguinei. Il prosieguo degli studi scientifici di linguistica storica e di linguistica comparativa dimostrò, nel corso del XVIII e XIX secolo, la fondatezza della tesi di Jäger e mise in luce l'ulteriore relazione tra questa lingua europea antichissima ed il persiano, oggi lingua ufficiale dell'Iran, ed il sanscrito parlato in India: nel 1813 il filologo e scienziato inglese Thomas Young coniò quindi il termine lingue indoeuropee per definire tale vasta famiglia linguistica. L'indoeuropeistica, quale branca della linguistica storica e della linguistica comparativa, si pose come obiettivo la ricostruzione del lessico e della morfologia della protolingua europea - obiettivo che la comunità scientifica ritiene oggi raggiunto, almeno nelle sue linee essenziali -, mentre gli archeologi e gli storici tentarono di identificare il luogo di origine, il tempo e le vicende di massima che determinarono la diaspora della protolingua in aree così distanti del pianeta, oltre a cercare di tracciare un quadro della società, della religione e delle tradizioni del popolo progenitore, i protoindoeuropei. Il recente contributo degli studi genetici ha definitivamente confermato la consanguineità dei popoli parlanti una lingua appartenente alla famiglia linguistica indoeuropea, così che è ora possibile affermare che gli europei, i persiani ed almeno una parte del popolo indiano vantano antenati comuni. Si ritiene generalmente che a partire dalla fine del neolitico, ma con maggiore intensità durante l'età del Bronzo, un nutrito popolo di pastori nomadi e abili guerrieri che abitavano le terre oggi appartenenti all'Ucraina ed alla Russia meridionale abbia cominciato a migrare, a causa della sovrappopolazione, sia verso sud, raggiungendo l'Iran e l'India, sia verso ovest, riversandosi nelle varie regioni europee, a quel tempo ancora poco popolate. 

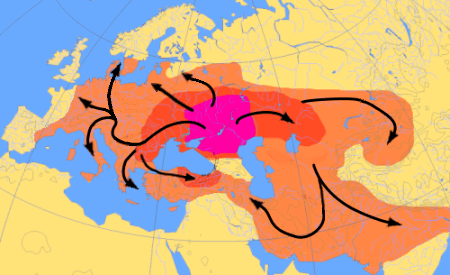
Direttive delle migrazioni indoeuropee durante l'età del Bronzo. Il dilagare delle bellicose genti indoeuropee ha determinato un sostrato linguistico, genetico e culturale comune all'intero continente europeo.

La migrazione sarebbe avvenuta a tappe, con soste anche della durata di alcuni secoli, durante le quali il popolo originario si sarebbe gradualmente differenziato in numerosi gruppi etnici minori con caratteri peculiari ma affini dal punto di vista linguistico e culturale. Una tribù certamente indoeuropea, gli Achei, verso la metà del II millennio a.C. invase la Grecia e sottomise le popolazioni minoiche preesistenti, mescolandosi geneticamente e culturalmente con loro e dando vita alla civiltà micenea. Dopo le vicende della guerra di Troia gli stessi Achei furono sopraffatti da un'altra ondata di invasori indoeuropei provenienti da settentrione, conosciuti come Dori. Anche le vicende del popolamento della penisola italiana dimostrano l'arrivo successivo di ondate migratorie indoeuropee, tra le quali devono essere annoverati anche i Latini che si stanziarono nell'odierno Lazio; in altre aree dell'Italia la resistenza delle popolazioni preesistenti dovette essere maggiore, così che i Reti sulle Alpi e gli Etruschi stanziati nella moderna Toscana e nell'alto Lazio conservarono per molti secoli, pur con contaminazioni, la propria lingua e cultura preindoeuropea. Nell'Europa centrale il gruppo etnico indoeuropeo dei Celti si differenziò in tre rami principali: i Germani, i Galli ed i Britanni, che invasero e popolarono i territori che da loro presero il nome e si spinsero fino nella moderna Spagna, dove furono ribattezzati Celtiberi per essersi fusi con gli Iberi preesistenti.

### Precursori storici dell'Unione Europea: l'Impero romano ed il Sacro Romano Impero

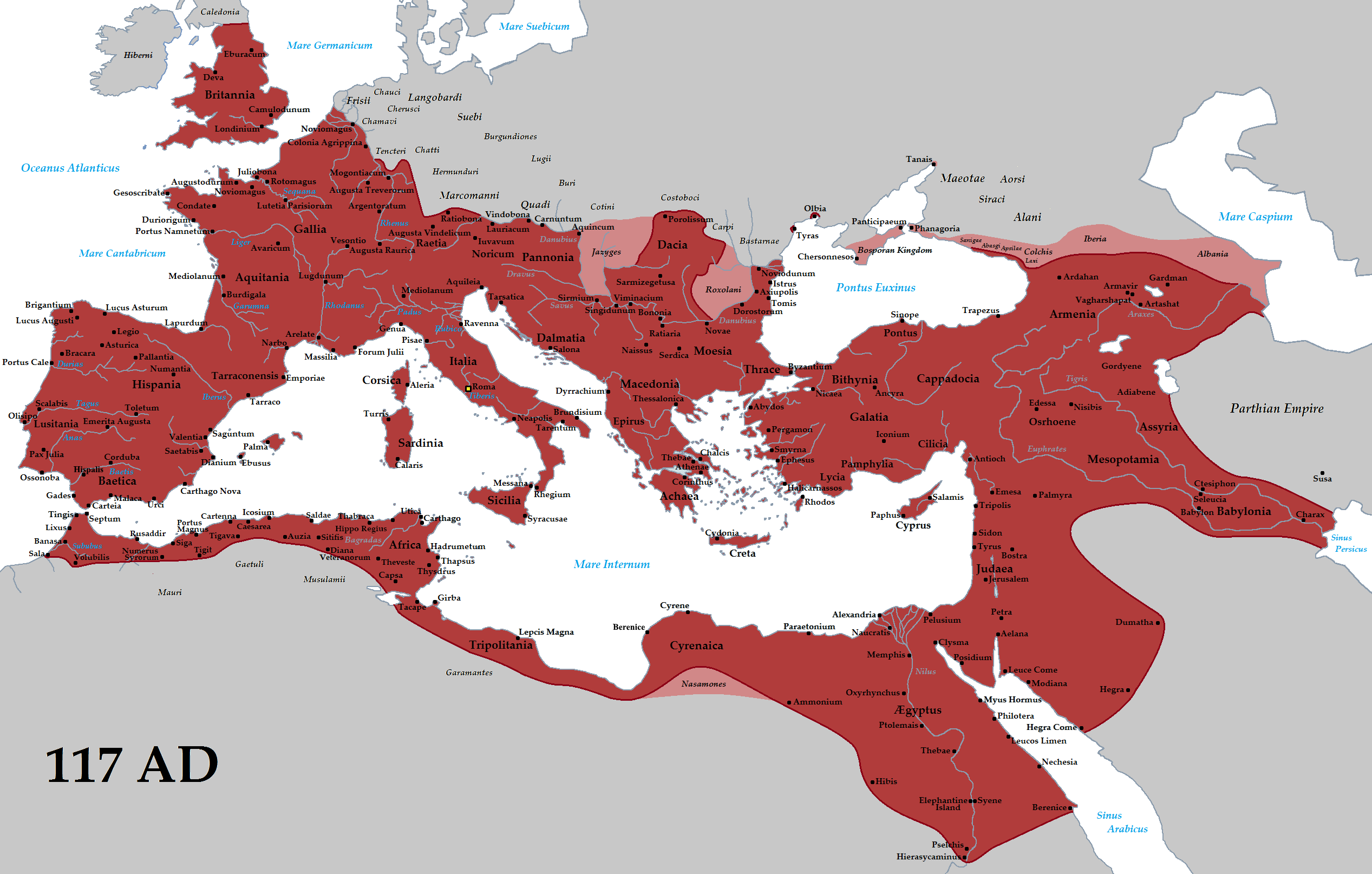
L'Impero romano nel 117 d.C., nella sua massima estensione (con i suoi vassalli in rosa)

La costituzione di entità statali o parastatali che comprendessero l'intero territorio europeo può essere fatta risalire a periodi storici ben antecedenti rispetto alla fondazione dell'UE. Il primo organismo di tal genere fu l'Impero romano, che tuttavia non condivideva la medesima estensione geografica dell'Unione, essendo incentrato sul mar Mediterraneo ed avendo inglobato territori esterni al continente europeo, nel Nordafrica e nel moderno Medio Oriente; inoltre, contrariamente ai principi democratici alla base dell'Unione Europea, il dominio territoriale romano fu determinato dalla potenza militare dell'Impero e non da una libera scelta dei suoi sudditi, che nelle province annesse dovevano sottostare a un'amministrazione statale fortemente centralizzata, al cui vertice erano collocati l'imperatore ed i membri del senato romano. L'Impero tuttavia favorì il primo sviluppo del concetto di una identità europea, attraverso la diffusione del latino come lingua comune nella porzione del continente sotto il suo controllo (con l'eccezione della Grecia e delle province circostanti, dove il greco antico rimase largamente più diffuso), del diritto romano quale sistema legale universale e della moneta romana quale moneta unica del territorio imperiale, finendo per estendere la propria influenza politica, economica e culturale ben al di fuori dei suoi confini amministrativi.

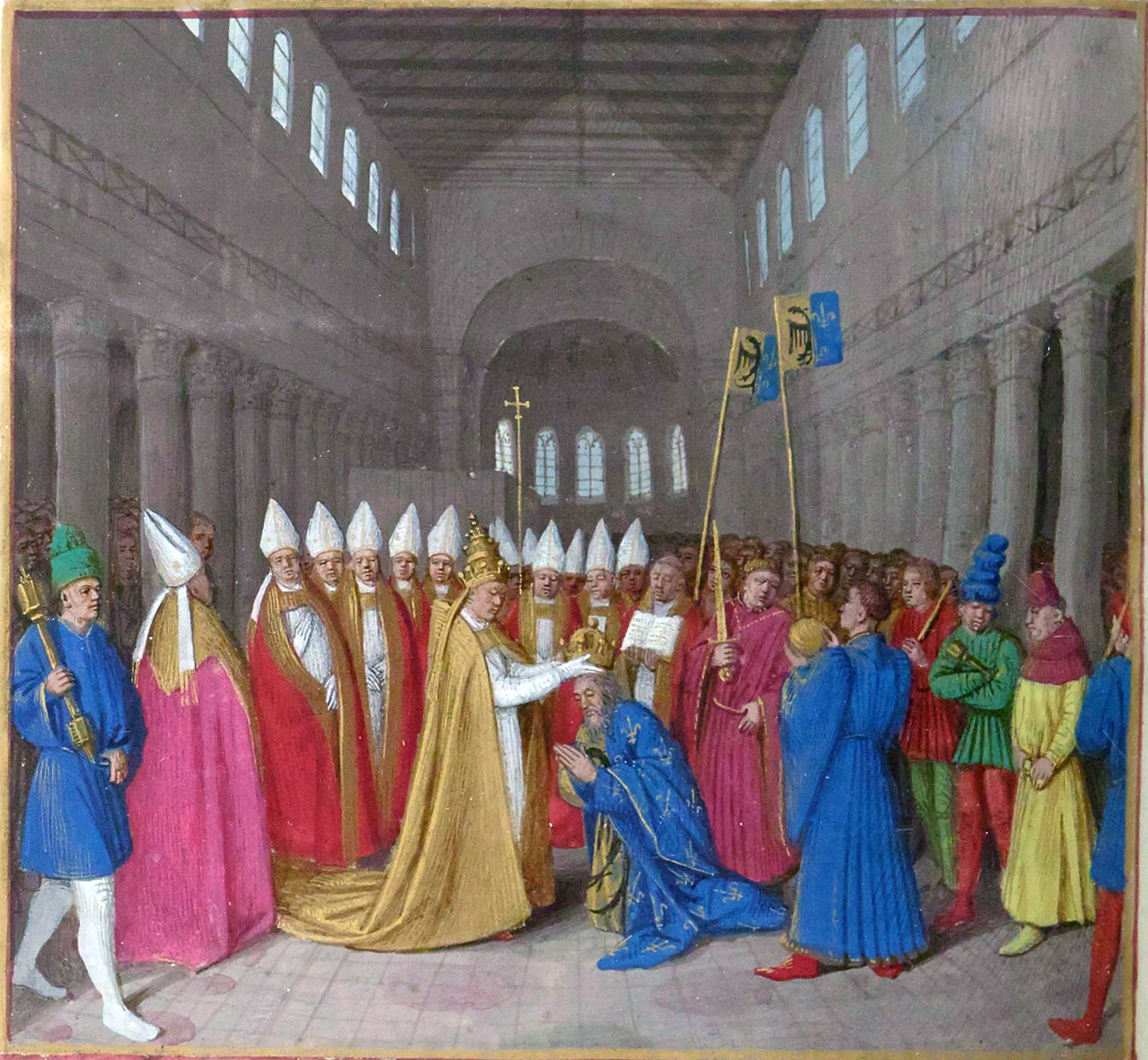
Carlo Magno, re dei Franchi, è incoronato imperatore nella Basilica di San Pietro in Vaticano la sera del 25 dicembre 800

La lunga agonia e la conseguente caduta dell'Impero romano d'Occidente (476) determinarono la nascita nel continente europeo dei regni romano-barbarici, al cui interno prese avvio la formazione di distinte identità nazionali, senza tuttavia che la memoria dell'antica unità di molti territori o la consapevolezza dell'appartenenza ad una più ampia e comune identità europea venissero del tutto meno: i nuovi stati continuarono ad attribuire alla lingua latina il ruolo di lingua internazionale europea per la diplomazia, nonché di lingua ufficiale per l'emanazione di leggi e per ogni altro atto scritto di natura giuridica. Anche la graduale diffusione del Cristianesimo verso le regioni settentrionali ed orientali dell'Europa durante il medioevo contribuì al livellamento delle differenze culturali tra gli stati europei ed alla consapevolezza di appartenere ad una civiltà occidentale e cristiana che si contrapponeva ad una civiltà percepita come aliena ed ostile, identificata nella civiltà islamica, con la quale le nazioni europee furono lungamente in competizione. La cristianità medievale e il potere religioso e politico sovranazionale esercitato dal Papato sono infatti spesso citati come fenomeni storici favorevoli al processo di integrazione europea. Il sogno mai naufragato della renovatio imperii ("la ricostituzione dell'impero") attraversa l'intera storia europea, dai Goti di Teoderico all'impero francese di Napoleone Bonaparte, trovando una parziale ma duratura realizzazione nella vicenda del regno franco di Carlo Magno (742-814) e nella costituzione del Sacro Romano Impero (la cui incoronazione come imperatore avvenne, non a caso, a Roma il 25 dicembre 800): nel quadro di una Europa fortemente parcellizzata dal sistema feudale, il Sacro Romano Impero si impose per un millennio (800-1806) come una unione sovranazionale a carattere federale, particolarmente attiva sotto il profilo giuridico nel dirimere le controversie tra i territori che ne facevano parte, pur mantenendo questi ultimi ampi margini di autonomia. Per tali caratteristiche il Sacro Romano Impero è spesso individuato dagli storici come diretto precursore dell'Unione Europea moderna.

L'Europa nell'Alto Medioevo

### Contrapposizione tra Oriente greco ed Occidente latino
Nelle parti sud-orientali del continente europeo l'Impero bizantino, con capitale Costantinopoli (la Seconda Roma, odierna Istanbul), si considerò a lungo quale unico legittimo discendente della tradizione imperiale romana, non riconoscendo la dignità imperiale agli imperatori del Sacro Romano Impero e ponendo la sua cultura greco-orientale come antitetica rispetto a quella dell'Occidente latino, in particolare a seguito del Grande Scisma del 1054 che frazionò la cristianità tra cattolici ed ortodossi. Nel tempo l'Impero bizantino aveva rafforzato, anche tramite unioni dinastiche, la sua influenza politica e culturale sulla nascente nazione russa. Quando nel 1453 le armate turche provocarono la caduta di Costantinopoli, molti nobili e personalità costantinopolitane cercarono rifugio in Russia, così che questa assunse naturalmente il ruolo di erede dell'antica tradizione romano-orientale: la capitale Mosca fu dichiarata Terza Roma ed il sovrano russo cominciò ad essere appellato con il nome di zar, derivato dal latino caesar.

### Sviluppo dell'ideologia paneuropea in epoca moderna
Già nel pensiero politico di Dante Alighieri, approfondito nel saggio in latino De Monarchia (circa 1310), il sommo poeta esprime la necessità di un organismo politico sovranazionale a carattere federale che, pur lasciando libertà ai governanti nelle materie minori (minima iudicia), fornisca loro delle direttive (directivum) tramite leggi generali comuni: in tal modo l'organismo internazionale, che Dante, in qualità di uomo del medioevo, individua nel Sacro Romano Impero sotto la guida illuminata del suo imperatore, può assolvere allo scopo fondamentale del mantenimento della pace tra le nazioni, i regni e le città che ne fanno parte (comuni regula gubernetur ad pacem). Negli stessi anni anche Pierre Dubois, giurista del re di Francia, nel trattato De recuperatione Terrae Sanctae vede nell'unione degli stati europei l'unica via per il mantenimento di una pace duratura tra le nazioni cristiane, necessaria per fermare l'espansione dell'Islam e organizzare una crociata per la conquista della Terra Santa.

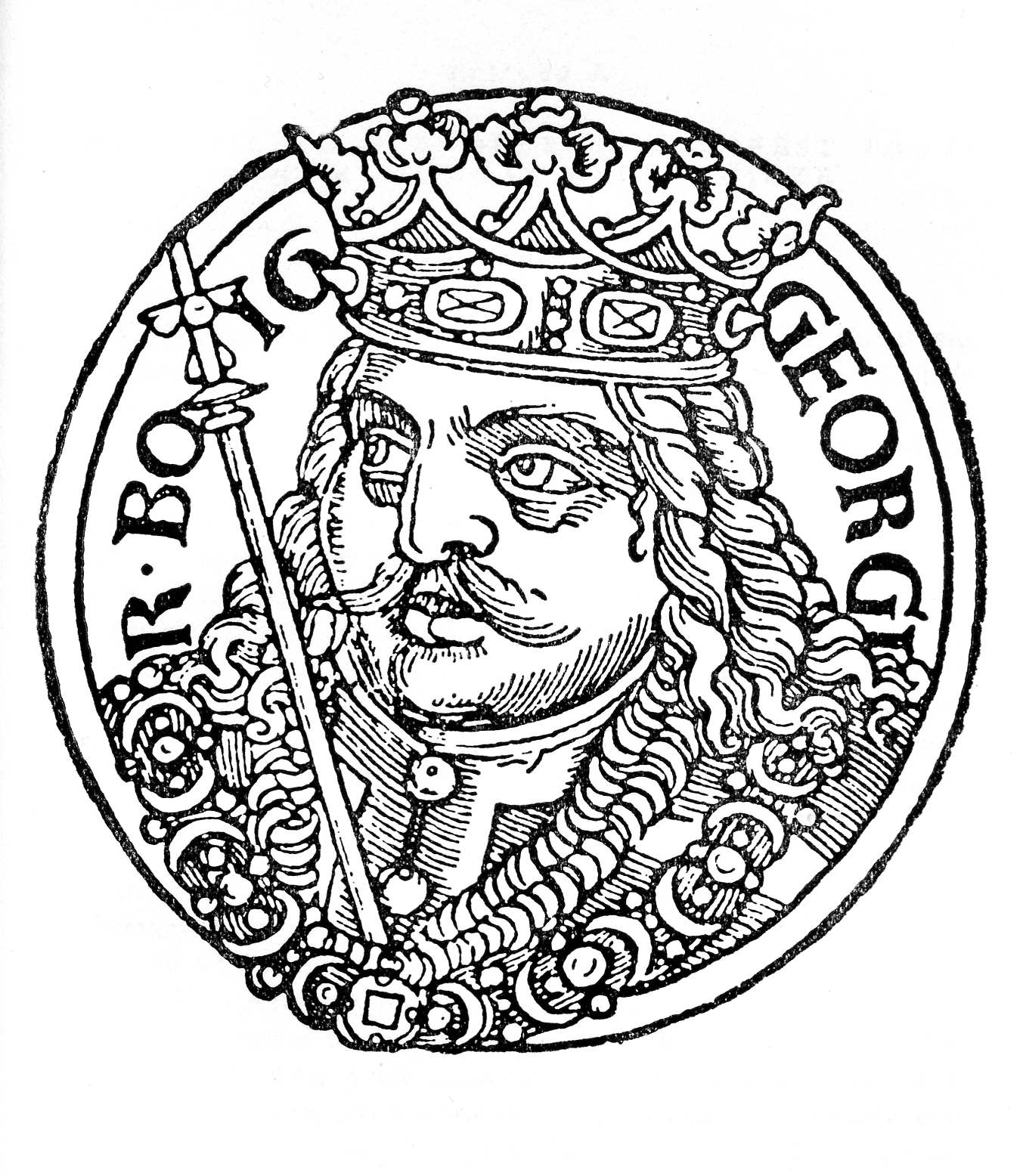
Il progetto visionario di re Giorgio di Poděbrady, discusso dalle corti europee a partire dal 1462, viene considerato la prima proposta ufficiale di fondazione dell'Unione Europea come oggi la conosciamo

Nel 1462 il re di Boemia (oggi parte della Repubblica Ceca) Giorgio di Poděbrady fece recapitare agli altri sovrani europei, tramite canali diplomatici, una proposta di Tractatus pacis toti christianitati fiendae ("Trattato per la realizzazione della pace nell'intera cristianità"), scritta con l'aiuto dell'umanista e consigliere francese Antoine Marini. Nell'introduzione il sovrano constata lo stato di difficoltà della civiltà occidentale nei confronti dell'avanzare di quella islamica, guidata dagli eserciti turchi da poco entrati a Costantinopoli. Egli propone quindi la creazione di un'unione europea basata sul principio di equità tra i propri membri, composta da un'assemblea permanente (congregacio) dei rappresentanti di tutti gli stati, da un consiglio (concilium) retto da un presidente cui avrebbero dovuto partecipare direttamente i re ed i principi, da una corte di giustizia (iudicium) e da un governo federale retto da un cancelliere (syndicus) a capo di un consiglio di ministri (procuratores); l'unione sarebbe stata poi dotata di una cassa comune finanziata dagli stati membri, di uno stemma, di un archivio pubblico e perfino di una moneta comune. Le decisioni dell'assemblea avrebbero dovuto essere vincolanti per tutti gli stati membri. La nuova unione avrebbe dovuto sostituire il Sacro Romano Impero e non avrebbe garantito alcun potere politico al Papato. Il progetto visionario di Giorgio di Poděbrady non ebbe seguito ma contiene in nuce tutti gli elementi fondanti dell'attuale Unione Europea.

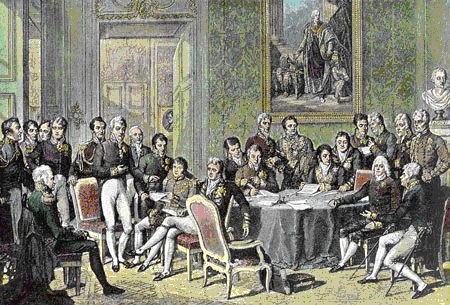
Il Congresso di Vienna si riunì dal 1814 al 1815. L'obiettivo del Congresso era di risolvere le molte questioni derivanti dalle guerre rivoluzionarie francesi, dalle guerre napoleoniche e dallo scioglimento del Sacro Romano Impero.

A seguito della scoperta dell'America (1492), tradizionalmente attribuita al genovese Cristoforo Colombo ma in realtà avvenuta nel X secolo ad opera di un gruppo di esploratori norreni, come appurato dalla ricerca archeologica, ebbe inizio la colonizzazione europea del nuovo continente che portò grandi ricchezze alle nazioni europee e permise di espandere la cultura europea nei nuovi territori. Al principio del XVII secolo Maximilien de Béthune, duca di Sully e ministro delle finanze di Enrico IV di Francia, nelle sue memorie fa menzione di un progetto di federazione europea che egli attribuisce allo stesso sovrano francese.

Il pensiero politico paneuropeo emerse veramente durante il diciannovesimo secolo, ispirato alle idee liberali delle rivoluzioni francese e americana dopo la fine dell'Impero di Napoleone (1804-1815). Nei decenni successivi agli esiti del Congresso di Vienna, gli ideali dell'unità europea fiorirono in tutto il continente, in particolare negli scritti di Wojciech Jastrzębowski, Giuseppe Mazzini o Théodore de Korwin Szymanowski. Il termine "Stati Uniti d'Europa" fu usato a quel tempo da Victor Hugo durante un discorso al Congresso internazionale per la pace tenutosi a Parigi nel 1849:
A ogni modo, l'idea cominciò a prendere fortemente piede solamente dopo le due guerre mondiali, guidata dalla determinazione a completare rapidamente la ricostruzione dell'Europa ed eliminare l'eventualità di nuovi, futuri conflitti fra le sue nazioni. Esemplare in tal senso fu il Manifesto di Ventotene, redatto al confino da Ernesto Rossi, Eugenio Colorni e Altiero Spinelli nel 1941 e pubblicato nel 1944. Durante il periodo interbellico, la consapevolezza che i mercati nazionali in Europa erano interdipendenti sebbene conflittuali, insieme all'osservazione di un mercato americano più ampio e in crescita dall'altra parte dell'oceano, alimentò la spinta per l'integrazione economica del continente. Una delle prime proposte di riunificazione pacifica del continente sotto l'egida di un'unica istituzione sovranazionale fu avanzata dal pacifista Victor Hugo. Nel 1920, sostenendo la creazione di un'unione economica europea, l'economista britannico John Maynard Keynes scrisse che doveva essere istituita un'Unione di libero scambio... per non imporre tariffe protezionistiche contro i prodotti di altri membri dell'Unione. Nello stesso decennio, Richard von Coudenhove-Kalergi, uno dei primi a immaginare una moderna unione politica europea, fondò l'Unione Paneuropea. Le sue idee influenzarono i suoi contemporanei, tra cui l'allora primo ministro francese Aristide Briand. Nel 1929, quest'ultimo tenne un discorso a favore di un'Unione europea prima dell'assemblea della Società delle Nazioni, precursore delle Nazioni Unite. In un discorso radiofonico nel marzo del 1943, con la guerra ancora in corso, il leader britannico Winston Churchill parlò calorosamente di "ripristinare la vera grandezza dell'Europa" una volta raggiunta la vittoria, e rifletté sulla creazione postbellica di un "Consiglio d'Europa" che avrebbe riunito le nazioni europee per costruire la pace.

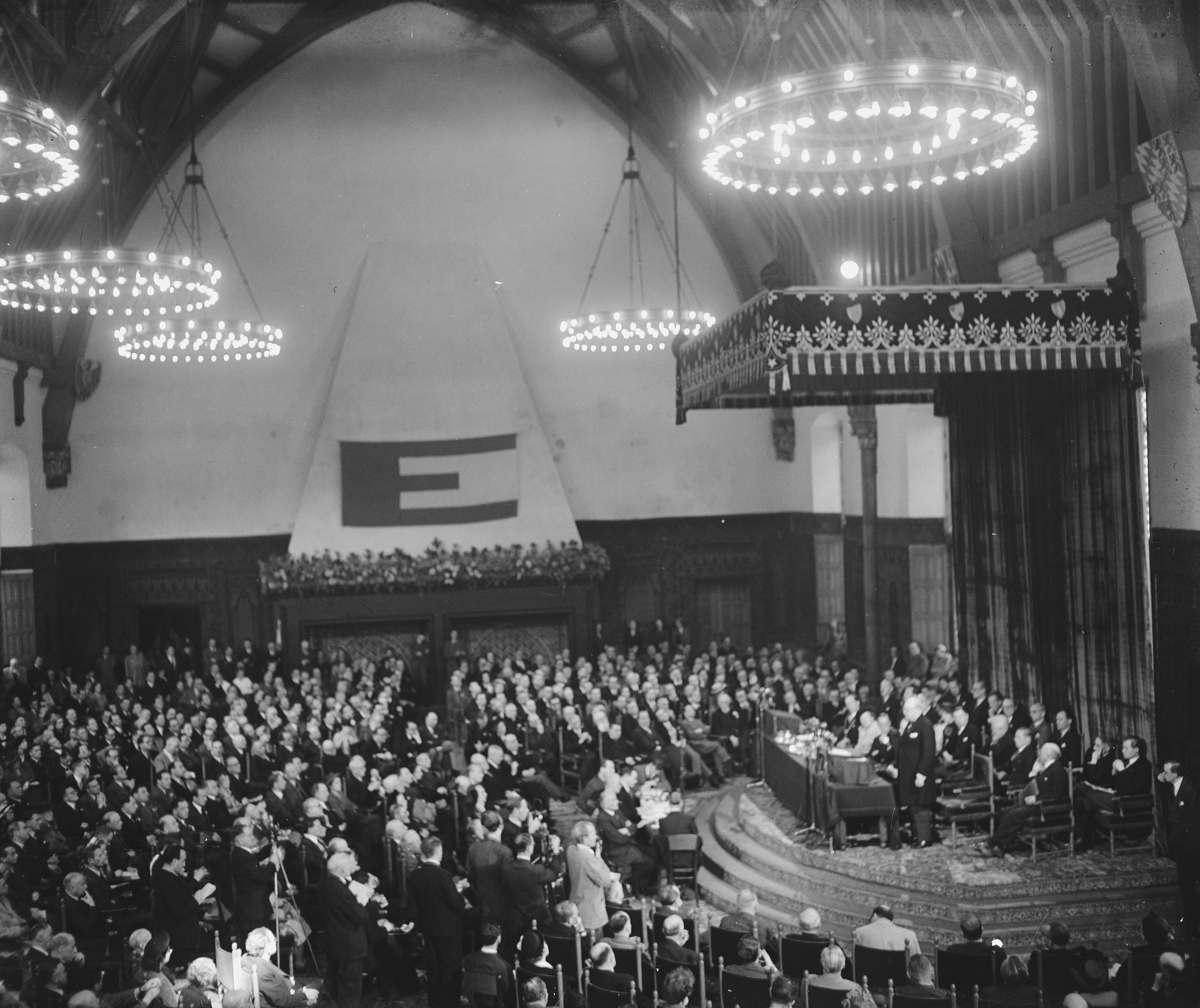
Incontro nella Ridderzaal a L'Aia, durante il congresso (9 maggio 1948)

### Accordi preliminari (1945-57)

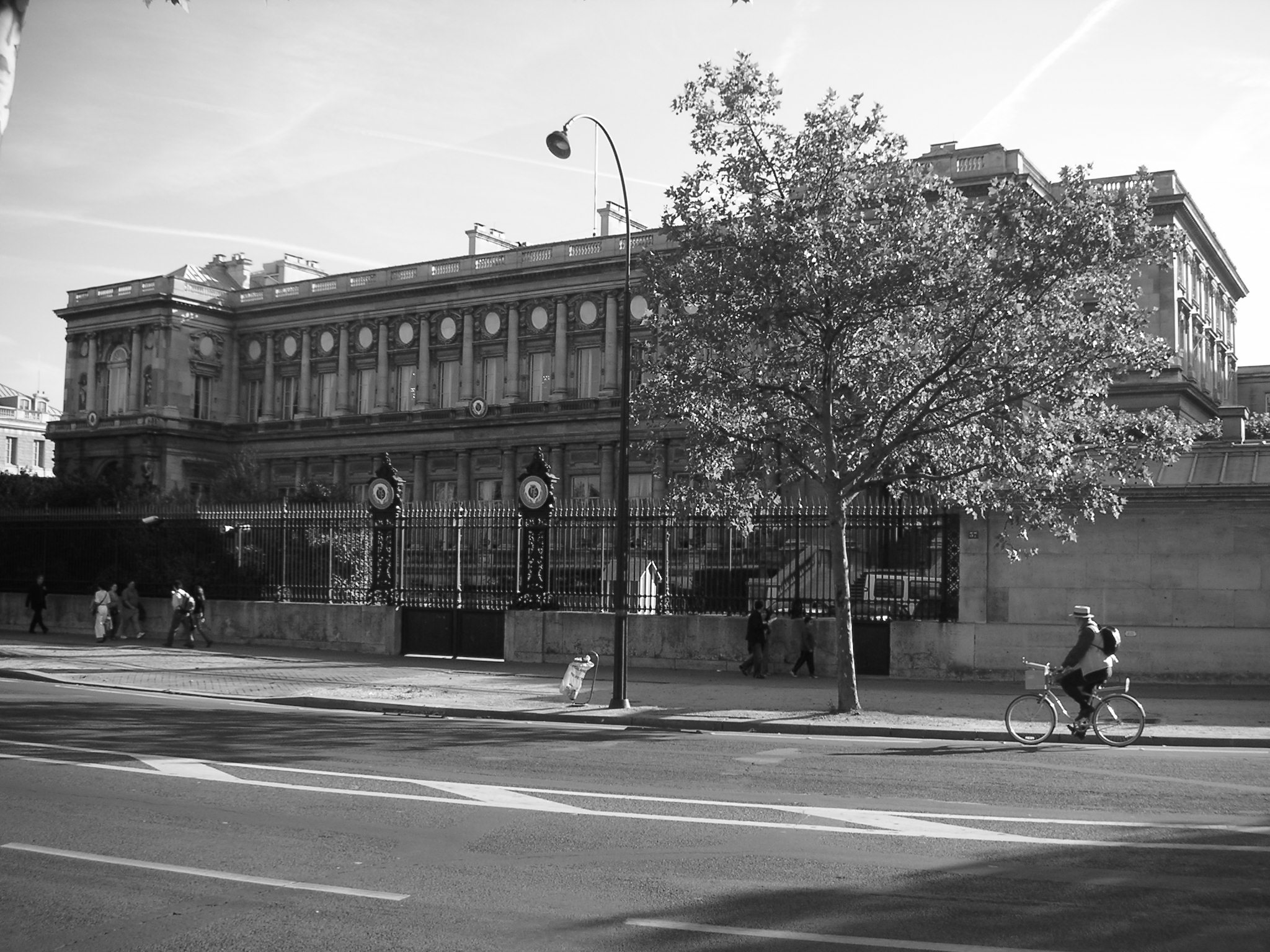
Il Quai d'Orsay a Parigi, dove Schuman tenne una famosa dichiarazione

Dopo la seconda guerra mondiale, l'integrazione europea apparve come un antidoto ai nazionalismi estremi che avevano precedentemente devastato il continente. In un discorso tenuto il 19 settembre 1946 presso l'Università di Zurigo, in Svizzera, Churchill andò oltre e sostenne la nascita degli Stati Uniti d'Europa. Il Congresso dell'Aia del 1948 fu un momento cruciale della storia federale europea, poiché portò alla creazione del Movimento Europeo Internazionale e del Collegio d'Europa, dove i futuri leader europei avrebbero vissuto e studiato insieme.
Ha anche portato direttamente alla fondazione del Consiglio d'Europa nel 1949, il primo grande sforzo per riunire le nazioni d'Europa, inizialmente dieci. Il Consiglio si concentrò principalmente sui valori umani e democratici, piuttosto che su questioni economiche o commerciali, ed è stato sempre considerato un forum in cui i governi sovrani potevano scegliere di lavorare insieme, senza autorità sovranazionale. Suscitò grandi speranze di un'ulteriore integrazione europea e nei due anni successivi si susseguirono dibattiti su come raggiungere questo obiettivo.
Ma nel 1951, deluse dalla mancanza di progressi in seno al Consiglio d'Europa, sei nazioni decisero di andare oltre e crearono la Comunità europea del carbone e dell'acciaio, in seguito ritenuta "un primo passo nella federazione dell'Europa". Il trattato instaurò un mercato comune del carbone e dell'acciaio, abolendo le barriere doganali e le restrizioni quantitative che frenavano la libera circolazione di queste merci; soppresse nello stesso modo tutte le misure discriminatorie, aiuti o sovvenzioni che erano accordati dai vari Stati alla propria produzione nazionale. Il principio di libera concorrenza permetteva il mantenimento dei prezzi più bassi possibili, pur garantendo agli Stati il controllo sugli approvvigionamenti. Questa comunità aiutò a integrare e coordinare i cospicui fondi del Piano Marshall provenienti dagli Stati Uniti. I leader europei Alcide De Gasperi dall'Italia, Jean Monnet e Robert Schuman dalla Francia e Paul-Henri Spaak dal Belgio capirono che il carbone e l'acciaio erano le due industrie essenziali per la guerra, e credevano che legando insieme le loro industrie nazionali, la futura guerra tra le loro nazioni sarebbe diventata molto meno probabile. Questi uomini sono tra quelli ufficialmente accreditati come padri fondatori dell'Unione europea.

### Trattato di Roma (1957-92)

I territori continentali degli Stati membri dell'Unione europea (Comunità europea prima del 1993), colorati in ordine di adesione

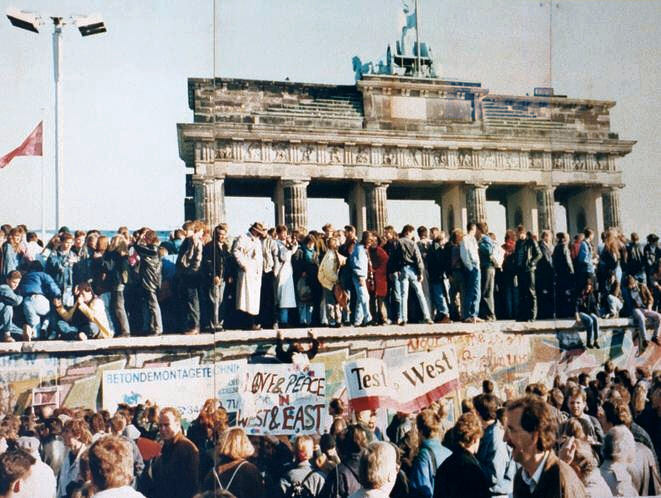
Nel 1989, la cortina di ferro cadde, consentendo alla Comunità di espandersi ulteriormente (in foto il muro di Berlino e dietro la porta di Brandeburgo)

La prima unione doganale fra Paesi europei, la cosiddetta Comunità economica europea, CEE, fu istituita mediante il Trattato di Roma del 1957 firmato da Belgio, Francia, Italia, Lussemburgo, Paesi Bassi e Germania occidentale. I sei Paesi firmarono anche un altro patto che istituiva la Comunità europea dell'energia atomica (Euratom) per la cooperazione nello sviluppo dell'energia nucleare. Entrambi i trattati sono entrati in vigore nel 1958. Le comunità europee, CEE, EURATOM e CECA, andranno poi a costituire in futuro uno dei tre pilastri dell'Unione europea.
Negli anni la cooperazione si è evoluta e rafforzata con vari trattati comunitari e intese esterne alla comunità che confluiranno nell'Unione europea. Nel 1965 le attività delle tre comunità si unirono sotto un'unica guida con l'istituzione del consiglio unico e della commissione unica delle comunità europee tramite il trattato di fusione.
La CEE e l'Euratom furono create separatamente dalla CECA e condividevano gli stessi tribunali e l'Assemblea comune. La CEE era guidata da Walter Hallstein (Commissione Hallstein I) e Euratom era diretta da Louis Armand (Commissione Armand) e quindi da Étienne Hirsch. L'Euratom doveva integrare i settori dell'energia nucleare mentre la CEE doveva sviluppare un'unione doganale tra i membri.
Durante gli anni 1960, iniziarono a manifestarsi tensioni, con la Francia che cercava di limitare il potere sovranazionale. Tuttavia, nel 1965 fu raggiunto un accordo e il 1º luglio 1967 il Trattato di fusione creò un unico insieme di istituzioni per le tre comunità, che vennero collettivamente denominate Comunità europee. Jean Rey ha presieduto la prima Commissione riunita (Commissione Rey).
Nel 1973, le Comunità furono ampliate per includere la Danimarca (compresa la Groenlandia che, nel 1985, lasciò le Comunità per effetto del referendum del 1982, dopo una disputa sui diritti di pesca), l'Irlanda e il Regno Unito. La Norvegia aveva negoziato di aderire allo stesso tempo, ma gli elettori norvegesi respinsero l'adesione tramite un referendum. Nel 1975, esternamente alla comunità, venne creato il cosiddetto gruppo Trevi: un forum di alti funzionari dei ministeri degli interni e della giustizia degli Stati membri. Sebbene non rientrasse nell'apparato comunitario, il gruppo Trevi costituì il precedente del terzo pilastro dell'Unione europea, "Giustizia e affari interni", creato con il Trattato di Maastricht. Nel 1979 furono proclamate le prime elezioni dirette democratiche del parlamento europeo a suffragio universale.
Nel 1981 si unì alla Comunità europea anche la Grecia e, nel 1986, Spagna e Portogallo. Nel 1985, l'accordo di Schengen spianò la strada alla creazione di frontiere aperte senza controlli sui passaporti tra la maggior parte degli Stati membri e alcuni Stati non membri. Nel 1986 la bandiera europea cominciò a essere utilizzata dalla CEE e fu firmato l'Atto unico europeo.
Nel 1990, dopo la caduta del blocco orientale, l'ex Germania Est divenne parte delle Comunità come parte di una Germania riunificata.

### Trattato di Maastricht (1992-2007)

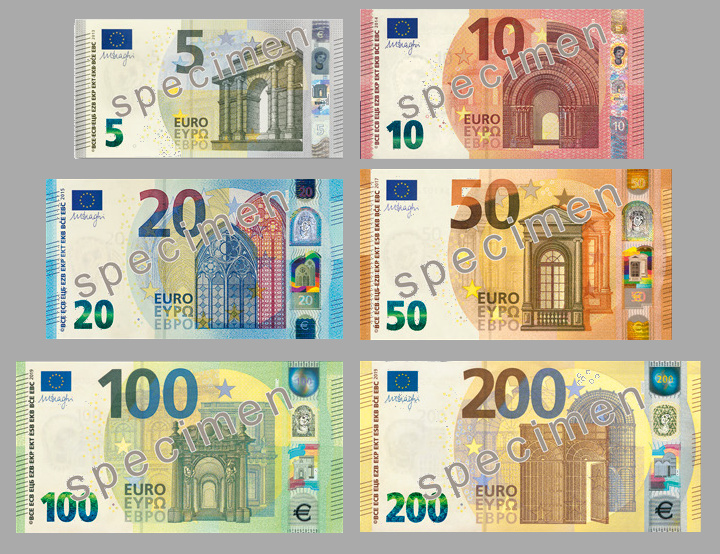
L'euro è stato introdotto nel 2002, sostituendo dodici valute nazionali. Da allora vi hanno aderito altri otto Paesi.

L'Unione europea fu formalmente istituita quando il Trattato di Maastricht - i cui principali artefici erano Helmut Kohl e François Mitterrand - entrò in vigore il 1º novembre 1993, gettando le basi per una più solida integrazione, dando vita alla Comunità europea. Il trattato conferì appunto il nome di Comunità europea alla CEE, anche se era indicata come tale già da prima del trattato. Con l'ulteriore ampliamento previsto per includere gli Stati dell'Europa centrale e orientale, nonché Cipro e Malta, nel giugno 1993 sono stati concordati i criteri di Copenaghen per i membri candidati all'adesione all'UE. L'espansione dell'UE ha introdotto un nuovo livello di complessità. Si svilupparono nuove aree di politica europea, che si affiancarono al primo "pilastro" delle Comunità europee, inaugurando la politica estera e di sicurezza comune (secondo pilastro) e la cooperazione giudiziaria e di polizia in materia penale (terzo pilastro). Furono inoltre gettate le basi dell'unione economica e monetaria e della cittadinanza europea.
Nel 1995, Austria, Finlandia e Svezia hanno aderito all'UE. Ancora una volta l'adesione della Norvegia viene respinta da un referendum.
Nel 2002, le banconote e le monete in euro hanno sostituito le valute nazionali in 12 Stati membri. Attualmente, la zona euro comprende 20 Paesi. L'euro è diventata la seconda valuta di riserva più grande al mondo. Nel 2004 l'UE ha visto il suo più grande allargamento con l'ingresso di Cipro, Estonia, Lettonia, Lituania, Malta, Polonia, Repubblica Ceca, Slovacchia, Slovenia e Ungheria.
Il problema della definizione dell'attuale status giuridico dell'Unione sfociò, il 29 ottobre 2004, nella firma, a Roma, del Trattato che adotta una Costituzione per l'Europa, comunemente noto come Costituzione europea. Un nuovo trattato era stato richiesto dal Consiglio europeo attraverso la Dichiarazione di Laeken poiché i meccanismi di funzionamento delle istituzioni comuni erano ritenuti inadeguati alla coesistenza di ben 28 Stati membri, ciascuno dei quali con diritto di veto in aree fondamentali della politica comune. La proposta Costituzione europea, oltre ad apportare varie riforme istituzionali in gran parte in seguito mantenute dal Trattato di Lisbona (tra cui l'estensione dei casi in cui il Consiglio delibera a maggioranza qualificata anziché all'unanimità), enfatizzava la natura non già meramente internazionale bensì "costituzionale" dell'Unione europea, codificando tra le altre cose la bandiera, l'inno e il motto dell'Unione europea, già introdotti nella prassi. Il processo di ratifica della Costituzione venne, tuttavia, interrotto il 29 maggio 2005 con un referendum popolare in cui il 54,7% dell'elettorato francese scelse di non sottoscrivere il trattato; pochi giorni dopo, il 1º giugno, anche il risultato del referendum tenuto nei Paesi Bassi fu contrario alla ratifica del trattato (con il 61,6% dei voti). Sebbene 18 Stati membri avessero recepito il documento, prevalentemente per via parlamentare, la cosiddetta Costituzione europea non entrò in vigore.
Dopo il "periodo di riflessione" durato due anni, la cancelliera tedesca Angela Merkel decise di rilanciare il processo di riforma con la Dichiarazione di Berlino del 25 marzo 2007, in occasione dei 50 anni dell'Europa unita, in cui venne espressa la volontà di sciogliere il nodo entro pochi mesi al fine di consentire l'entrata in vigore di un nuovo trattato nel 2009, anno delle elezioni del nuovo Parlamento europeo. Si svolse, così, sotto la presidenza tedesca dell'Unione il vertice di Bruxelles tra il 21 e il 23 giugno 2007 nel quale si arrivò a un accordo sul nuovo trattato di riforma. L'accordo recepiva gran parte delle innovazioni contenute nella cosiddetta Costituzione, anche se con alcune modifiche al fine di rendere meno evidente il carattere per così dire "costituzionale" del vecchio testo, pur ribadendo pressoché tutti i meccanismi introdotti con il predetto testo, e in più aggiungendo la facoltà per alcuni Paesi di "chiamarsi fuori" da politiche comuni. Dopo la conclusione della conferenza intergovernativa che finalizzò il nuovo testo, il trattato di Lisbona venne approvato al Consiglio europeo del 18 e 19 ottobre 2007 proprio in tale città e firmato il 13 dicembre dai capi di Stato e di governo. Il trattato è stato ratificato da quasi tutti gli Stati firmatari, prevalentemente per via parlamentare, nel corso del 2008. La mancata ratifica da parte dell'Irlanda in seguito ad apposito referendum confermativo, così come richiesto dalla Costituzione irlandese, non ha permesso di farlo entrare in vigore entro le elezioni europee del 2009. È stato, pertanto, convocato un secondo referendum in Irlanda il 2 ottobre 2009, in cui il trattato è stato approvato con oltre il 67% dei voti. Dal 3 novembre 2009, data del sì definitivo della Repubblica Ceca, tutti gli Stati membri hanno ratificato il trattato, entrato in vigore il 1º dicembre 2009.

### Trattato di Lisbona (2007-presente)

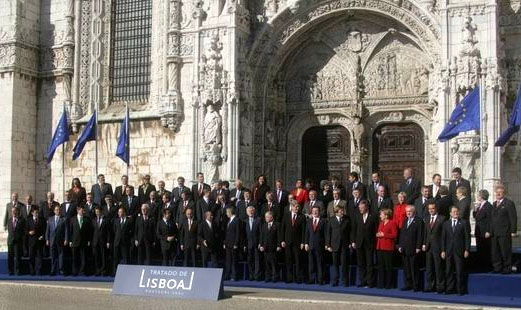
Il trattato di Lisbona è entrato in vigore nel 2009

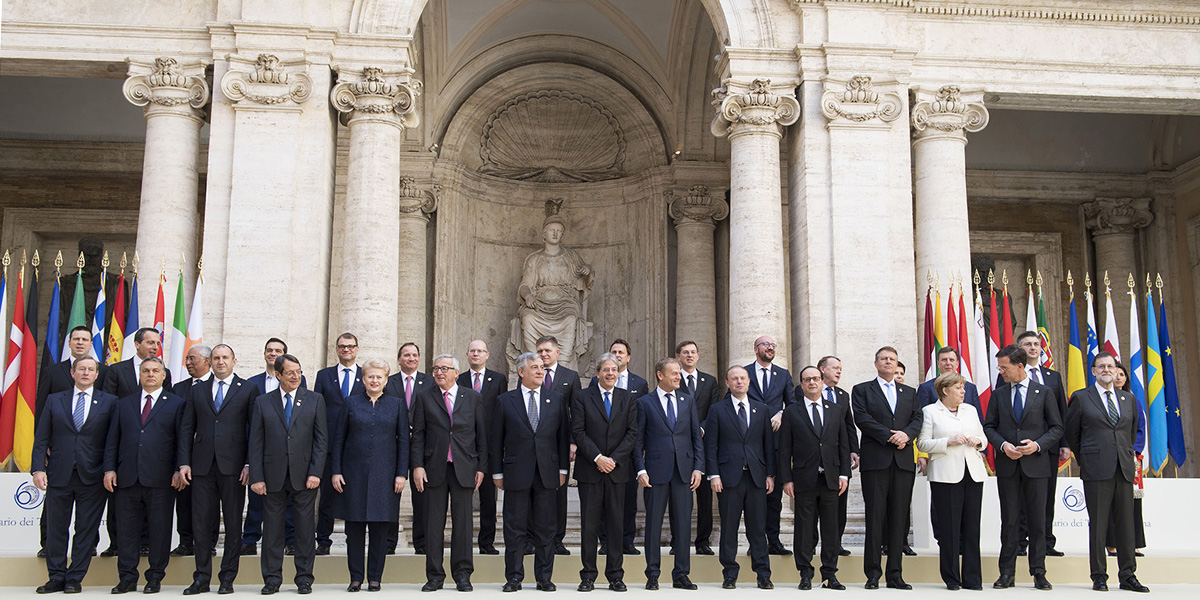
Foto di gruppo di capi di governo dell'Unione europea in occasione del 60º anniversario del Trattato di Roma a Roma nel 2017

Il trattato di Lisbona, entrato in vigore il 1º dicembre 2009, unificò i tre pilastri che si erano solidificati negli ultimi 50 anni: la Comunità europea (CE), la Cooperazione giudiziaria e di polizia in materia penale (CGPP) e la Politica estera e di sicurezza comune (PESC). Si creò per la prima volta una figura legale che rappresentasse l'Unione europea, il presidente del Consiglio europeo e si rafforzò la posizione dell'alto rappresentante dell'Unione per gli affari esteri e la politica di sicurezza. Col trattato di Lisbona vennero aggiunte per la prima volta procedure di recesso dall'Unione europea, conosciute come articolo 50, invocato solamente dal Regno Unito a seguito di un referendum popolare (Brexit). Il 2007 è anche l'anno dell'adesione di Romania e Bulgaria, e dell'adozione dell'euro da parte della Slovenia,.
In seguito hanno scelto di adottare l'euro Cipro e Malta nel 2008, la Slovacchia nel 2009, l'Estonia nel 2011, la Lettonia nel 2014, la Lituania nel 2015 e la Croazia nel 2023.
Nel 2012 l'Unione europea ricevette il premio Nobel per la pace per aver contribuito per oltre 50 anni alla pace, la riconciliazione, la democrazia e ai diritti umani in Europa. Nel 2013 continuò l'allargamento con l'adesione della Croazia, raggiungendo il numero complessivo di 28 Stati
Dall'inizio degli anni 2010, la coesione dell'Unione europea è stata messa a dura prova da diverse questioni, tra cui una crisi del debito in alcuni paesi dell'Eurozona, la crisi dei migranti e l'uscita del Regno Unito dall'UE. Nel 2016 infatti si è tenuto un referendum nel Regno Unito sulla permanenza nell'Unione europea, e il 51,9% dei cittadini ha votato per l'uscita. Dopo alcuni mesi, il 29 marzo 2017, il Regno Unito notificò formalmente al Consiglio europeo la sua decisione di lasciare l'UE, avviando la procedura formale di ritiro. Il Regno Unito ha lasciato ufficialmente l'Unione europea il 31 gennaio 2020.

### Evoluzione strutturale
La seguente sequenza temporale illustra l'integrazione che ha portato alla formazione del presente sindacato, in termini di sviluppo strutturale guidato da trattati internazionali:

## Geografia

Carta fisica dell'Unione europea

Il territorio degli Stati membri copre una superficie di 4 423 147 km², facendo dell'Unione europea la settima entità mondiale per estensione. Il Monte Bianco con i suoi 4 810,45 metri d'altezza sul livello del mare è il punto più alto dell'Unione, mentre le zone più basse sono il Lammefjorden in Danimarca e lo Zuidplaspolder nei Paesi Bassi, entrambi a 7 metri sotto il livello del mare. Il paesaggio, il clima e l'economia dell'UE sono influenzati dall'estensione costiera dell'Unione, che è la seconda al mondo, dopo il Canada, con quasi 67 571 chilometri di lunghezza. L'Unione europea confina con 21 entità indipendenti condividendo con questi 14 647 chilometri di frontiere esterne.
La maggior parte del territorio è situata all'interno dell'Europa geografica continentale o su isole geograficamente europee, ma dell'Unione europea fanno parte a pieno titolo anche alcuni territori che si trovano al di fuori del continente, come le Canarie, le Azzorre, la Guadalupa, la Guyana Francese e l'Isola della Riunione; tali territori vengono classificati come regioni ultraperiferiche. Non fanno parte invece dell'Unione Europea, pur appartenendo a stati membri e avendo di conseguenza uno speciale rapporto con essa, determinati paesi e territori d'oltremare, come la Groenlandia, la Nuova Caledonia, la Polinesia francese e Curaçao, nonché le Isole Far Oer, che pure sono situate all'interno dell'Europa fisica.

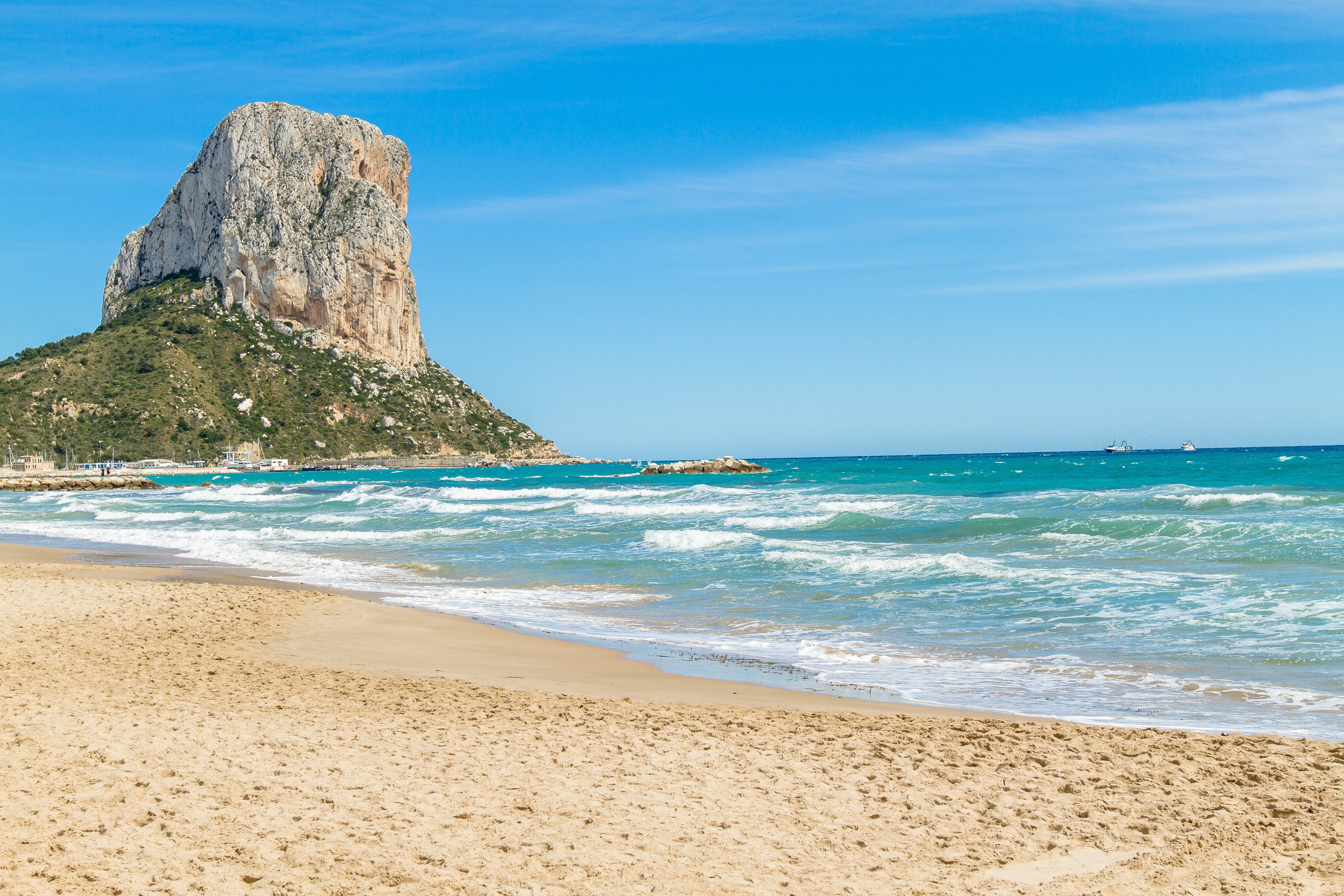
I 65 993 km di costa dominano il clima europeo (Parco Naturale di Penyal d'Ifac, Spagna)
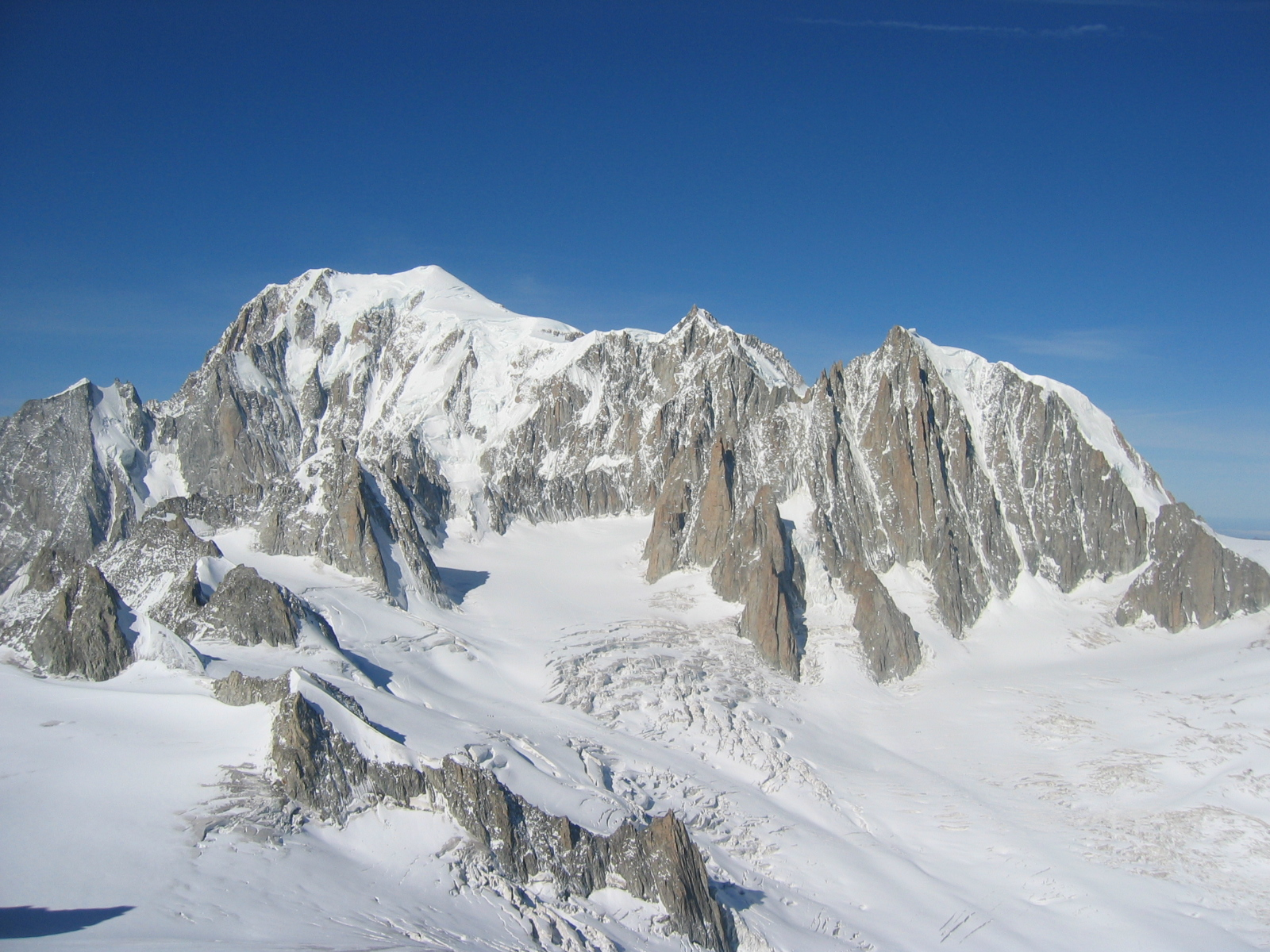
La vetta del monte Bianco, al confine tra Italia e Francia, con i suoi 4 810 metri è il picco dell'Unione
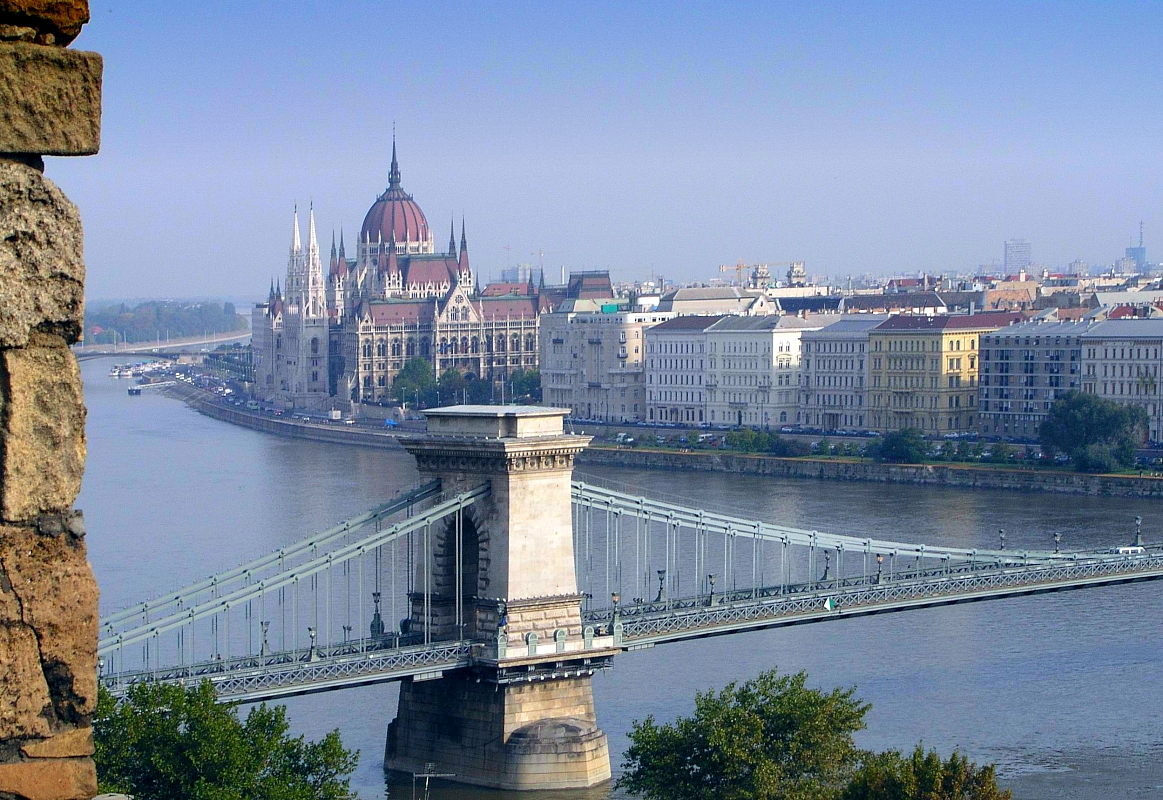
Il Danubio (nella foto a Budapest) è il fiume più lungo dell'Unione europea
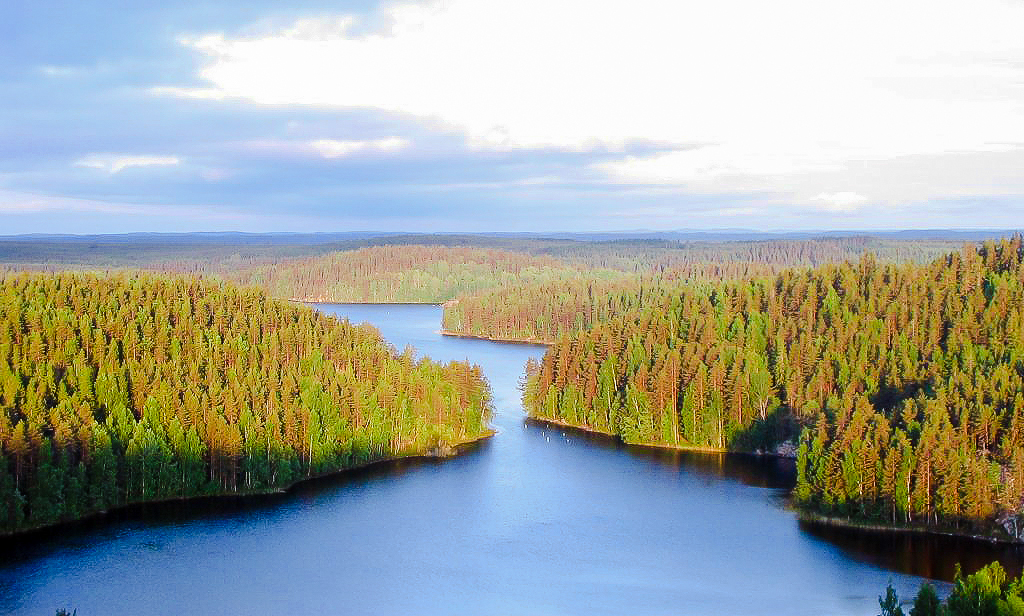
Il Parco nazionale di Repovesi. In Finlandia ci sono circa 187 888 laghi più grandi di 500 m²

Comprendendo anche i territori d'oltremare della Francia al di fuori del continente europeo ma che sono membri dell'Unione, l'UE sperimenta la maggior parte dei tipi di clima dall'Artico (nord-est Europa) al tropicale (Guyana francese). Tuttavia la maggior parte della popolazione vive in aree con un clima marittimo temperato (Europa nord-occidentale ed Europa centrale), un clima mediterraneo (Europa meridionale) o un caldo clima continentale o emiboreale estivo (Balcani settentrionali ed Europa centrale).
La popolazione dell'UE è altamente urbanizzata, con circa il 75% degli abitanti che vivono nelle aree urbane dal 2006. Le città sono ampiamente distribuite in tutta l'UE con un grande gruppo all'interno e intorno al Benelux.
Fanno parte del territorio numerose isole abitate, alcune appartenenti al continente europeo, altre fuori; le più grandi sono:
| Posizione | Isola          | Stato     | Continente | Superficie (km²) | Popolazione (ab.) |
| --------- | -------------- | --------- | ---------- | ---------------- | ----------------- |
| 1         | Irlanda        | Irlanda   | Europa     | 70 273           | 4 760 000         |
| 2         | Sicilia        | Italia    | Europa     | 25 711           | 5 077 487         |
| 3         | Sardegna       | Italia    | Europa     | 24 090           | 1 639 942         |
| 4         | Cipro          | Cipro     | Asia       | 9 250            | 1 000 000         |
| 5         | Corsica        | Francia   | Europa     | 8 680            | 309 693           |
| 6         | Creta          | Grecia    | Europa     | 8 336            | 621 340           |
| 7         | Selandia       | Danimarca | Europa     | 7 026            | 2 300 000         |
| 8         | Vendsyssel-Thy | Danimarca | Europa     | 4 685            | 302 546           |
| 9         | Maiorca        | Spagna    | Europa     | 3 640            | 869 067           |

Altre isole fuori dal continente europeo con più di 1 000 km2 di superficie sono tre isole dell'arcipelago delle Canarie, Tenerife, Fuerteventura e Gran Canaria in Africa, appartenenti alla Spagna, Guadalupa e Martinica in America e Riunione e Mayotte in Africa appartenenti alla Francia. Non fanno parte dell'Unione, pur appartenendo a suoi stati membri, la Groenlandia (2 166 000 km²), la Grande Terre di Nuova Caledonia (16 664 km²) e la Grande Terre delle Kerguelen (6 675 km²).

### Stati membri
Attraverso successivi allargamenti, l'Unione europea è passata dai sei Stati fondatori (Belgio, Francia, Germania occidentale, Italia, Lussemburgo e Paesi Bassi) agli attuali 27. I Paesi aderiscono all'Unione diventando parte dei trattati istitutivi, sottoponendosi quindi ai privilegi e agli obblighi dell'adesione all'UE. Ciò comporta una delega parziale della sovranità alle istituzioni in cambio della rappresentanza all'interno di tali istituzioni, una pratica spesso definita come "messa in comune della sovranità".
Per diventare membro, un Paese deve soddisfare i criteri di Copenaghen, definiti nella riunione del Consiglio europeo di Copenaghen del 1993. Ciò richiede una democrazia stabile che rispetti i diritti umani e lo Stato di diritto; un'economia di mercato funzionante; e l'accettazione degli obblighi di adesione, incluso il diritto dell'UE. La valutazione del rispetto da parte di un Paese dei criteri è di competenza del Consiglio europeo. L'articolo 50 del trattato di Lisbona fornisce la base affinché un membro lasci l'Unione. Due territori hanno lasciato l'Unione: la Groenlandia (una provincia autonoma della Danimarca) si è ritirata nel 1985; il Regno Unito ha formalmente invocato l'articolo 50 del trattato consolidato sull'Unione europea nel 2016 ed è diventato il primo Stato sovrano a lasciare l'unione quando si è ritirato dall'UE nel 2020.
Ci sono otto Paesi che sono riconosciuti come candidati per l'adesione: Albania, Macedonia del Nord, Montenegro, Serbia, Turchia, Ucraina, Moldavia e Bosnia ed Erzegovina. L'Islanda ritirò formalmente la domanda di adesione nel 2015, dopo aver sospeso i negoziati nel 2013. Il Kosovo e la Georgia sono ufficialmente riconosciuti come potenziali candidati
I quattro Paesi che formano l'Associazione europea di libero scambio (AELS) non sono membri dell'UE, ma si sono parzialmente impegnati nell'economia e nei regolamenti dell'UE: Islanda, Liechtenstein e Norvegia, che fanno parte del mercato unico attraverso lo Spazio economico europeo e la Svizzera, che ha legami simili attraverso i trattati bilaterali. Le relazioni tra i microstati europei, Andorra, Monaco, San Marino e Città del Vaticano includono l'uso dell'euro e altre aree di cooperazione.
Da marzo 2020 l'Unione europea conta 27 Stati membri: Austria, Belgio, Bulgaria, Cipro, Croazia, Danimarca, Estonia, Finlandia, Francia, Germania, Grecia, Irlanda, Italia, Lettonia, Lituania, Lussemburgo, Malta, Paesi Bassi, Polonia, Portogallo, Repubblica Ceca, Romania, Slovacchia, Slovenia, Spagna, Svezia e Ungheria. L'Unione è cresciuta da un nucleo di sei Paesi fondatori dell'allora Comunità economica europea (segnati in grassetto nella tabella sottostante) e si è espansa includendo progressivamente la maggioranza degli Stati sovrani europei fino ad arrivare alla precedente configurazione, durata quasi 7 anni (dal 1º luglio 2013 al 31 gennaio 2020). A seguito della Brexit, il 31 gennaio 2020 a mezzanotte (CET) il Regno Unito è uscito dall'Unione europea ed è equiparato a un Paese terzo. Il periodo transitorio, il cui scopo era quello di offrire più tempo a cittadini e imprese per adeguarsi alla nuova situazione, si è concluso il 31 dicembre 2020.
| Pos. | Bandiera                         | Stemma | Nome            | Codice ISO | Data di adesione | Abitanti (2019) | Superficie (km²) | Valuta            | PIL pro capite | Rappresentanti | Lingue ufficiali                      |
| ---- | -------------------------------- | ------ | --------------- | ---------- | ---------------- | --------------- | ---------------- | ----------------- | -------------- | -------------- | ------------------------------------- |
| 1    | Austria (bandiera)               |        | Austria         | AT         | 1º gennaio 1995  | 8 858 775       | 83 871           | Euro              | 42 400         | 19             | Tedesco                               |
| 2    | Belgio (bandiera)                |        | Belgio          | BE         | 1º gennaio 1958  | 11 467 923      | 30 528           | Euro              | 38 200         | 21             | Olandese, francese e tedesco          |
| 3    | Bulgaria (bandiera)              |        | Bulgaria        | BG         | 1º gennaio 2007  | 7 000 039       | 110 879          | Lev bulgaro       | 8 651          | 17             | Bulgaro                               |
| 4    | Cipro (bandiera)                 |        | Cipro           | CY         | 1º maggio 2004   | 875 898         | 9 251            | Euro              | 30 926         | 6              | Greco e turco                         |
| 5    | Croazia (bandiera)               |        | Croazia         | HR         | 1º luglio 2013   | 4 076 246       | 56 542           | Euro              | 15 870         | 12             | Croato                                |
| 6    | Danimarca (bandiera)             |        | Danimarca       | DK         | 1º gennaio 1973  | 5 806 081       | 43 094           | Corona danese     | 37 600         | 14             | Danese                                |
| 7    | Estonia (bandiera)               |        | Estonia         | EE         | 1º maggio 2004   | 1 324 820       | 45 228           | Euro              | 20 600         | 7              | Estone                                |
| 8    | Finlandia (bandiera)             |        | Finlandia       | FI         | 1º gennaio 1995  | 5 517 919       | 338 145          | Euro              | 36 700         | 14             | Finlandese e svedese                  |
| 9    | Francia (bandiera)               |        | Francia         | FR         | 1º gennaio 1958  | 67 028 048      | 543 965          | Euro              | 35 600         | 79             | Francese                              |
| 10   | Germania (bandiera)              |        | Germania        | DE         | 1º gennaio 1958  | 83 019 214      | 357 022          | Euro              | 38 400         | 96             | Tedesco                               |
| 11   | Grecia (bandiera)                |        | Grecia          | GR         | 1º gennaio 1981  | 10 722 287      | 131 957          | Euro              | 26 600         | 21             | Greco                                 |
| 12   | Irlanda (bandiera)               |        | Irlanda         | IE         | 1º gennaio 1973  | 4 904 226       | 70 273           | Euro              | 40 100         | 13             | Gaelico e inglese                     |
| 13   | Italia (bandiera)                |        | Italia          | IT         | 1º gennaio 1958  | 60 359 546      | 301 340          | Euro              | 33 200         | 76             | Italiano                              |
| 14   | Lettonia (bandiera)              |        | Lettonia        | LV         | 1º maggio 2004   | 1 919 968       | 64 589           | Euro              | 15 900         | 8              | Lettone                               |
| 15   | Lituania (bandiera)              |        | Lituania        | LT         | 1º maggio 2004   | 2 794 184       | 65 300           | Euro              | 19 100         | 11             | Lituano                               |
| 16   | Lussemburgo (bandiera)           |        | Lussemburgo     | LU         | 1º gennaio 1958  | 613 894         | 2 586            | Euro              | 81 100         | 6              | Francese, lussemburghese e tedesco    |
| 17   | Malta (bandiera)                 |        | Malta           | MT         | 1º maggio 2004   | 493 559         | 316              | Euro              | 25 800         | 6              | Maltese e inglese                     |
| 18   | Regno dei Paesi Bassi (bandiera) |        | Paesi Bassi     | NL         | 1º gennaio 1958  | 17 282 163      | 41 543           | Euro              | 42 700         | 29             | Olandese e frisone                    |
| 19   | Polonia (bandiera)               |        | Polonia         | PL         | 1º maggio 2004   | 37 972 812      | 312 685          | Złoty             | 20 600         | 52             | Polacco                               |
| 20   | Portogallo (bandiera)            |        | Portogallo      | PT         | 1º gennaio 1986  | 10 276 617      | 92 090           | Euro              | 23 700         | 21             | Portoghese                            |
| 21   | Rep. Ceca (bandiera)             |        | Repubblica Ceca | CZ         | 1º maggio 2004   | 10 649 800      | 78 867           | Corona ceca       | 27 400         | 21             | Ceco                                  |
| 22   | Romania (bandiera)               |        | Romania         | RO         | 1º gennaio 2007  | 19 401 658      | 238 391          | Leu rumeno        | 11 534         | 33             | Rumeno                                |
| 23   | Slovacchia (bandiera)            |        | Slovacchia      | SK         | 1º maggio 2004   | 5 450 421       | 49 035           | Euro              | 23 600         | 14             | Slovacco                              |
| 24   | Slovenia (bandiera)              |        | Slovenia        | SI         | 1º maggio 2004   | 2 080 908       | 20 273           | Euro              | 26 758         | 8              | Sloveno, italiano e ungherese         |
| 25   | Spagna (bandiera)                |        | Spagna          | ES         | 1º gennaio 1986  | 46 934 632      | 505 370          | Euro              | 31 000         | 59             | Spagnolo, galiziano, basco e catalano |
| 26   | Svezia (bandiera)                |        | Svezia          | SE         | 1º gennaio 1995  | 10 230 185      | 450 295          | Corona svedese    | 40 900         | 21             | Svedese                               |
| 27   | Ungheria (bandiera)              |        | Ungheria        | HU         | 1º maggio 2004   | 9 797 561       | 93 028           | Fiorino ungherese | 19 800         | 21             | Ungherese                             |

In cinque occasioni vi sono state variazioni territoriali dell'Unione europea senza che ciò corrispondesse all'adesione di un nuovo Stato all'Unione:
- il 5 luglio 1962 l'Algeria, già territorio metropolitano della Francia, diviene indipendente e, di conseguenza, esce dalla Comunità economica europea;
- il 1º febbraio 1985 la Groenlandia, nazione costitutiva del Regno di Danimarca, decide tramite referendum di uscire dalla Comunità economica europea, pur rimanendo parte del Regno di Danimarca;
- il 3 ottobre 1990 con la riunificazione tedesca la Germania Est entra a far parte della Comunità economica europea come parte della Germania Ovest, già membro dal 1958;
- il 1º gennaio 2012 Saint-Barthélemy cessa di essere un Dipartimento d'oltremare e una regione ultraperiferica della Francia per diventarne una Collettività d'oltremare e uno dei Paesi e territori d'oltremare, quindi, di conseguenza, esce dall'UE;
- il 31 gennaio 2020 (CET) con la Brexit avviene l'uscita del Regno Unito dall'UE.

Le Isole Fær Øer, nazione costitutiva del Regno di Danimarca, quando quest'ultimo nel 1973 ha aderito alla Comunità economica europea, hanno rifiutato di farne parte.

### Allargamento

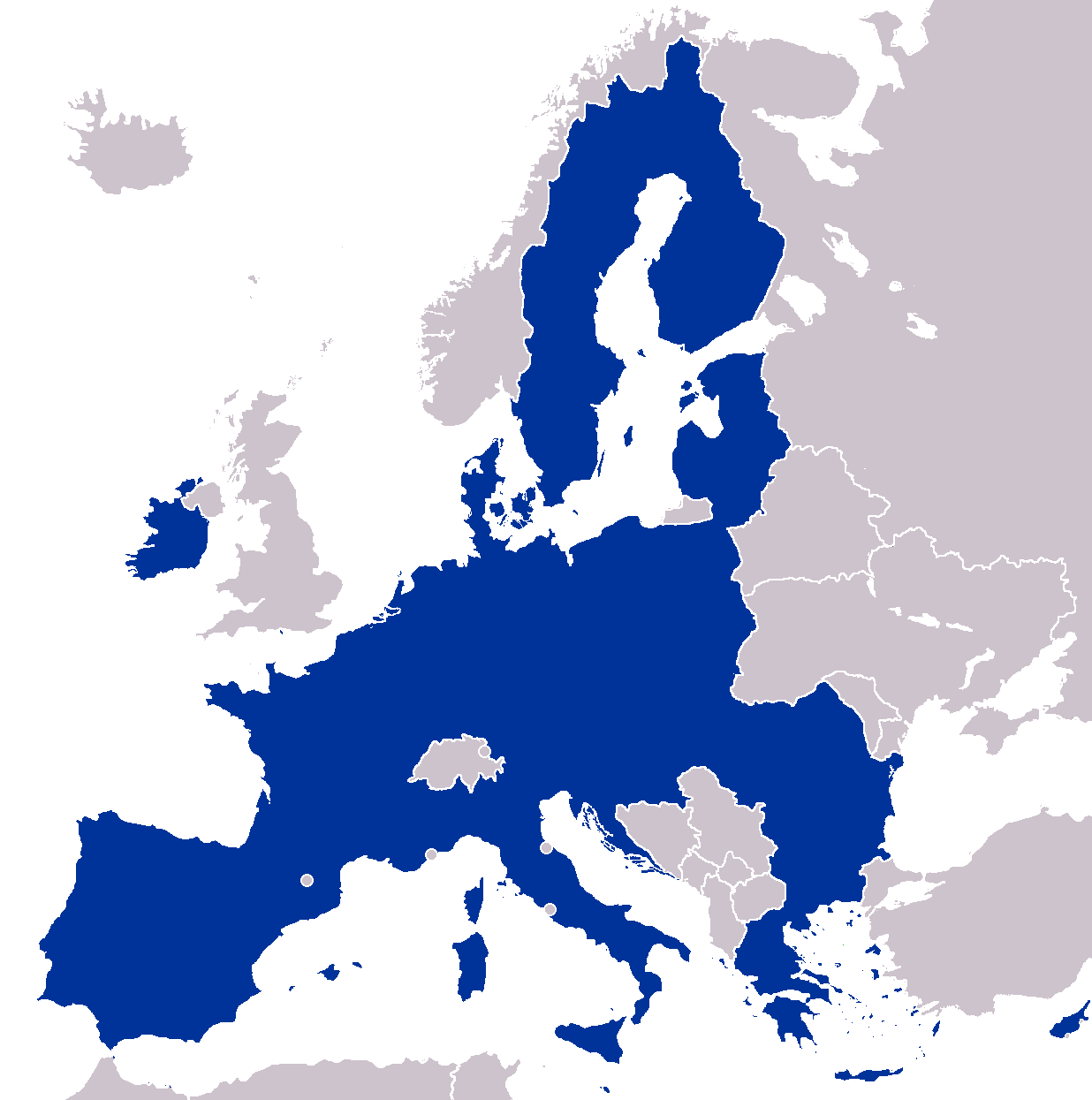
Area coperta dall'Unione europea al momento della sua massima estensione, dal 1º luglio 2013 al 31 gennaio 2020

Per l'incorporazione di uno Stato estraneo all'Unione, questo deve rispettare una serie di condizioni economiche e politiche conosciute come criteri di Copenaghen. Nello specifico, i Paesi candidati, oltre a dover essere situati geograficamente in Europa, devono presentare:
- istituzioni stabili che garantiscano la democrazia, lo Stato di diritto, i diritti umani e il rispetto delle minoranze;
- un'economia di mercato funzionante e la capacità di fronteggiare la competizione e le forze del mercato all'interno dell'Unione;
- la capacità di sostenere gli obblighi derivanti dall'adesione, inclusi l'adesione all'unione politica, economica e monetaria.

### Stati candidati
I seguenti Stati hanno presentato e ottenuto l'approvazione della domanda di adesione all'Unione europea e risultano oggi candidati ufficiali:
- Turchia candidata dal 12 dicembre 1995;
- Macedonia del Nord candidata dall'11 dicembre 2005;
- Montenegro candidato dal 17 dicembre 2010;
- Serbia candidata dal 1º marzo 2012;
- Albania candidata dal 24 giugno 2014;[115]
- Moldavia candidata dal 23 giugno 2022;
- Ucraina candidata dal 23 giugno 2022;
- Bosnia ed Erzegovina candidata dal 15 dicembre 2022;
- Georgia candidata dal 14 dicembre 2023.

Il Kosovo ha presentato la domanda per essere candidato il 14 dicembre 2022.
Mentre i colloqui con Montenegro e Serbia procedono a rilento, i colloqui con la Turchia sono fermi da molto tempo. Albania e Macedonia del Nord, invece, stanno aspettando dal 2020 l'apertura dei negoziati d'adesione a causa del veto posto dalla Bulgaria per alcune dispute di carattere identitario con la seconda.
Tra il 28 febbraio e il 3 marzo 2022, a seguito della crisi russo-ucraina, Ucraina, Georgia e Moldavia hanno presentato la loro domanda di adesione all'Unione europea. Il 7 marzo il Consiglio dell'Unione europea ha invitato la Commissione a presentare la sua opinione in merito. Il 17 giugno 2022 a seguito dello scambio d'informazione fra la Commissione e i tre Paesi che avevano presentato la domanda di adesione, sono state espresse tre posizioni. L'Ucraina ha già attuato gran parte delle riforme richieste e pertanto la Commissione ha consigliato di concederle lo status di candidato. La Moldavia, pur avendo attuato alcune riforme, ha ancora molta strada da fare ma ha il potenziale per essere candidata. La Georgia necessita di più tempo. Questi tre pareri sono stati discussi in occasione del Consiglio europeo del 23 giugno e si è votato favorevolmente per concedere lo status di Paese candidato all'Ucraina e alla Repubblica di Moldavia, per la Georgia si è riconosciuto che il suo futuro è nell'Unione ma che non si può ancora concedere lo statuto di Paese candidato.
I criteri per l'adesione all'Unione sono inclusi nei criteri di Copenaghen, concordati nel 1993, e nel trattato di Maastricht (articolo 49). L'articolo 49 del trattato di Maastricht (come modificato) stabilisce che qualsiasi "Stato europeo" che rispetti i "principi di libertà, democrazia, rispetto dei diritti umani e delle libertà fondamentali e dello stato di diritto", può chiedere di aderire all'UE. Il fatto che un Paese sia europeo o meno è soggetto a valutazione politica da parte delle istituzioni dell'UE.

## Società

### Popolazione

Densità di popolazione nell'UE nel 2014

Al 1º febbraio 2020 la popolazione dell'Unione europea era di circa 450 milioni di persone (il 6% della popolazione mondiale). Nel 2015, 5,1 milioni di bambini sono nati nell'UE-28, corrispondente a un tasso di natalità di 10 su 1 000, ovvero 8 nascite al di sotto della media mondiale. Per fare un confronto, il tasso di natalità nell'UE-28 si è attestato a 10,6 nel 2000, 12,8 nel 1985 e 16,3 nel 1970. Il suo tasso di crescita della popolazione era positivo allo 0,23% stimato nel 2016.
Nel 2010, 47,3 milioni di persone che vivevano nell'UE erano nate al di fuori del loro Paese di residenza. Ciò corrisponde al 9,4% della popolazione totale dell'UE. Di questi, 31,4 milioni (6,3%) sono nati al di fuori dell'UE e 16,0 milioni (3,2%) sono nati in un altro Stato membro dell'UE. Il maggior numero assoluto di persone nate al di fuori dell'UE era in Germania (6,4 milioni), in Francia (5,1 milioni), in Spagna (4,1 milioni), in Italia (3,2 milioni) e nei Paesi Bassi (1,4 milioni). Nel 2017, circa 825 000 persone hanno acquisito la cittadinanza di uno Stato membro dell'Unione europea. I gruppi più grandi erano cittadini di Marocco, Albania, India, Turchia e Pakistan. 2,4 milioni di immigrati provenienti da paesi non UE sono entrati nell'UE nel 2017.

### Lingue
| Lingua | Madrelingua | Totale |
| --- | ----------- | ------ |
| inglese | <1%         | 40%    |
| tedesco | 18%         | 32%    |
| francese | 13%         | 26%    |
| italiano | 12%         | 16%    |
| spagnolo | 8%          | 15%    |
| polacco | 8%          | 9%     |
| rumeno | 5%          | 5%     |
| olandese | 4%          | 5%     |
| greco | 3%          | 4%     |
| ungherese | 3%          | 3%     |
| portoghese | 2%          | 3%     |
| ceco | 2%          | 3%     |
| svedese | 2%          | 3%     |
| bulgaro | 2%          | 2%     |
| slovacco | 1%          | 2%     |
| danese | 1%          | 1%     |
| finlandese | 1%          | 1%     |
| lituano | 1%          | 1%     |
| croato | 1%          | 1%     |
| sloveno | <1%         | <1%    |
| estone | <1%         | <1%    |
| irlandese | <1%         | <1%    |
| lettone | <1%         | <1%    |
| maltese | <1%         | <1%    |
| Sondaggio 2020. Madrelingua: lingua nativa Totale: i cittadini dell'UE sono in grado di tenere una conversazione in questa lingua. |             |        |

L'Unione europea contempla 24 lingue ufficiali e di lavoro: bulgaro, ceco, croato, danese, estone, finlandese, francese, greco moderno, inglese, irlandese, italiano, lettone, lituano, maltese, olandese, polacco, portoghese, rumeno, slovacco, sloveno, spagnolo, svedese, tedesco e ungherese. Documenti importanti, come la legislazione, sono tradotti in ogni lingua ufficiale e il Parlamento europeo fornisce la traduzione per i documenti e le sessioni plenarie.
A causa dell'elevato numero di idiomi ufficiali, la maggior parte delle istituzioni utilizza solo una manciata di lingue di lavoro. La Commissione europea svolge le sue attività interne in tre lingue procedurali: inglese, francese e tedesco. Allo stesso modo, la Corte di giustizia europea usa il francese come lingua di lavoro, mentre la Banca centrale europea svolge la sua attività principalmente in inglese.
Anche se la politica linguistica è responsabilità degli Stati membri, le istituzioni dell'UE promuovono il multilinguismo tra i suoi cittadini. L'inglese è la lingua più parlata nell'UE, essendo compresa dal 40% della popolazione dell'UE nel conteggio di nativi e non madrelingua. Il tedesco è la lingua madre più parlata (il 18% della popolazione dell'UE). Più della metà (56%) dei cittadini dell'UE è in grado di svolgere una conversazione in una lingua diversa dalla propria lingua materna.
La maggior parte delle lingue ufficiali dell'UE appartiene alla famiglia linguistica indoeuropea, rappresentata dai rami balto-slave, italico, germanico, ellenico, e celtico. Alcune lingue dell'UE, tuttavia, sono l'ungherese, il finlandese, l'estone (tutte e tre uraliche), il basco (isolata) e il maltese (semitica), non appartengono alle lingue indoeuropee. I tre alfabeti ufficiali dell'Unione europea sono: cirillico, latino e greco moderno.
Oltre alle 24 lingue ufficiali, ci sono circa 150 lingue regionali e minoritarie, parlate da oltre 50 milioni di persone. Il catalano, il galiziano e il basco non sono lingue ufficiali riconosciute dell'Unione europea ma hanno uno status semi-ufficiale: vengono effettuate le traduzioni ufficiali dei trattati e i cittadini hanno il diritto di corrispondere con le istituzioni in queste lingue. La Carta europea delle lingue regionali o minoritarie ratificata dalla maggior parte degli Stati dell'UE fornisce linee guida generali che gli Stati possono seguire per proteggere il loro patrimonio linguistico. La Giornata europea delle lingue si tiene annualmente il 26 settembre e ha lo scopo di incoraggiare l'apprendimento delle lingue in tutta Europa.

### Religione
L'UE non ha alcun legame formale con nessuna religione. L'articolo 17 del trattato sul funzionamento dell'Unione europea riconosce lo "status sotto il diritto nazionale delle chiese e delle associazioni religiose" nonché quello delle "organizzazioni filosofiche e non confessionali".
Il preambolo del trattato sull'Unione europea menziona "l'eredità culturale, religiosa e umanista dell'Europa". La discussione sui progetti di testi della Costituzione europea e in seguito sul trattato di Lisbona includeva proposte per menzionare il cristianesimo o Dio o entrambi, nel preambolo del testo, ma l'idea ha affrontato l'opposizione ed è stata abbandonata.
I cristiani nell'Unione europea sono divisi tra membri del cattolicesimo (rito romano e bizantino), numerose denominazioni protestanti (anglicani, luterani e riformati, che costituiscono la maggior parte di questa categoria) e la Chiesa ortodossa in Oriente. Nel 2009, l'UE aveva una popolazione musulmana stimata di 13 milioni e una popolazione ebraica stimata di oltre un milione. Anche altre religioni del mondo come buddhismo, induismo e sikhismo sono rappresentate nella popolazione dell'UE.
Secondo i sondaggi sulla religiosità nell'Unione europea nel 2015 dall'Eurobarometro, il cristianesimo è la maggior religione dell'Unione europea, pari al 71,6% della popolazione dell'UE. I cattolici sono il più grande gruppo cristiano, rappresentano il 45,3% della popolazione dell'UE, mentre i protestanti costituiscono l'11,1%, gli ortodossi orientali costituiscono il 9,6% e gli altri cristiani rappresentano il 5,6%.
I sondaggi dell'Eurobarometro di Eurostat hanno mostrato nel 2005 che il 52% dei cittadini dell'UE credeva in un Dio, il 27% in "una sorta di spirito o forza vitale" e il 18% non aveva alcuna forma di convinzione. Negli ultimi anni, molti Paesi hanno sperimentato l'abbandono della chiesa e l'adesione. I Paesi in cui il minor numero di persone ha riferito di una convinzione religiosa sono stati l'Estonia (16%) e la Repubblica Ceca (19%). I Paesi più religiosi erano Malta (95%, prevalentemente cattolico) e Cipro e Romania (entrambi prevalentemente ortodossi), ciascuno con circa il 90% dei cittadini che professano una fede in Dio. In tutta l'UE, la credenza era più alta tra le donne, gli anziani, quelli con educazione religiosa, quelli che lasciavano la scuola a 15 o 16 anni e quelli che "si posizionavano sulla destra della scala politica".
| Affiliazione           | % della popolazione europea | % della popolazione europea |
| ---------------------- | --------------------------- | --------------------------- |
| Cristiani              | 71,6                        |                             |
| Cattolici              | 45,3                        |                             |
| Protestanti            | 11,1                        |                             |
| Ortodossi              | 9,6                         |                             |
| Altri cristiani        | 5,6                         |                             |
| Musulmani              | 1,8                         |                             |
| Altre fedi             | 2,6                         |                             |
| Irreligiosi            | 24                          |                             |
| Non credente/Agnostico | 1,6                         |                             |
| Atei                   | 1,4                         |                             |

### Maggiori città e aree metropolitane
L'Unione europea contiene circa 40 aree urbane con popolazioni di oltre un milione di abitanti. Le maggiori aree metropolitane dell'UE sono Parigi e Madrid. Seguono Barcellona, Berlino, Reno-Ruhr e Roma, tutte con una popolazione metropolitana di oltre 4 milioni di abitanti.
L'UE ha anche numerose regioni urbanizzate policentriche come il Reno-Ruhr (Colonia, Dortmund, Düsseldorf, ecc.), Randstad (Amsterdam, Rotterdam, L'Aia, Utrecht, ecc.), Reno-Meno (Francoforte), il diamante fiammingo (Anversa, Bruxelles, Lovanio, Gand, ecc.) e la regione dell'Alta Slesia (Katowice, Ostrava, ecc.).
L'Unione europea contiene 16 città con più di un milione di abitanti, la più grande delle quali è Berlino. Oltre a queste, ci sono agglomerati urbani che pian piano si sono allargati e uniti e che hanno superato per dimensioni molte delle città classiche; il più grande di essi è la Regione metropolitana Reno-Ruhr, che supera i 10 milioni di abitanti.
Per quanto concerne solo l'area comunale, i primi dieci comuni dell'Unione europea sono i seguenti:
| Pos. | Immagine | Città      | Stato membro | Popolazione (ab.) | Anno |
| ---- | -------- | ---------- | ------------ | ----------------- | ---- |
| 1    |          | Berlino    | Germania     | 3 677 472         | 2021 |
| 2    |          | Madrid     | Spagna       | 3 348 536         | 2020 |
| 3    |          | Roma       | Italia       | 2 782 858         | 2021 |
| 4    |          | Parigi     | Francia      | 2 140 526         | 2019 |
| 5    |          | Bucarest   | Romania      | 2 106 144         | 2019 |
| 6    |          | Vienna     | Austria      | 1 911 728         | 2020 |
| 7    |          | Amburgo    | Germania     | 1 841 179         | 2016 |
| 8    |          | Varsavia   | Polonia      | 1 783 321         | 2019 |
| 9    |          | Budapest   | Ungheria     | 1 752 286         | 2018 |
| 10   |          | Barcellona | Spagna       | 1 620 343         | 2018 |

## Diritto
In base al principio della supremazia (o prevalenza, o primato) del diritto dell'UE, i giudici nazionali sono tenuti a dare applicazione al diritto dell'UE anche qualora esso sia incompatibile con la legislazione statale, ancorché successiva, e persino in caso di conflitto con la costituzione nazionale. I giudici degli Stati membri dell'UE hanno in linea generale accettato la dottrina della prevalenza del diritto dell'UE anche se, per quanto riguarda i conflitti con il diritto costituzionale interno, l'hanno spesso circondata da limiti ed eccezioni (cosiddetti "controlimiti" alla prevalenza del diritto dell'UE). Le dottrine dell'effetto diretto e della supremazia non furono esplicitamente stabilite nei trattati europei, ma furono sviluppate dalla stessa Corte di giustizia negli anni 1960, apparentemente sotto l'influenza del suo allora più autorevole giudice, il francese Robert Lecourt.
Quando ci si riferisce all'Unione europea, la dicitura Paese terzo significa Paese extra UE, ovvero non appartenente all'Unione. Questo termine si trova, per esempio, nelle direttive, regolamenti e documenti in generale, emanati dall'UE.

### Trattati
L'UE si basa su due trattati: il trattato sull'Unione europea (TUE) e il trattato sul funzionamento dell'Unione europea (TFUE). Questi trattati sono il prodotto delle successive modificazioni (Atto unico europeo del 1986, Trattato di Amsterdam del 1997, Trattato di Nizza del 2001, Trattato di Lisbona del 2007) subite sino a oggi dai trattati fondativi, cioè dal Trattato di Parigi istitutivo della CECA del 1951, dal Trattato di Roma istitutivo della CEE e della Euratom del 1957, e dal Trattato di Maastricht istitutivo dell'Unione europea del 1992. A questo corpus di trattati si deve aggiungere (oltre ai protocolli annessi ai trattati e ai trattati di accessione di vari Stati membri) la Carta dei diritti fondamentali dell'Unione europea, redatta dalla prima Convenzione europea (1999-2000), proclamata a Nizza il 7 dicembre 2000 e diventata giuridicamente vincolante a seguito dell'entrata in vigore del Trattato di Lisbona nel 2009.
Nonostante l'Unione europea abbia gradualmente acquisito numerose prerogative tipiche di una federazione, con il progressivo trasferimento di poteri dagli Stati membri ai suoi organi, essa si fonda ancora su trattati internazionali ratificati dagli Stati. Si tratta di trattati che pongono obiettivi politici generali e creano istituzioni dotate dei poteri necessari per il raggiungimento di tali obiettivi. Inoltre l'UE ha personalità giuridica internazionale e può concludere trattati internazionali con Stati terzi (cioè non membri dell'UE) nelle materie su cui l'UE ha competenza.

### Atti di diritto derivato
Tra i poteri attribuiti all'UE assume particolare rilievo la capacità di adottare atti normativi vincolanti non solo per gli Stati membri, ma anche per i loro cittadini, e direttamente applicabili sia dai giudici nazionali, sia dalla pubblica amministrazione statale. Gli atti giuridici dell'UE si presentano in tre forme: regolamenti, direttive e decisioni. In generale, possono essere classificate in due gruppi: quelle che entrano in vigore senza la necessità di misure nazionali di attuazione (regolamenti e decisioni) e quelle che richiedono specificamente misure nazionali di attuazione (direttive). La politica dell'UE è in generale promulgata dalle direttive dell'UE, che sono poi attuate nella legislazione nazionale dei suoi Stati membri e dai regolamenti dell'UE, che sono immediatamente applicabili in tutti gli Stati membri. I regolamenti diventano legge in tutti gli Stati membri nel momento in cui entrano in vigore, senza l'obbligo di misure di attuazione, e sostituiscono automaticamente le disposizioni nazionali in conflitto. Le direttive impongono agli Stati membri di ottenere un determinato risultato, lasciando loro discrezione su come raggiungere il risultato. I dettagli su come devono essere implementati sono lasciati agli Stati membri. Allo scadere del termine per l'attuazione delle direttive, esse possono, a determinate condizioni, avere effetti diretti nella legislazione nazionale contro gli Stati membri. Le decisioni offrono un'alternativa alle due modalità legislative di cui sopra. Sono atti giuridici che si applicano solo a determinate persone, società o un determinato Stato membro. Sono spesso utilizzati nel diritto della concorrenza o nelle decisioni in materia di aiuti di Stato, ma sono anche frequentemente utilizzati per questioni procedurali o amministrative all'interno delle istituzioni. I regolamenti, le direttive e le decisioni hanno lo stesso valore legale e si applicano senza alcuna gerarchia formale.

### Diritti umani e democrazia

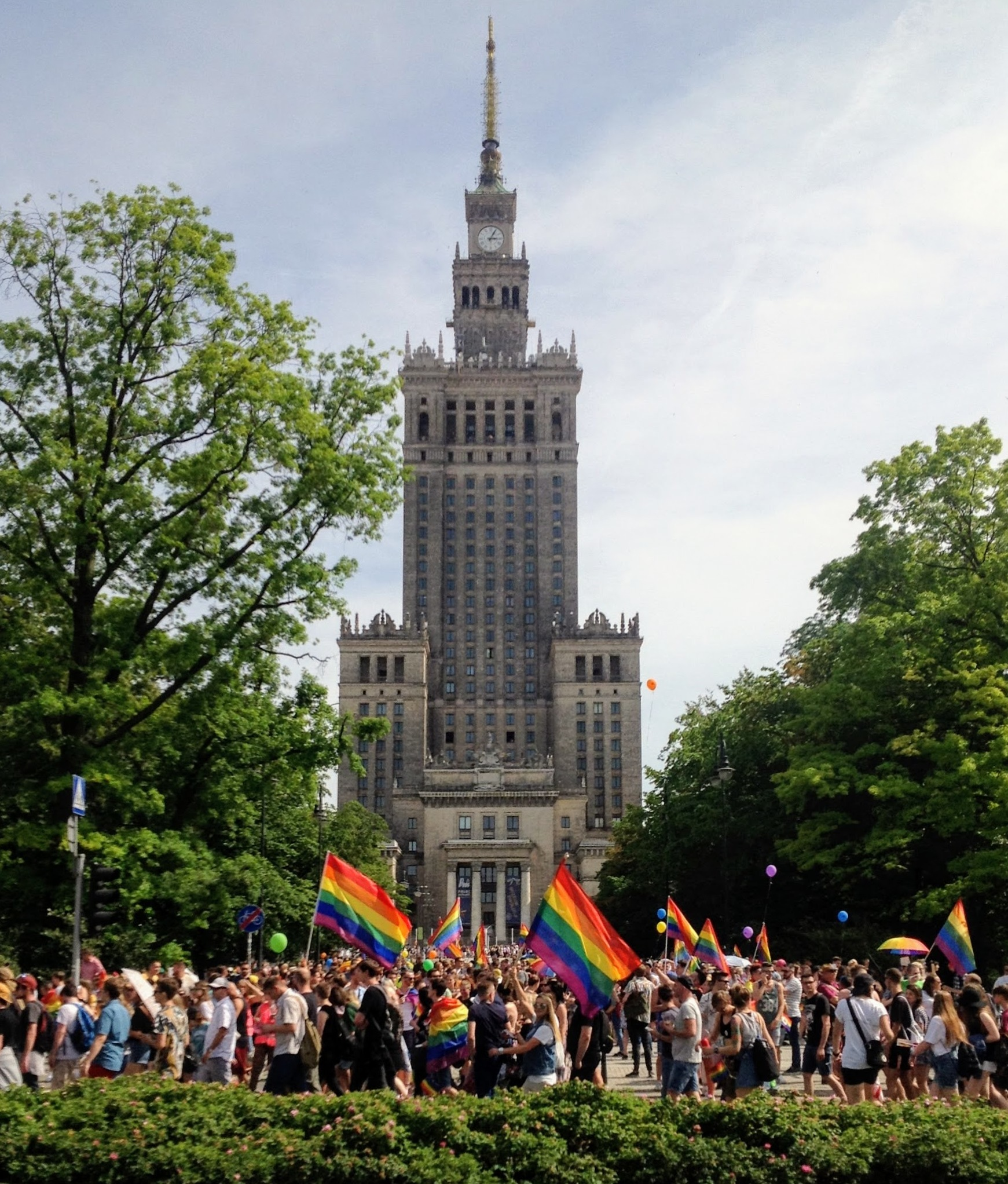
Il Parada Równości a Varsavia nel 2018, quando la Corte di giustizia ha dichiarato che i coniugi dello stesso sesso hanno il diritto di soggiorno nell'UE

L'Unione europea ha da sempre assunto il principio dello Stato di diritto e la promozione dei diritti umani come propri valori fondanti (basti pensare che requisito fondamentale per farne parte è l'abolizione della pena di morte); essa difende attivamente tali diritti sia all'interno dei suoi confini sia nelle proprie relazioni estere, ponendo talvolta precisi requisiti per la concessione di accordi commerciali o di altro genere. La protezione garantita dall'Unione europea ai suoi cittadini è avanzatissima: in molti casi essa sopravanza le garanzie prescritte dalla Dichiarazione universale dei diritti dell'uomo e dalla Corte suprema degli Stati Uniti d'America. I trattati dichiarano che l'UE stessa è "fondata sui valori del rispetto della dignità umana, della libertà, della democrazia, dell'uguaglianza, dello Stato di diritto e del rispetto dei diritti umani, compresi i diritti delle persone appartenenti a minoranze... in una società in cui prevalgono il pluralismo, la non discriminazione, la tolleranza, la giustizia, la solidarietà e l'uguaglianza tra donne e uomini."
Nel 2009, il trattato di Lisbona ha dato efficacia giuridica alla Carta dei diritti fondamentali dell'Unione europea. La carta è un catalogo codificato di diritti fondamentali in base al quale è possibile giudicare gli atti giuridici dell'UE. Consolida molti diritti precedentemente riconosciuti dalla Corte di giustizia e derivati dalle "tradizioni costituzionali comuni agli Stati membri". La Corte di giustizia ha da tempo riconosciuto i diritti fondamentali e, a volte, ha invalidato la legislazione dell'UE sulla base del suo mancato rispetto di tali diritti fondamentali.
La firma della Convenzione europea sui diritti umani (CEDU) è una condizione per l'adesione all'UE ed è effettivamente trattata come uno dei criteri di Copenaghen. Questo è un requisito politico e non legale per l'adesione. In precedenza, la stessa UE non ha potuto aderire alla Convenzione in quanto non è né uno Stato né aveva la competenza di aderire. Il trattato di Lisbona e il protocollo 14 della CEDU hanno modificato questo aspetto: il primo obbliga l'UE ad aderire alla convenzione, mentre la seconda lo consente formalmente.
L'UE è indipendente dal Consiglio d'Europa e condividono scopi e idee, in particolare sullo Stato di diritto, i diritti umani e la democrazia. Inoltre, la Convenzione europea per la salvaguardia dei diritti dell'uomo e delle libertà fondamentali e la Carta sociale europea, fonte di diritto della Carta dei diritti fondamentali, è stata istituita dal Consiglio d'Europa. L'UE ha inoltre promosso questioni relative ai diritti umani in tutto il mondo. L'UE si oppone alla pena di morte e ha proposto la sua abolizione mondiale. L'abolizione della pena di morte è una condizione per l'adesione all'UE.
Per quanto riguarda la situazione interna, l'Unione europea ha promosso l'armonizzazione delle legislazioni nazionali in materia di asilo politico per i rifugiati, e si propone di combattere il razzismo, l'omofobia e la xenofobia attraverso il sostegno a una rete di organizzazioni non governative e una specifica Agenzia. Nonostante la complessità e la criticità della governance per l'estrema frammentazione negli Stati membri, questi sforzi hanno conferito all'Unione europea, in materia di diritti umani, la legislazione con la maggiore uniformità.
Dal punto di vista delle relazioni internazionali, dal 1992 l'Unione ha introdotto nei propri accordi commerciali o di cooperazione con Paesi terzi una clausola che indica il rispetto dei diritti umani come elemento essenziale del rapporto bilaterale (p. es. nella convenzione di Cotonou, che lega l'UE a 78 Paesi in via di sviluppo ai quali si richiedono precisi impegni nel campo del rispetto dei diritti umani). I principali obiettivi della politica estera europea sono dichiaratamente il progresso e la pacificazione internazionale, ritenuti possibili solo nell'ambito di una struttura democratica.
Per quanto riguarda la libertà di stampa, tutti i Paesi che compongono l'Unione europea sono classificati, dall'ONG Freedom House, come "liberi".

## Istituzioni

Organigramma del sistema politico con le sette istituzioni dell'Unione in blu, elementi nazionali/intergovernativi in arancione

L'Unione europea ha sette principali organi decisionali, le sue istituzioni inizialmente previste nell'ambito delle Comunità europee e dei suoi organi specifici: il Parlamento europeo, il Consiglio europeo, il Consiglio dell'Unione europea, la Commissione europea, la Corte di giustizia dell'Unione europea, la Banca centrale europea e la Corte dei conti europea. La competenza nel controllo e nella modifica della legislazione è condivisa tra il Consiglio dell'Unione europea e il Parlamento europeo, mentre i compiti esecutivi sono svolti dalla Commissione europea e in una capacità limitata dal Consiglio europeo (da non confondere con il summenzionato Consiglio dell'Unione europea). La politica monetaria della zona euro è determinata dalla Banca centrale europea. L'interpretazione e l'applicazione del diritto dell'UE e dei trattati sono assicurati dalla Corte di giustizia dell'Unione europea. Il bilancio dell'UE è esaminato dalla Corte dei conti europea. Esistono inoltre numerosi organi ausiliari che forniscono consulenza all'UE o operano in un'area specifica.
- Potere legislativo:
  - il Parlamento europeo, composto dai rappresentanti dei cittadini degli Stati membri eletti a suffragio universale diretto (prima dell'entrata in vigore del trattato di Lisbona si faceva riferimento ai popoli dell'Unione) da tutti i cittadini dell'Unione ogni cinque anni, compreso il presidente che per prassi rimane in carica due anni e mezzo. Ai sensi del Trattato ha sede a Strasburgo, città della Francia, ma svolge i suoi lavori anche a Bruxelles (dove si trova un altro emiciclo) e a Lussemburgo (sede del segretariato). Ogni singolo Stato stabilisce in autonomia le modalità di svolgimento delle elezioni e il metodo di ripartizione dei seggi. Condivide il potere legislativo insieme al Consiglio dell'Unione europea, con funzioni simili a quelle di una "camera bassa"[197];
  - il Consiglio dell'Unione europea (o "Consiglio dei ministri"), formato da un rappresentante di ciascuno Stato membro a livello ministeriale che si occupa della stessa materia a livello statale (ad esempio al Consiglio dei ministri convocato per urgenza economica parteciperanno tutti i ministri dell'economia, ambientale quelli dell'ambiente, ecc.), con sede a Bruxelles. La presidenza è assegnata a uno Stato membro e ruota ogni sei mesi. Detiene il potere legislativo insieme al Parlamento europeo, con funzioni simili a quelle di una "camera alta";
- Potere esecutivo:
  - il Consiglio europeo, che stabilisce gli orientamenti politici generali e le priorità dell'Unione riunendo un rappresentante per ogni Stato: il Capo di Stato (se si tratta di repubbliche semipresidenziali o presidenziali) o quello di Governo (se si tratta di monarchie o repubbliche parlamentari). I capi di Stato e di governo sono assistiti dai ministri degli esteri e da un membro della Commissione, con sede a Bruxelles. Il Presidente, nominato dal Consiglio europeo stesso, dura in carica due anni e mezzo. Ha la funzione di dare un indirizzo generale alle politiche europee;
  - la Commissione europea rappresenta gli interessi generali dell'UE, è formata da un Commissario per Stato membro, con sede a Bruxelles. Dura in carica cinque anni, compreso il Presidente: i componenti sono nominati dal Consiglio europeo, ma devono avere l'approvazione del Parlamento europeo. Detiene il potere esecutivo e quello di iniziativa legislativa;
- Potere giudiziario:
  - la Corte di giustizia dell'Unione europea garantisce l'applicazione uniforme del diritto dell'Unione europea e risolve le controversie tra le istituzioni dell'UE e gli Stati membri e contro le istituzioni dell'UE per conto di persone fisiche, con sede a Lussemburgo.
- la Banca centrale europea è responsabile della stabilità monetaria all'interno degli Stati membri, con sede a Francoforte sul Meno.
- la Corte dei conti europea indaga sulla corretta gestione delle finanze all'interno delle entità dell'UE e sui finanziamenti dell'UE forniti ai suoi Stati membri. Oltre a fornire supervisione e consulenza, può sottoporre alla Corte di giustizia europea questioni irrisolte per arbitrare su presunte irregolarità, con sede a Lussemburgo.

### Potere legislativo
Il Parlamento europeo detiene insieme al Consiglio dell'Unione europea il potere legislativo nell'UE, ha il compito di modificare e approvare le proposte della Commissione.

#### Parlamento europeo

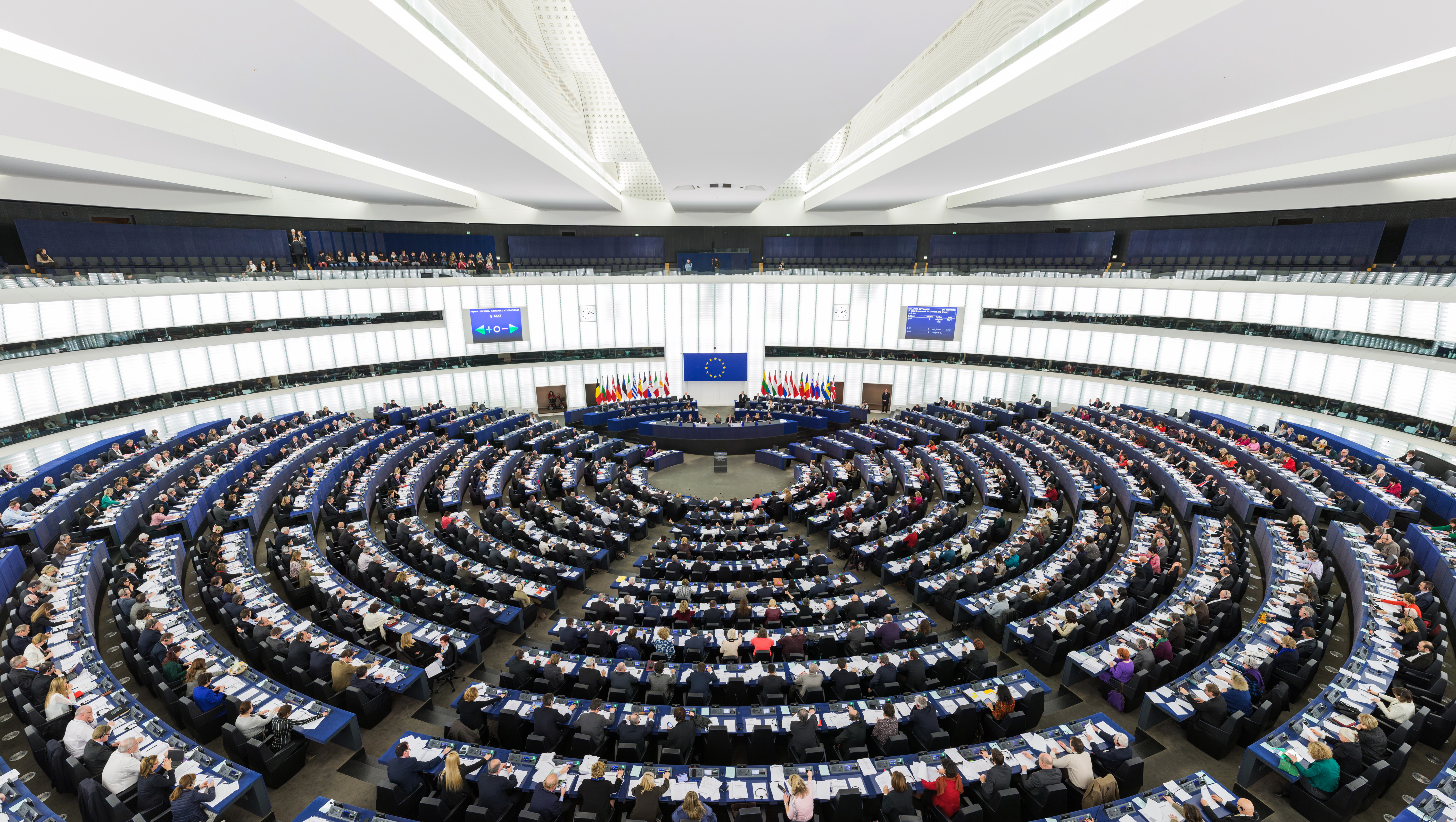
L'emiciclo del Parlamento europeo a Strasburgo

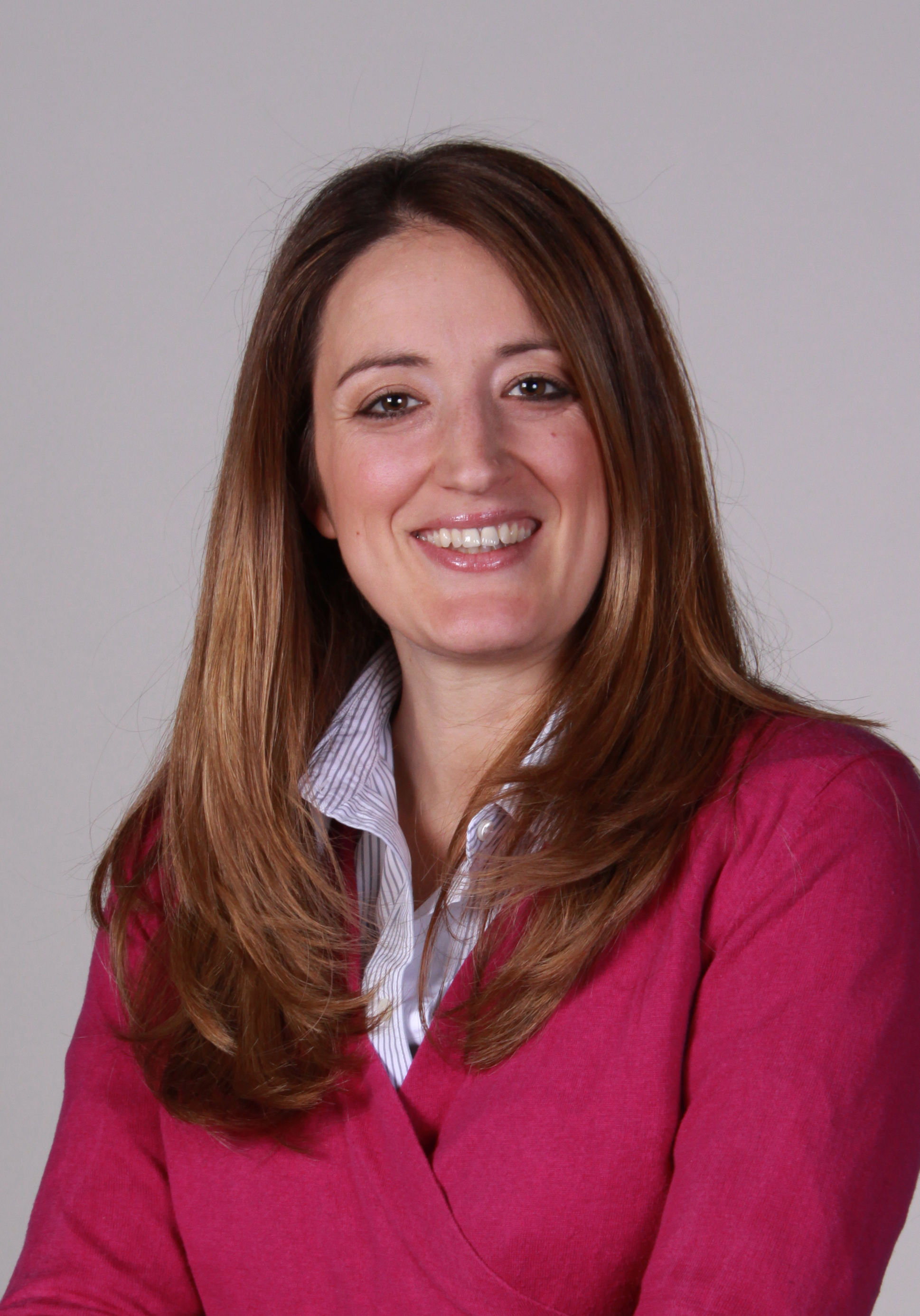
Presidente del Parlamento europeo, Roberta Metsola

I 705 membri del Parlamento europeo (deputati al Parlamento europeo) sono eletti direttamente dai cittadini dell'UE ogni cinque anni sulla base della rappresentanza proporzionale. I deputati sono eletti su base nazionale e siedono in base ai gruppi politici e non alla loro nazionalità. Ogni Paese ha un determinato numero di seggi ed è diviso in circoscrizioni elettorali subnazionali dove ciò non influisce sulla natura proporzionale del sistema di voto.

#### Consiglio dell'Unione europea

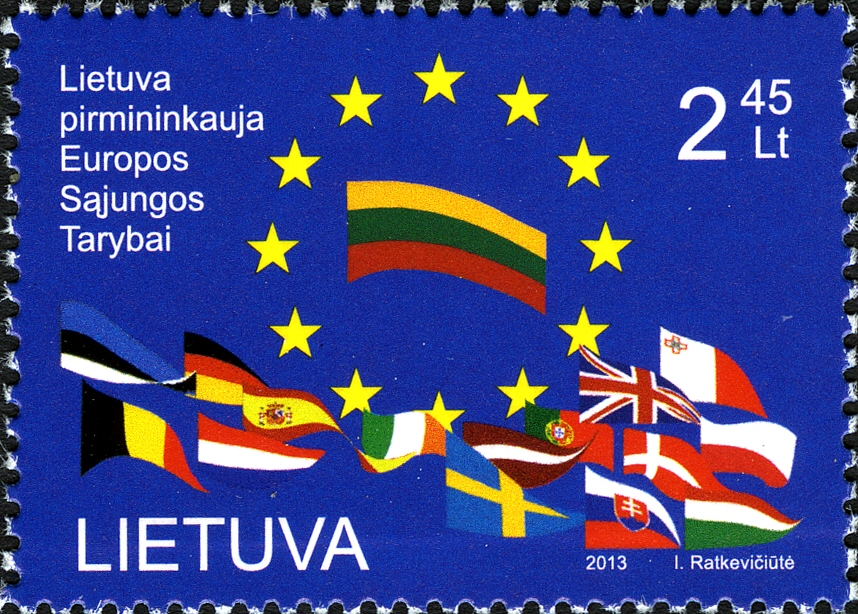
La Lituania ha ricoperto la presidenza del Consiglio dell'Unione europea nel 2013

Il Consiglio dell'Unione europea (chiamato anche "Consiglio", già "Consiglio dei ministri") È composto da un ministro del governo di ogni Stato membro e si riunisce in diverse composizioni a seconda del settore politico in questione. Nonostante le sue diverse configurazioni, è considerato come un unico corpo. Oltre alle sue funzioni legislative, il Consiglio esercita anche funzioni esecutive in relazione alla politica estera e di sicurezza comune.

### Potere esecutivo

#### Consiglio europeo

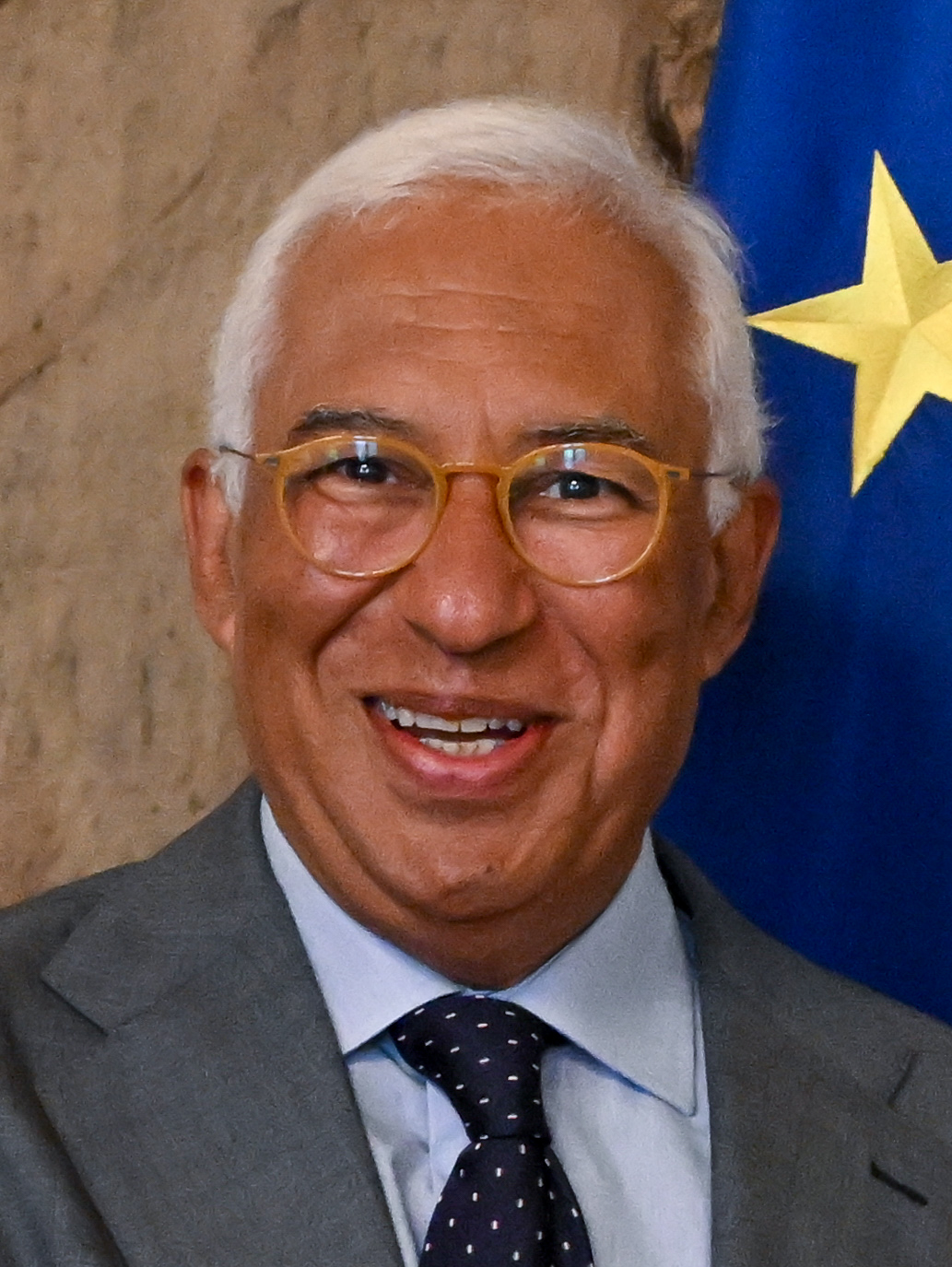
Presidente del Consiglio europeo, António Costa

Il Consiglio europeo dà una direzione politica all'Unione europea. Si riunisce almeno quattro volte l'anno e comprende il presidente del Consiglio europeo (nel 2025 António Costa), il presidente della Commissione europea e un rappresentante per Stato membro (capo dello Stato o capo del governo). Anche l'alto rappresentante dell'Unione per gli affari esteri e la politica di sicurezza (nel 2025 Kaja Kallas) partecipa alle sue riunioni. Alcuni sono stati descritti come "la suprema autorità politica" dell'Unione. È attivamente coinvolto nella negoziazione delle modifiche dei trattati e definisce l'agenda e le strategie politiche dell'UE.
Il Consiglio europeo ricopre il ruolo di guida per risolvere le controversie tra gli Stati membri e le istituzioni e per risolvere crisi e disaccordi politici su questioni e politiche controverse. Agisce esternamente come "capo di Stato collettivo" e ratifica documenti importanti (ad esempio accordi e trattati internazionali).
Compiti del presidente del Consiglio europeo sono garantire la rappresentanza esterna dell'UE, favorire il consenso e risolvere le divergenze tra gli Stati membri, sia durante le riunioni del Consiglio europeo sia durante i periodi tra loro.
Il Consiglio europeo non deve essere confuso con il Consiglio d'Europa, un'organizzazione internazionale indipendente dall'UE con sede a Strasburgo.

#### Commissione europea

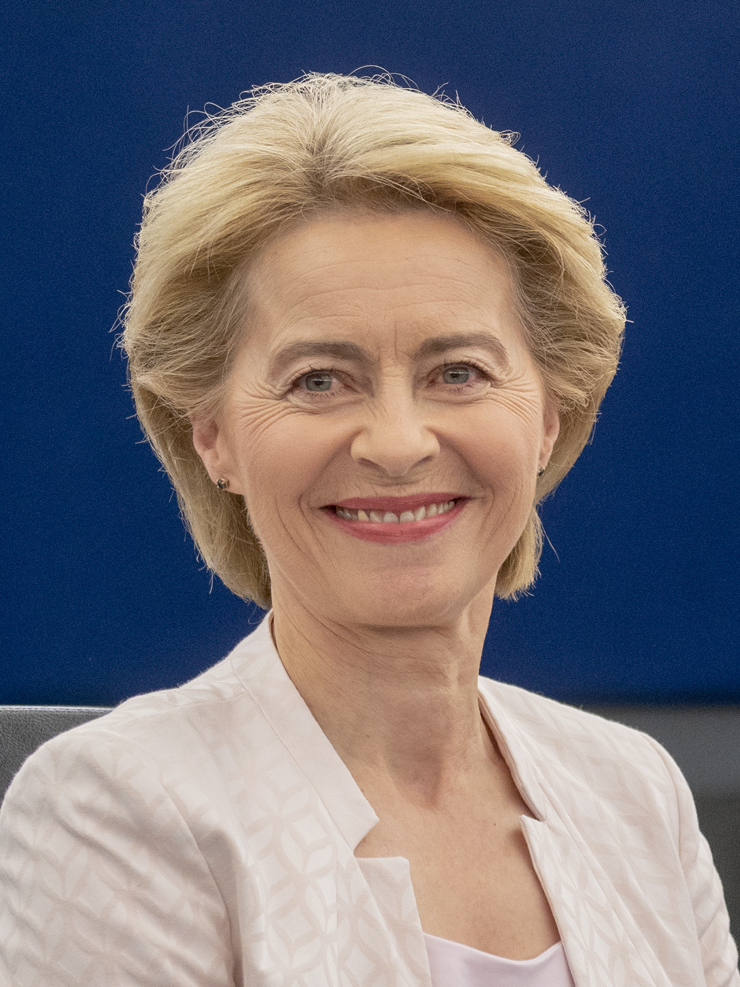
Presidente della Commissione europea, Ursula von der Leyen

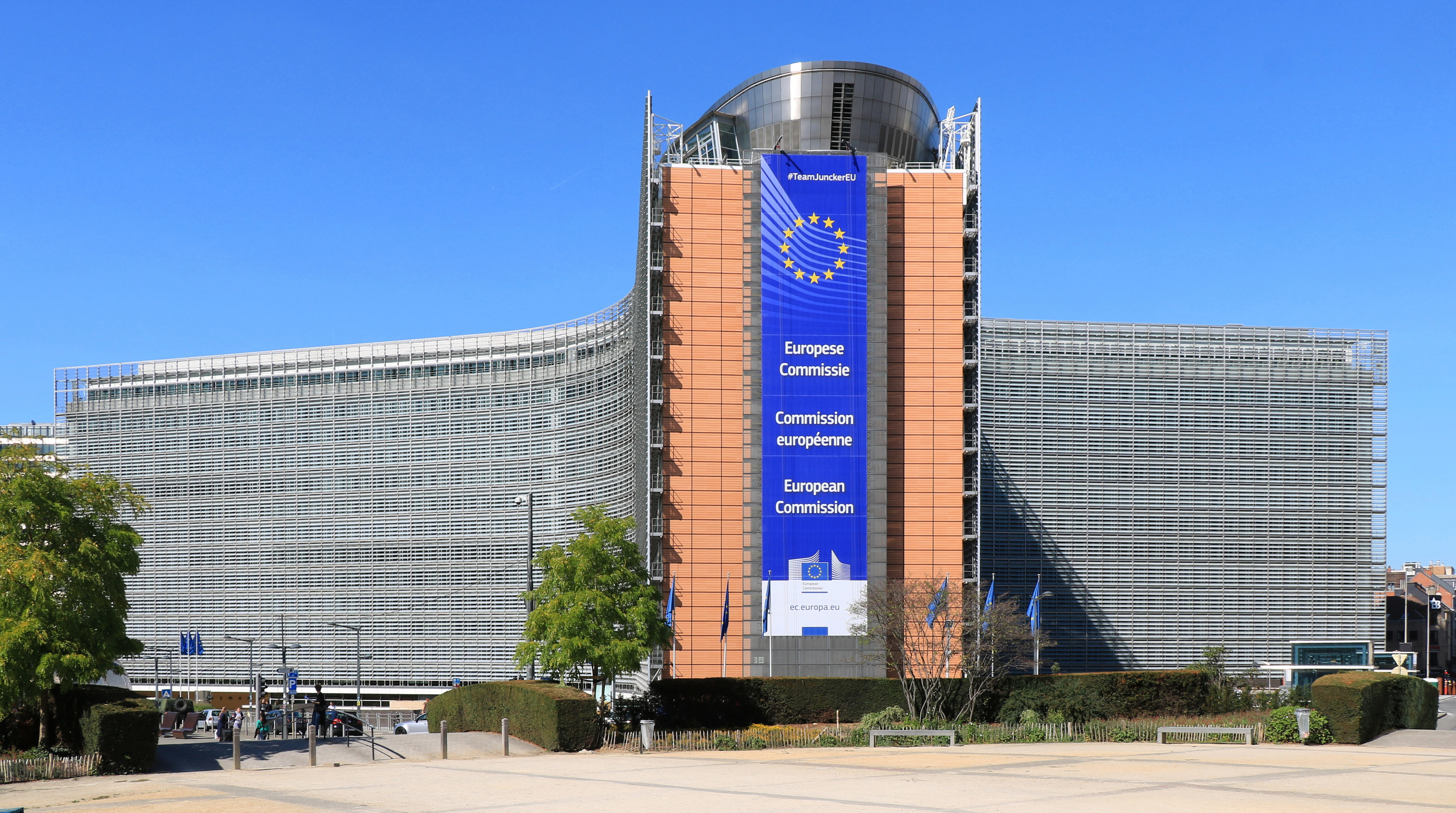
Palazzo Berlaymont, sede della Commissione europea

La Commissione europea agisce sia come braccio esecutivo dell'UE, responsabile della gestione quotidiana dell'UE, sia come promotore legislativo, con il solo potere di proporre leggi per il dibattito. La Commissione è "custode dei trattati" ed è responsabile del loro efficiente funzionamento e controllo. Funziona de facto come gabinetto di governo, con 27 commissari per diversi settori politici, uno per ciascuno Stato membro, sebbene i commissari siano tenuti a rappresentare gli interessi dell'UE nel suo complesso piuttosto che il loro stato d'origine.
Uno dei 27 è il presidente della Commissione europea (Ursula von der Leyen dal 2019-presente), nominato dal Consiglio europeo, previa approvazione del Parlamento. Dopo il presidente, il commissario più importante è l'alto rappresentante dell'Unione per gli affari esteri e la politica di sicurezza, che è di diritto il vicepresidente della Commissione ed è anche scelto dal Consiglio europeo. Gli altri 25 commissari sono successivamente nominati dal Consiglio dell'Unione europea in accordo con il presidente nominato. I 27 commissari come un unico organo sono soggetti all'approvazione (o altrimenti) con il voto del Parlamento europeo.
Direzioni generali della Commissione europea con un forte grado di autonomia:
- L’Ufficio statistico dell'Unione europea (Eurostat)
- L’Ufficio europeo per la lotta antifrode (OLAF)
- L’Autorità per la preparazione e la risposta alle emergenze sanitarie (HERA)[209]
- Il Centro comune di ricerca (JRC)

Servizi interistituzionali della Commissione europea:
- Il Servizio europeo per l'azione esterna (SEAE), creato dal Trattato di Lisbona per governare la politica estera e le sedi estere dell'Unione.
- L'Ufficio delle pubblicazioni dell'Unione europea, che pubblica, stampa e distribuisce informazioni sull'Unione e sulle sue attività.
- L'Ufficio europeo per la selezione del personale (EPSO, European Personnel Selection Office), che assume il personale per le istituzioni dell'UE e gli altri organismi.
- La Scuola europea di amministrazione (EAS, European Administrative School), il centro di istruzione per il personale di tutte le istituzioni europee.

### Potere giudiziario – Corte di giustizia dell'Unione europea
Il ramo giudiziario dell'UE — formalmente chiamato Corte di giustizia dell'Unione europea — consiste di due tribunali: la Corte di giustizia e il Tribunale.

#### Corte di giustizia
La Corte di giustizia si occupa principalmente dei casi sollevati dagli Stati membri, dalle istituzioni, e i casi a esso riferiti dai tribunali degli Stati membri. A causa delle dottrine dell'effetto diretto e della supremazia, molte sentenze della Corte di giustizia sono automaticamente applicabili all'interno degli ordinamenti interni degli Stati membri.

#### Tribunale dell'Unione europea
Il Tribunale si occupa principalmente delle cause intentate da persone e società direttamente dinanzi ai tribunali dell'UE, e il Tribunale della funzione pubblica dell'Unione europea giudica le controversie tra l'Unione europea e la sua funzione pubblica. Le decisioni del Tribunale possono essere impugnate dinanzi alla Corte di giustizia, ma solo per motivi di diritto.

### Banca centrale europea
Le decisioni di unione economica e monetaria dell'Unione europea hanno portato nel 2002 all'introduzione di una moneta unica, l'euro, adottata da 20 su 27 Stati dell'Unione, che formano la cosiddetta eurozona, con una politica monetaria comune governata dalla Banca centrale europea (BCE).

### Corte dei conti
La Corte dei conti è legalmente tenuta a fornire al Parlamento e al Consiglio (in particolare il Consiglio Economia e Finanza) "una dichiarazione di affidabilità in merito all'affidabilità dei conti e alla legalità e regolarità delle operazioni sottostanti". La Corte formula inoltre pareri e proposte sulla legislazione finanziaria e sulle azioni anti-frode. Il Parlamento lo utilizza per decidere se approvare la gestione del bilancio da parte della Commissione.

## Altri organismi

### Organismi consultivi
- Il Comitato economico e sociale europeo, che rappresenta la società civile e le due componenti dell'industria.
- Il Comitato delle regioni, che rappresenta le autorità regionali e locali.

### Organismi indipendenti di sorveglianza e competenti per le denunce
- Il Mediatore europeo, che difende i cittadini e le organizzazioni dell'UE dalla cattiva amministrazione, con sede a Strasburgo - Francia; Il Mediatore europeo è stato istituito dal trattato di Maastricht. Il difensore civico è eletto dal Parlamento europeo per la durata del mandato del parlamento e la posizione è rinnovabile.[217] Qualsiasi cittadino o entità dell'UE può presentare ricorso al difensore civico affinché indaghi su un'istituzione dell'UE per motivi di cattiva amministrazione (irregolarità amministrative, iniquità, discriminazione, abuso di potere, mancata risposta, rifiuto di informazioni o ritardo inutile).[218] L'irlandese Emily O'Reilly è l'attuale difensore civico dal 2013.[219]
- Il Garante europeo della protezione dei dati (GEPD), che assicura che le istituzioni e gli organi dell'UE, nel trattamento dei dati personali, rispettino il diritto alla privacy dei cittadini dell'Unione, con sede a Bruxelles - Belgio.

### Organismi dotati di personalità giuridica internazionale istituiti con trattato

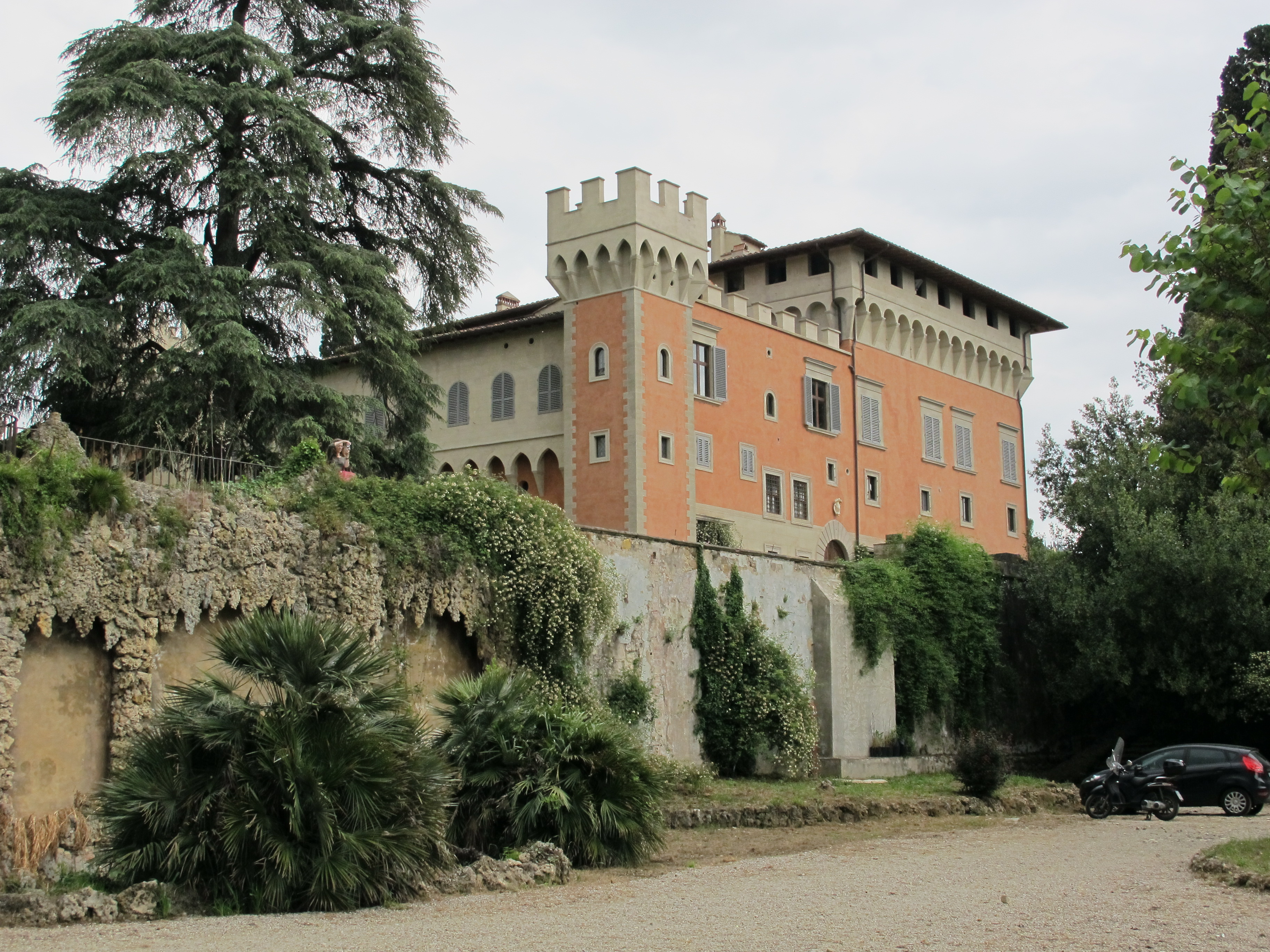
Archivi storici dell'Unione europea, villa Salviati (Firenze)

Si tratta di istituzioni internazionali regolate da specifici trattati perciò non sono direttamente organi dell'UE ma ne sono collegati perché richiamati dai trattati europei per svolgere azioni per conto dell'UE. 
- La Banca europea degli investimenti (BEI), che finanzia i progetti di investimento dell'UE e che gestisce il Fondo europeo per gli investimenti (FEI), che fornisce garanzie e capitale di rischio per aiutare le piccole e medie imprese e l'Istituto BEI, entrambi con sede a Lussemburgo - Lussemburgo;
- Il Meccanismo europeo di stabilità (MES), che assicura la stabilità finanziaria della zona euro in caso di shock asimmetrici e gestisce il precedente Fondo europeo di stabilità finanziaria (FESF), entrambi con sede a Lussemburgo - Lussemburgo;
- L'Istituto universitario europeo (IUE), entrambi con sede a Fiesole e Firenze - Italia;
- Il Tribunale unificato dei brevetti (TUB), entrambi con sede a Parigi - Francia, Monaco di Baviera - Germania, Milano - Italia e Lussemburgo - Lussemburgo.

### Agenzie e altri organismi dotati di personalità giuridica istituiti con atto di diritto derivato dell'Unione europea
Nel tempo sono state create diverse agenzie che svolgono compiti tecnici, scientifici o di gestione. Tra queste si possono citare:
- Alcune agenzie tra cui l'Agenzia europea dell'ambiente, l'Agenzia europea delle sostanze chimiche, l'Agenzia europea per i medicinali, l'Agenzia europea per la sicurezza aerea, l'Agenzia europea per la sicurezza delle reti e dell'informazione, l'Agenzia europea per la sicurezza e la salute sul lavoro, l'Agenzia europea per la sicurezza marittima, l'Agenzia ferroviaria europea, l'Autorità europea per la sicurezza alimentare che lavorano nell'ambito dell'Unione;
- Alcune autorità di vigilanza in campo economico, tra cui l'Autorità bancaria europea, l'Autorità europea delle assicurazioni e delle pensioni aziendali e professionali, l'Autorità europea degli strumenti finanziari e dei mercati;
- L'Agenzia europea per la difesa, l'Istituto dell'Unione europea per gli studi sulla sicurezza e il Centro satellitare dell'Unione europea, che svolgono compiti specifici connessi alla politica estera e di sicurezza comune;
- Europol, Eurojust e CEPOL, che aiutano a coordinare lo spazio di libertà, sicurezza e giustizia;
- La Procura europea (EPPO), una cooperazione rafforzata pienamente operativa dal 1º giugno 2021, che indaga e persegue frodi contro il bilancio e altri reati contro gli interessi finanziari dell'UE, con sede a Lussemburgo. È prevista, con decisione del Consiglio europeo, una estensione dei suoi poteri al fine di includere la criminalità transnazionale grave;
- L'Istituto europeo per l'innovazione e la tecnologia (EIT), che cerca di valorizzate le migliori risorse scientifiche, aziendali ed educative europee per aumentare la capacità di innovazione dell'Unione, con sede a Budapest (Ungheria);
- Esistono inoltre alcune agenzie esecutive, istituite per svolgere determinati compiti relativi alla gestione di uno o più programmi unitari;
- Una serie di agenzie e organismi che derivano dal trattato Euratom.

## Politica

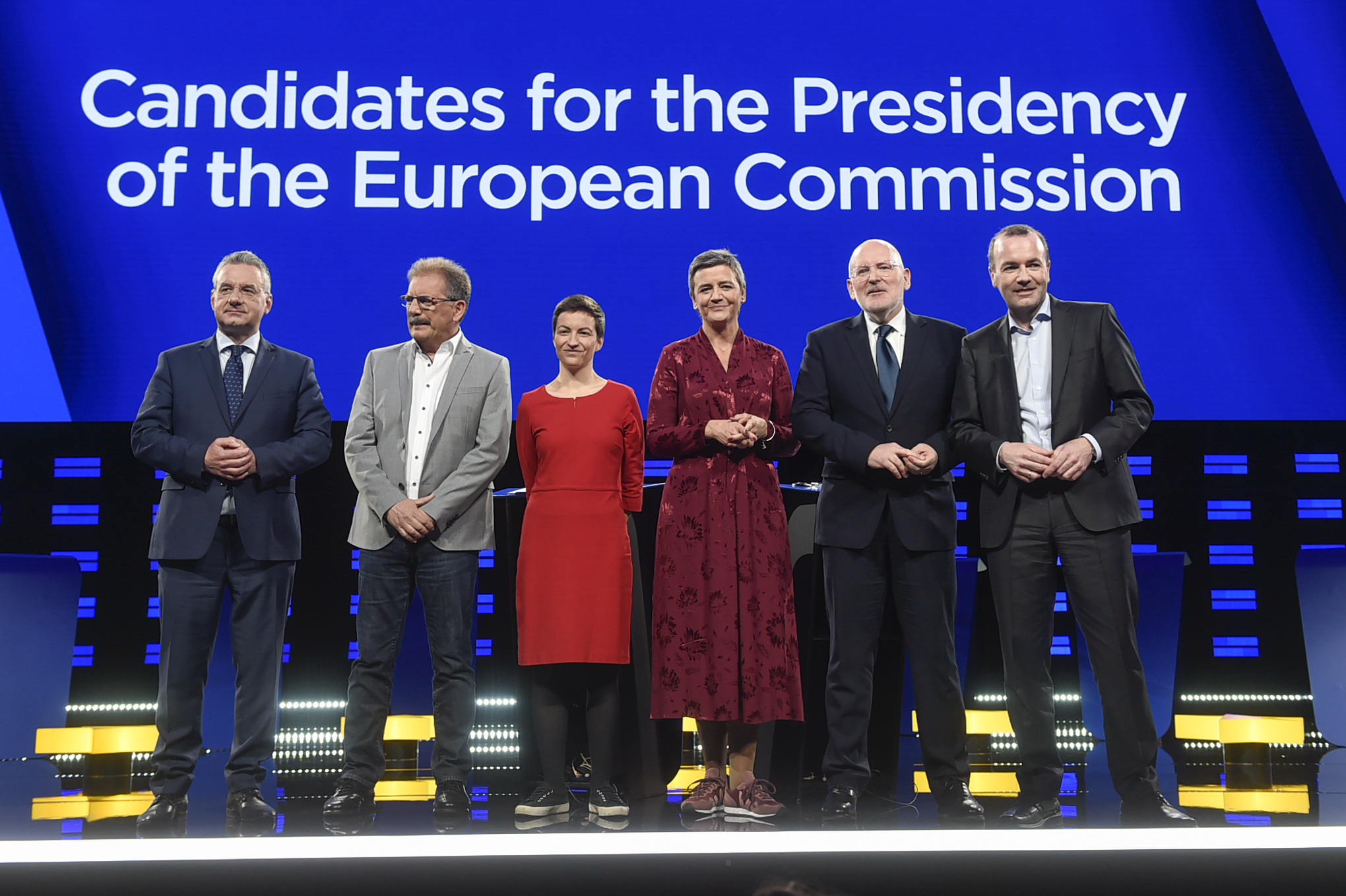
Candidati alla presidenza della Commissione europea al Dibattito Eurovision (maggio 2019). Da sinistra a destra: Zahradil, Cué, Keller, Vestager, Timmermans, Weber

L'Unione europea è un'unione economica e politica e, per i 20 Paesi che partecipano all'Eurozona e hanno adottato l'euro come valuta ufficiale, è anche un'unione monetaria. Il suo nucleo originario è l'unione doganale e l'organizzazione del mercato comune europeo che, a partire dal trattato di Roma del 1957, si è gradualmente sviluppata in un mercato unico privo di ostacoli regolativi alla libera circolazione delle persone, delle merci, dei servizi e dei capitali. La libertà di circolazione delle persone è stata ulteriormente rafforzata attraverso l'istituzione della cittadinanza europea con il Trattato di Maastricht e attraverso la creazione dell'area di Schengen, alla quale oggi (2024) partecipano 27 Stati, di cui 23 Stati membri dell'UE. L'UE opera attraverso un sistema ibrido di processo decisionale sovranazionale e intergovernativo, e secondo i principi di attribuzione (che afferma che dovrebbe agire solo entro i limiti delle competenze che le sono conferite dai trattati) e di sussidiarietà (che afferma che dovrebbe agire solo laddove un obiettivo non può essere sufficientemente raggiunto dagli Stati membri che agiscono da soli). Costituzionalmente, l'UE assomiglia in qualche modo sia a una confederazione sia a una federazione, ma non si è formalmente definita come una delle due (non ha una costituzione formale: il suo status è definito dal trattato sull'Unione europea e dal trattato sul funzionamento dell'Unione europea). È più integrato di una tradizionale confederazione di Stati perché il livello generale del governo impiega ampiamente il voto a maggioranza qualificata in alcuni processi decisionali tra gli Stati membri, piuttosto che affidarsi esclusivamente all'unanimità. È meno integrato di uno Stato federale perché non è uno Stato a sé stante: la sovranità continua a fluire "dal basso verso l'alto", dai vari popoli dei singoli Stati membri, piuttosto che da un unico insieme indifferenziato. Ciò si riflette nel fatto che gli Stati membri rimangono i "padroni dei trattati", mantenendo il controllo sull'assegnazione delle competenze all'Unione attraverso il cambiamento costituzionale (mantenendo così il cosiddetto Kompetenz-kompetenz); in quanto mantengono il controllo dell'uso della forza armata; il controllo fiscale; e un diritto di ritiro unilaterale dall'Unione ai sensi dell'articolo 50 del trattato sull'Unione europea. Inoltre, il principio di sussidiarietà richiede che solo quelle questioni che devono essere determinate collettivamente siano così determinate. Le attività dell'Unione europea sono regolate da un certo numero di istituzioni e organismi, supportati da numerose agenzie decentrate. Tali organi espletano i compiti assegnati loro dai vari trattati. La leadership politica dell'Unione è esercitata dal Consiglio europeo, che si occupa anche di compiere un'opera di mediazione nei casi in cui vi siano dispute su alcune politiche da adottare.
In alcune politiche, ci sono diversi Stati membri che si alleano con partner strategici all'interno dell'Unione. Esempi di tali alleanze includono il Gruppo di Visegrád, il Triangolo di Weimar, il G5, l’Iniziativa dei tre mari, il Benelux, l'Assemblea baltica, il Consiglio nordico, la Nuova lega anseatica e il Gruppo di Craiova.

### Procedura legislativa
Le leggi emanate dalle istituzioni dell'UE sono approvate in varie forme. Nella procedura legislativa ordinaria, la Commissione europea propone una legislazione che richiede l'approvazione congiunta del Parlamento europeo e del Consiglio dell'Unione europea. Questo processo si applica a quasi tutti i settori, compreso il bilancio dell'UE. Il Parlamento è l'organo finale per approvare o respingere la proposta di adesione alla Commissione e può tentare mozioni di censura nei confronti della Commissione facendo appello alla Corte di giustizia. Il Presidente del Parlamento europeo (dal 2022 Roberta Metsola) svolge il ruolo di oratore in Parlamento e lo rappresenta esternamente. Il presidente e i vicepresidenti sono eletti dai deputati ogni due anni e mezzo.
Il lobbismo a livello dell'UE da parte di gruppi di interesse speciali è regolato per cercare di bilanciare le aspirazioni di iniziative private con il processo decisionale di interesse pubblico.

### Competenze dell'Unione europea
| Competenza esclusiva |

| Competenza condivisa |

| Competenza di supporto |

| L'Unione ha la competenza esclusiva di emanare direttive e concludere accordi internazionali quando previsto da un atto legislativo dell'Unione in materia di... |
| - unione doganale - l'istituzione di normative sulla concorrenza necessarie per il funzionamento del mercato interno - politica monetaria per gli Stati membri la cui moneta è euro - la conservazione delle risorse biologiche marine nell'ambito della Politica comune della pesca - politica commerciale comune - conclusione di alcuni accordi internazionali |

| Gli Stati membri non possono esercitare competenza nei settori in cui l'Unione ha fatto ciò, vale a dire... |
| - il mercato interno - politica sociale, per gli aspetti definiti nel presente trattato - coesione economica, sociale e territoriale - agricoltura e pesca, esclusa la conservazione delle risorse biologiche marine - ambiente - protezione del consumatore - trasporti - reti di trasporto trans-europee - energia - lo spazio di libertà, sicurezza e giustizia - preoccupazioni comuni in materia di sicurezza in materia di sanità pubblica, per gli aspetti definiti nel presente trattato |

| L'esercizio delle competenze dell'Unione non deve impedire agli Stati membri di esercitare la propria in campo di... |
| - ricerca, sviluppo tecnologico e spazio - cooperazione allo sviluppo, aiuti umanitari                               |

| L'Unione coordina le politiche degli Stati membri o attua integrative alle loro politiche comuni non contemplate altrove nel... |
| - coordinamento delle politiche economiche, occupazionali e sociali - estero, sicurezza comune e politiche di difesa            |

| L'Unione può svolgere azioni per sostenere, coordinare o integrare le azioni degli Stati membri in campo di... |
| - protezione e il miglioramento della salute umana - industria - cultura - turismo - istruzione, gioventù, sport e formazione professionale - protezione civile (prevenzione delle catastrofi) - cooperazione amministrativa |

Gli Stati membri dell'UE mantengono tutti i poteri non esplicitamente conferiti all'Unione europea. In alcune aree l'UE gode di competenza esclusiva. Queste sono aree in cui gli Stati membri hanno rinunciato a qualsiasi capacità di emanare una legislazione. In altri settori l'UE e i suoi Stati membri condividono la competenza per legiferare. Mentre entrambi possono legiferare, gli Stati membri possono legiferare solo nella misura in cui l'UE non lo ha fatto. In altri settori politici l'UE può solo coordinare, sostenere e integrare le azioni degli Stati membri, ma non può emanare una legislazione allo scopo di armonizzare le legislazioni nazionali.
Il fatto che un determinato settore politico rientri in una determinata categoria di competenza non è necessariamente indicativo di quale procedura legislativa viene utilizzata per emanare la legislazione all'interno di tale settore. Diverse procedure legislative sono utilizzate all'interno della stessa categoria di competenza e anche con lo stesso settore politico.
Il trattato di Lisbona definisce in maniera precisa le competenze dell'Unione distinguendo tra:
- competenza esclusiva (art. 3 TFUE);
- competenze concorrenti (art. 4 TFUE);
- competenze di sostegno (art. 6 TFUE);

#### Competenza esclusiva
Ci sono alcune aree giuridiche di competenza esclusiva dell'Unione europea, nel senso che i singoli Stati non possono imporre le proprie regole o agire indipendentemente. Le principali aree sono l'unione doganale, la regolamentazione del mercato europeo comune, la politica monetaria per gli Stati la cui moneta è l'euro, la conservazione degli ecosistemi marini e la conclusione di alcuni trattati internazionali. In questi settori, l'Unione europea negozia con un'unica voce e agisce come un unico blocco, prendendo decisioni a cui devono sottostare tutti gli Stati membri senza eccezione.

#### Competenza concorrente
A differenza dei settori precedenti, l'Unione ha competenza concorrente con quella degli Stati membri, nel senso che gli Stati membri possono agire dove l'Unione europea non lo ha già fatto, in materie principalmente riguardanti la coesione sociale ed economica, le politiche ambientali, la protezione dei consumatori e la regolamentazione di servizi di infrastruttura come energia, trasporti, ricerca e sviluppo.
Nei settori della cooperazione allo sviluppo e degli aiuti umanitari, l'Unione ha competenza per condurre azioni e una politica comune, senza che l'esercizio di tale competenza possa avere per effetto di impedire agli Stati membri di esercitare la loro. Invece nei settori della ricerca, dello sviluppo tecnologico e aerospaziale, della cooperazione allo sviluppo e degli aiuti umanitari l'Unione e gli Stati agiscono entrambi con gli strumenti specifici che sono loro propri. L'Unione tutt'al più adotta delle politiche di coordinamento, senza però limitare in alcun modo l'azione statale.

#### Competenza di sostegno
L'Unione europea può coordinare e sostenere le azioni degli Stati membri in settori terzi dove non può legiferare o imporre un modus operandi.
Questi settori comprendono il turismo, la tutela della salute, industria, cultura, istruzione, formazione giovanile, sport e altri simili.
Per le politiche economiche, occupazionali e sociali l'Unione ha un ruolo di coordinamento e detta le linee guida (tramite il solo Consiglio) entro le quali ogni Stato ha la libertà di determinare le proprie peculiari politiche.

#### Cooperazione rafforzata
La cooperazione rafforzata è una procedura decisionale istituzionalizzata con il trattato di Amsterdam e poi modificata dal trattato di Nizza. Essa consiste nel realizzare una più forte cooperazione tra alcuni Stati membri dell'Unione europea in determinati temi senza coinvolgere la totalità degli stati membri che possono avere reticenze nell'incrementare l'integrazione in alcune aree; può entrare in vigore, però, solo se partecipa almeno un terzo degli Stati membri.
Le cooperazioni in vigore sono sei e vertono sui seguenti temi:
- Legge sul divorzio;
- Brevetti;
- Tassa sulle transazioni finanziarie;
- Euro plus;
- Convenzione di Prüm;
- Patto di bilancio europeo;
- Procura europea.

Cartografia (2013-2020) della cooperazioni rafforzate:

Legge europea sul divorzio     Membri UE aderenti      In corso di ratifica      Membri UE non aderenti
Brevetto europeo     Accordo ratificato     Accordo firmato     Accordo non firmato     Non proseguirà con la ratifica     Non partecipante     Altre convenzioni sui brevetti (non UE)
Tassa sulle transazioni finanziarie     Favorevole      Contrario      Indeciso (Euro)      Indeciso (Non euro)
Membri aderenti al patto Euro Plus     Eurozona     Membri UE aderenti a Euro Plus     Altri membri UE
Fiscal compact     Membri dell'Eurozona     Limitata da tutte le disposizioni     Limitata dalle disposizioni fiscali     Non limitata da alcuna disposizione

### Spazio di libertà, sicurezza e giustizia

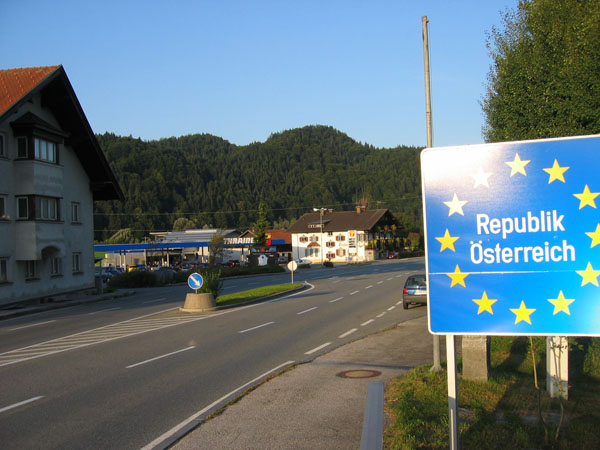
I confini all'interno dell'area Schengen tra Germania e Austria
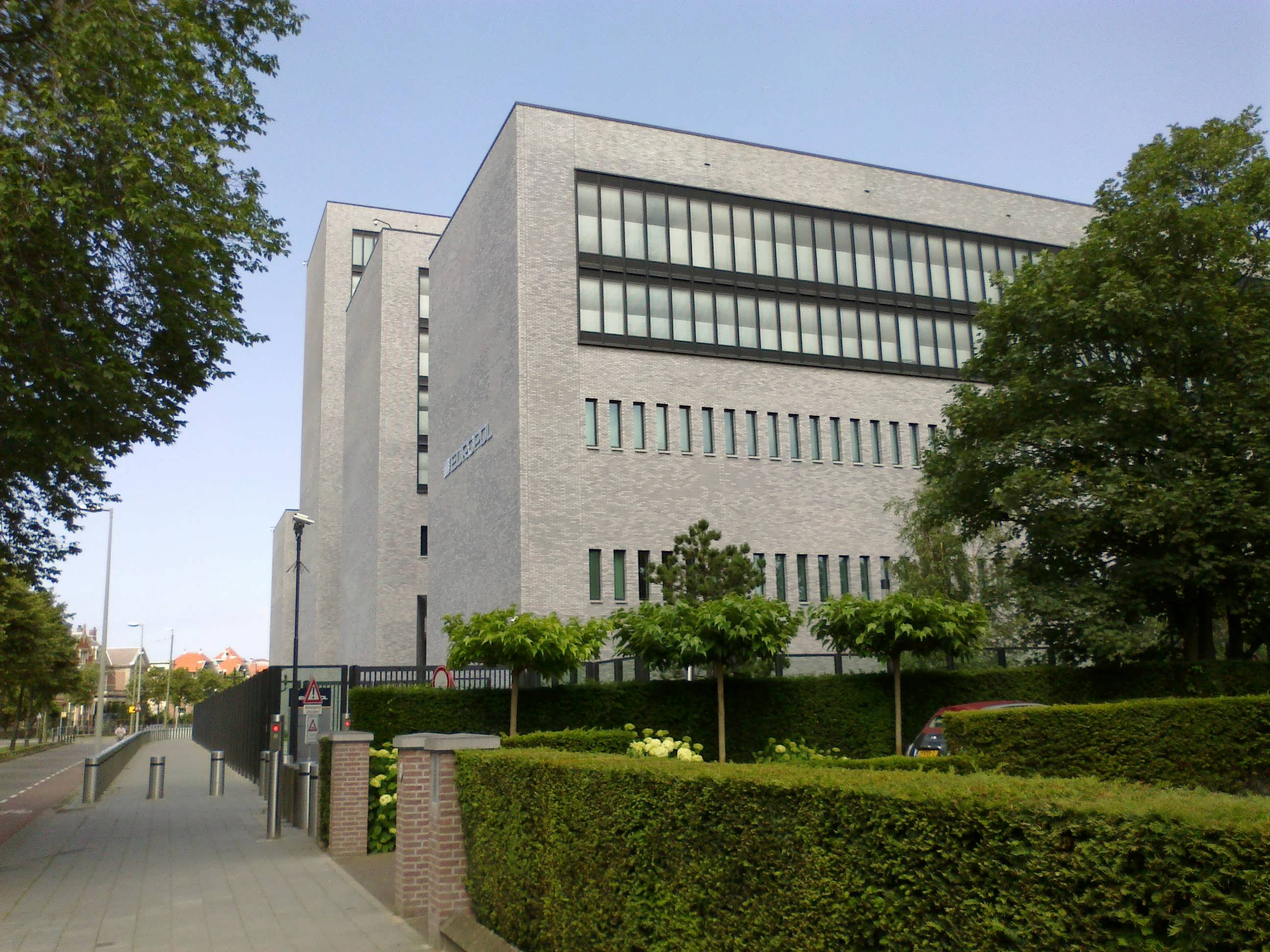
Sede centrale dell'Europol a L'Aia, Paesi Bassi
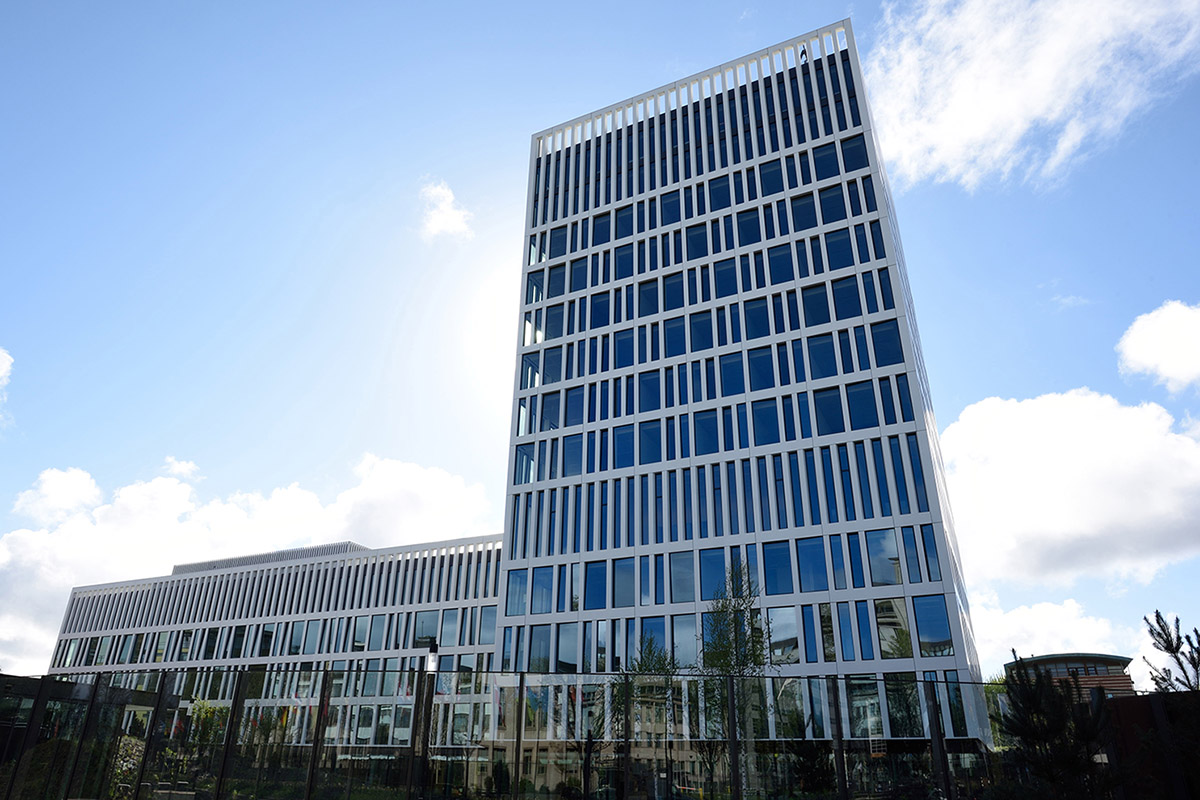
Sede dell'Eurojust a L'Aia, Paesi Bassi
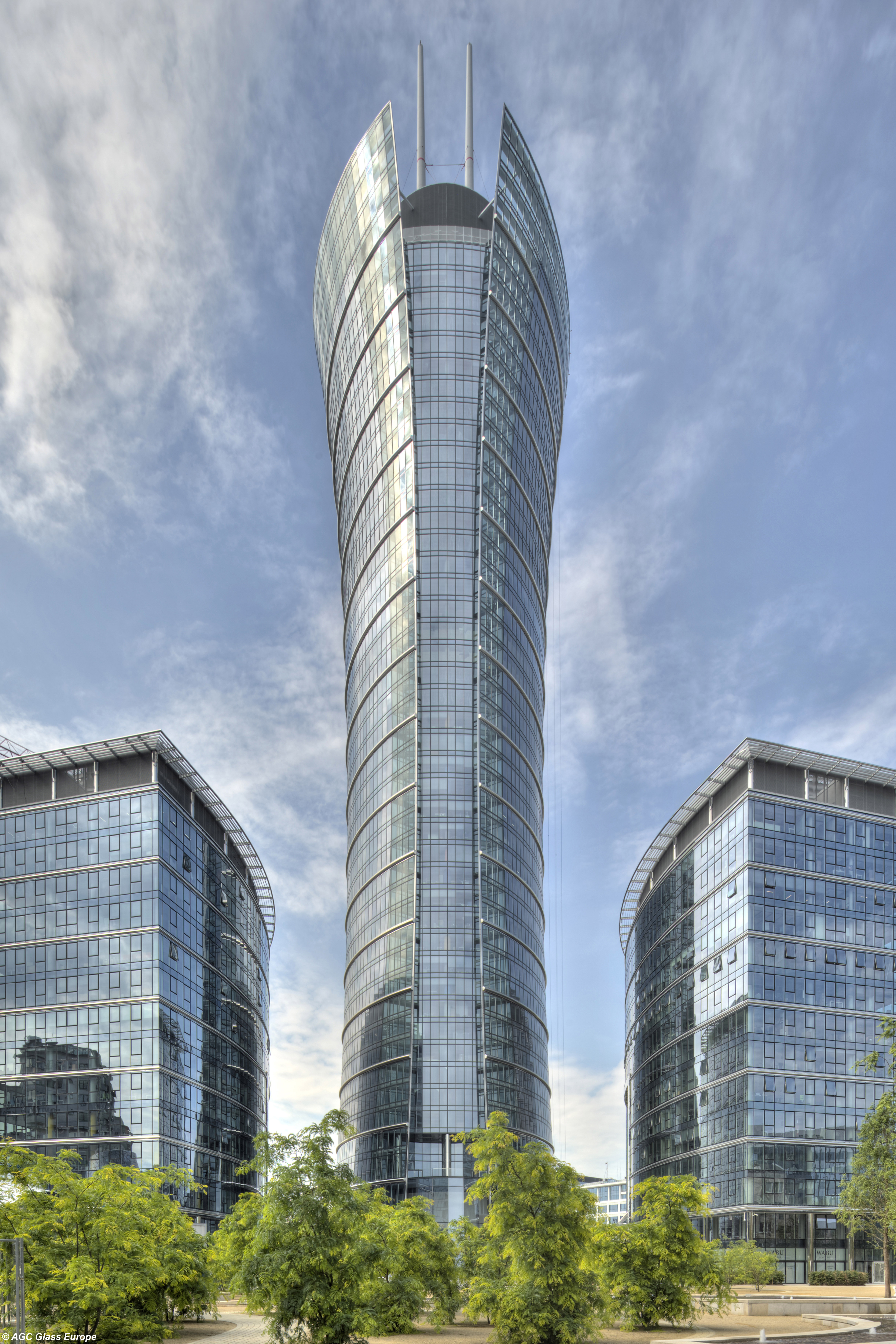
Sede della Frontex a Varsavia, Polonia

Dalla sua creazione nel 1993, l'UE ha sviluppato le sue competenze nel settore della giustizia e degli affari interni; inizialmente a livello intergovernativo e successivamente dal sovranazionalismo. Di conseguenza, l'Unione ha legiferato in settori quali l'estradizione, diritto di famiglia, diritto di asilo, e giustizia penale. I divieti contro le discriminazioni sessuali e di nazionalità hanno una lunga tradizione nei trattati. Negli ultimi anni, questi sono stati integrati da poteri per legiferare contro la discriminazione basata su razza, religione, disabilità, età e orientamento sessuale. In virtù di questi poteri, l'UE ha adottato una legislazione sulla discriminazione sessuale sul posto di lavoro, la discriminazione fondata sull'età e la discriminazione razziale.
L'Unione ha inoltre istituito agenzie per coordinare i controlli di polizia, di accusa e di immigrazione negli Stati membri: Europol per la cooperazione delle forze di polizia, Eurojust per la cooperazione tra pubblici ministeri, e Frontex per la cooperazione tra autorità di controllo di frontiera. L'UE gestisce inoltre il sistema di informazione Schengen che fornisce una banca dati comune per le autorità di polizia e di immigrazione. Questa cooperazione ha dovuto essere sviluppata in particolare con l'avvento delle frontiere aperte attraverso l'accordo di Schengen e il crimine transfrontaliero associato.

### Politica estera

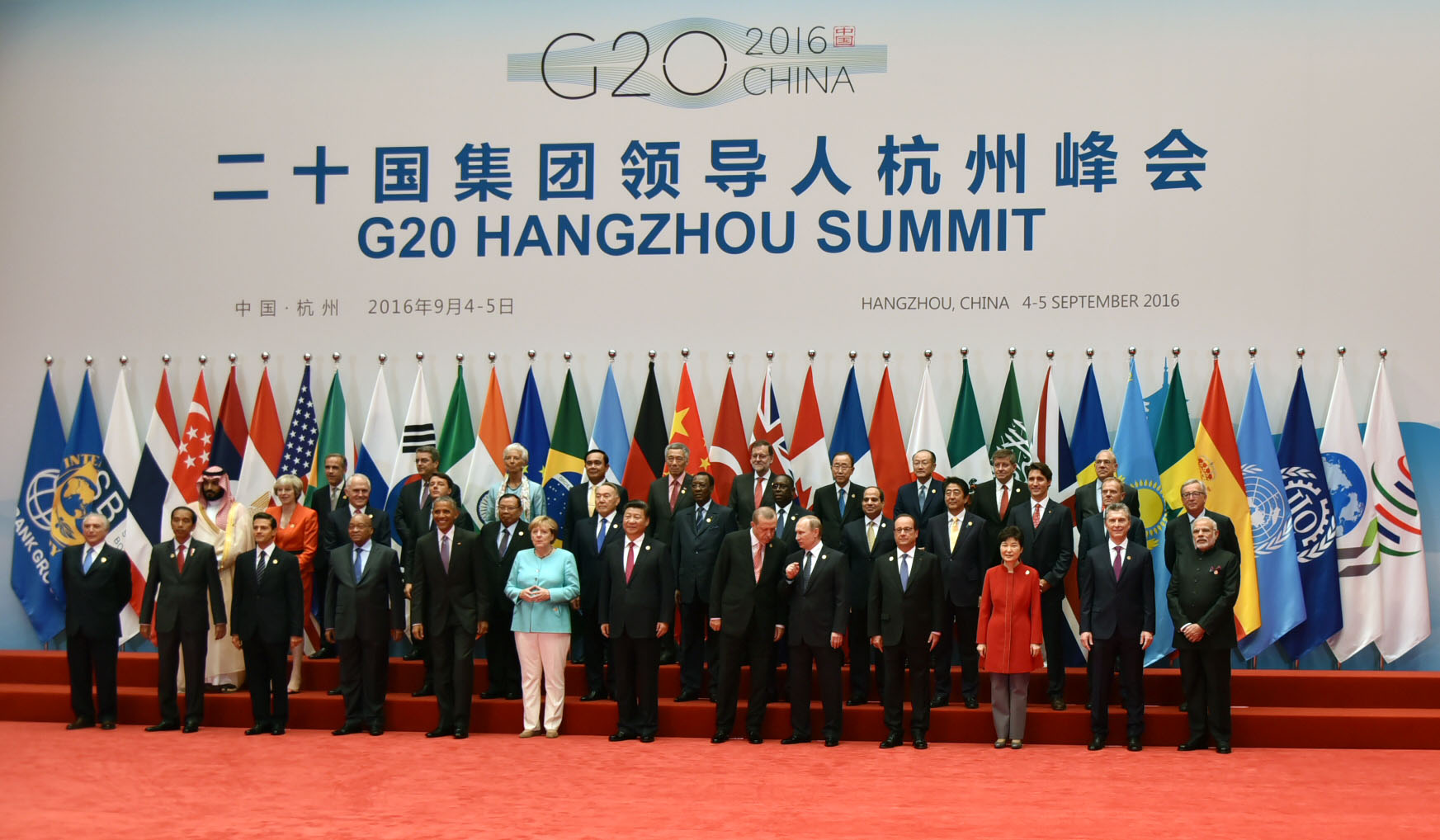
L'UE partecipa a tutti i vertici del G7 e del G20. In foto: Vertice del G20 a Hangzhou, Cina, 2016.

La cooperazione in materia di politica estera tra gli Stati membri risale all'istituzione della Comunità nel 1957, quando gli Stati membri negoziarono come blocco nei negoziati commerciali internazionali nell'ambito della politica commerciale comune dell'UE. Nel 1970 sono iniziati i passi per un più ampio coordinamento nelle relazioni estere con l'istituzione della Cooperazione politica europea che ha creato un processo di consultazione informale tra gli Stati membri con l'obiettivo di formare politiche estere comuni. Nel 1987 la cooperazione politica europea è stata istituita su base formale dall'Atto unico europeo. La CPE è stato ribattezzato come Politica estera e di sicurezza comune (PESC) dal Trattato di Maastricht.
La politica estera e di sicurezza comune è la politica estera e di difesa dell'Unione europea. Viene gestita e promossa dall'Alto rappresentante per gli affari esteri e la politica di sicurezza e dal Servizio europeo per l'azione esterna.
Gli obiettivi della PESC sono di promuovere sia gli interessi dell'UE sia quelli della comunità internazionale nel suo insieme, compreso il rafforzamento della cooperazione internazionale, il rispetto dei diritti umani, la democrazia e lo Stato di diritto. La PESC richiede l'unanimità tra gli Stati membri sulla politica appropriata da seguire su qualsiasi questione particolare. L'unanimità e le difficili questioni trattate nell'ambito della PESC a volte portano a disaccordi, come quelli verificatisi durante la guerra in Iraq.
Il coordinatore e rappresentante della PESC all'interno dell'UE è l'alto rappresentante dell'Unione per gli affari esteri e la politica di sicurezza che parla a nome dell'UE in materia di politica estera e di difesa e ha il compito di articolare le posizioni espresse dagli Stati membri su questi campi della politica in un allineamento comune. L'alto rappresentante dirige il servizio europeo per l'azione esterna (SEAE), un unico dipartimento dell'UE che è stato ufficialmente attuato ed è operativo dal 1º dicembre 2010 in occasione del primo anniversario dell'entrata in vigore del trattato di Lisbona. Il SEAE fungerà da ministero degli esteri e da corpo diplomatico per l'Unione europea.

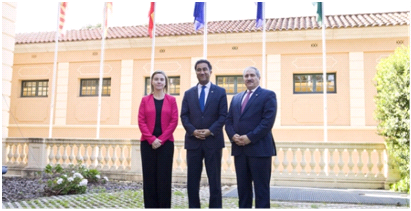
Federica Mogherini, accanto a M. Fathallah Sijilmassi, ex segretario generale dell'Unione per il Mediterraneo nella sua sede di Barcellona
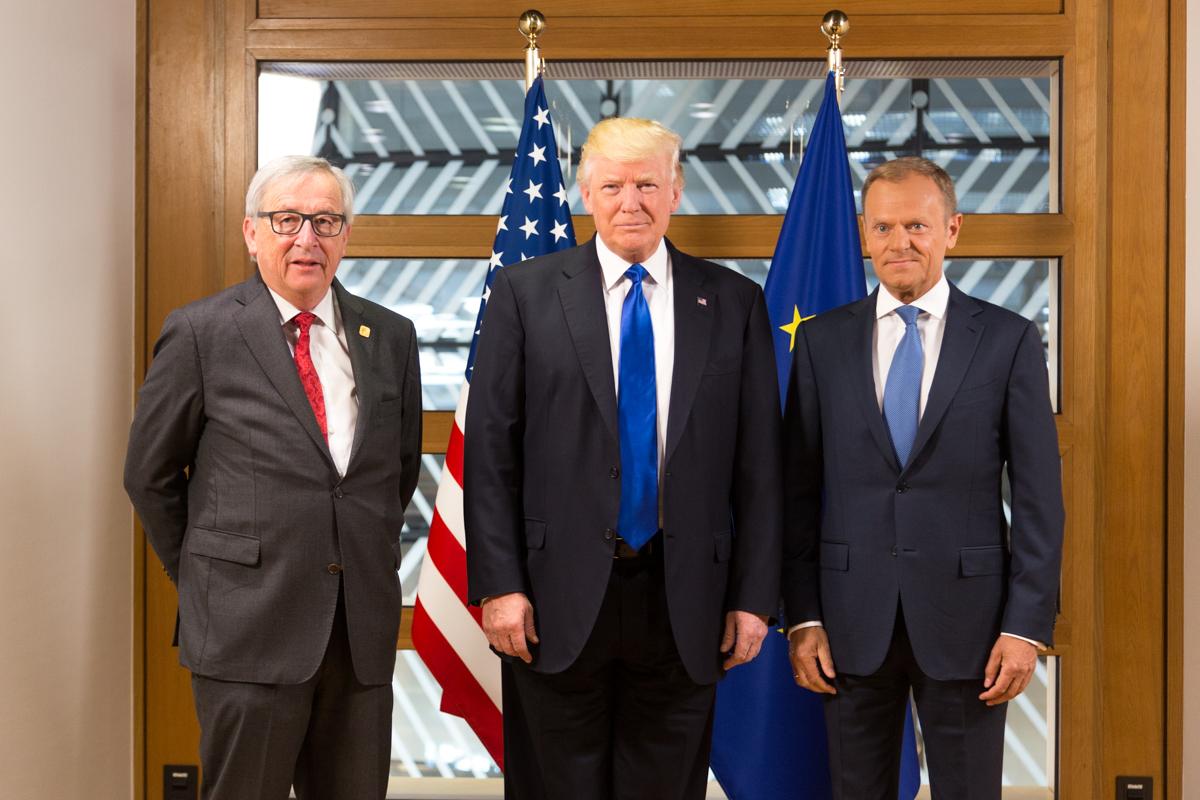
Donald Tusk e Jean-Claude Juncker con il presidente degli Stati Uniti Donald Trump, 2017
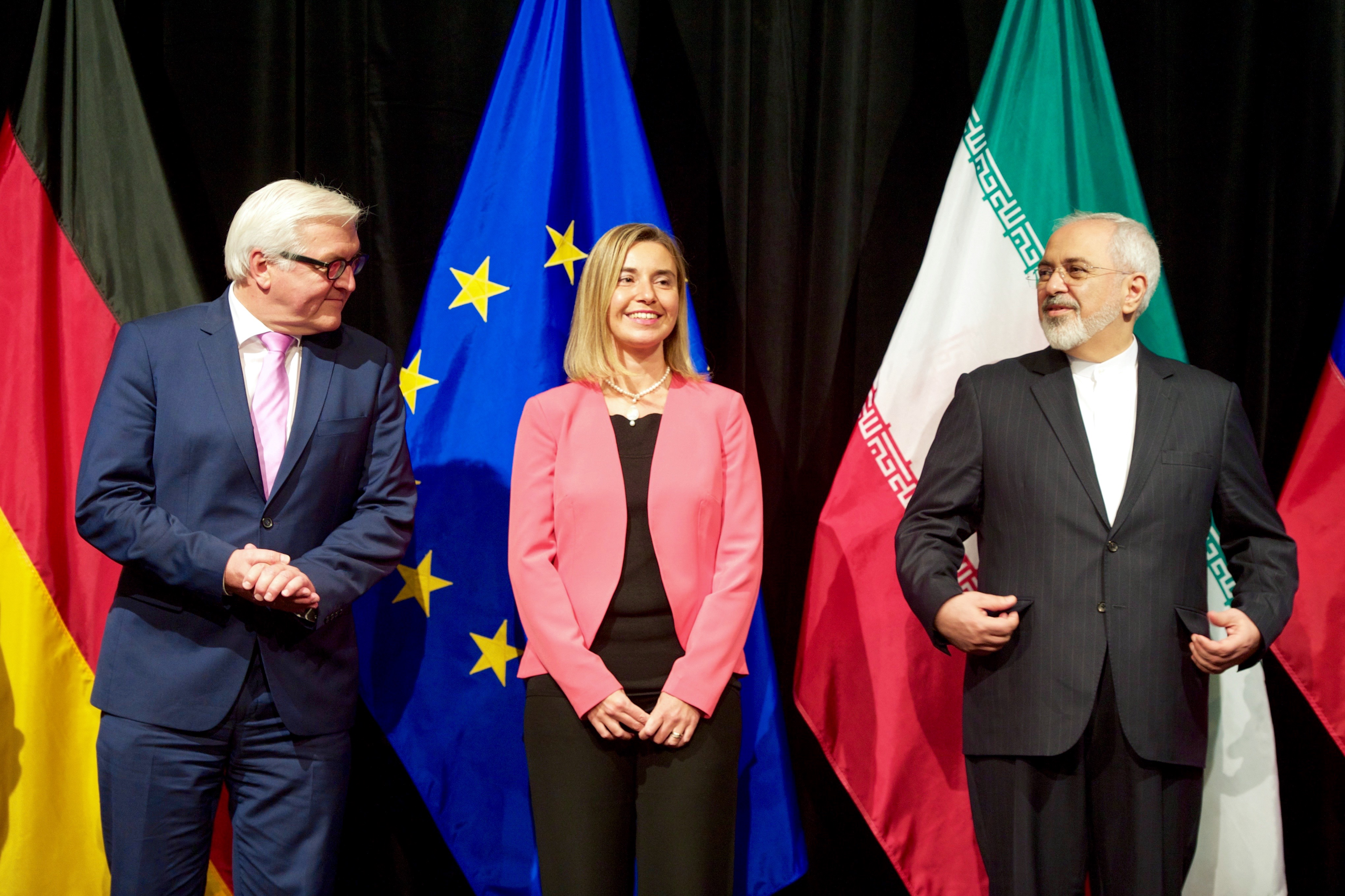
Alto rappresentante dell'Unione per gli affari esteri e la politica di sicurezza, Federica Mogherini, dopo aver raggiunto a Vienna il quadro di accordi nucleari in Iran
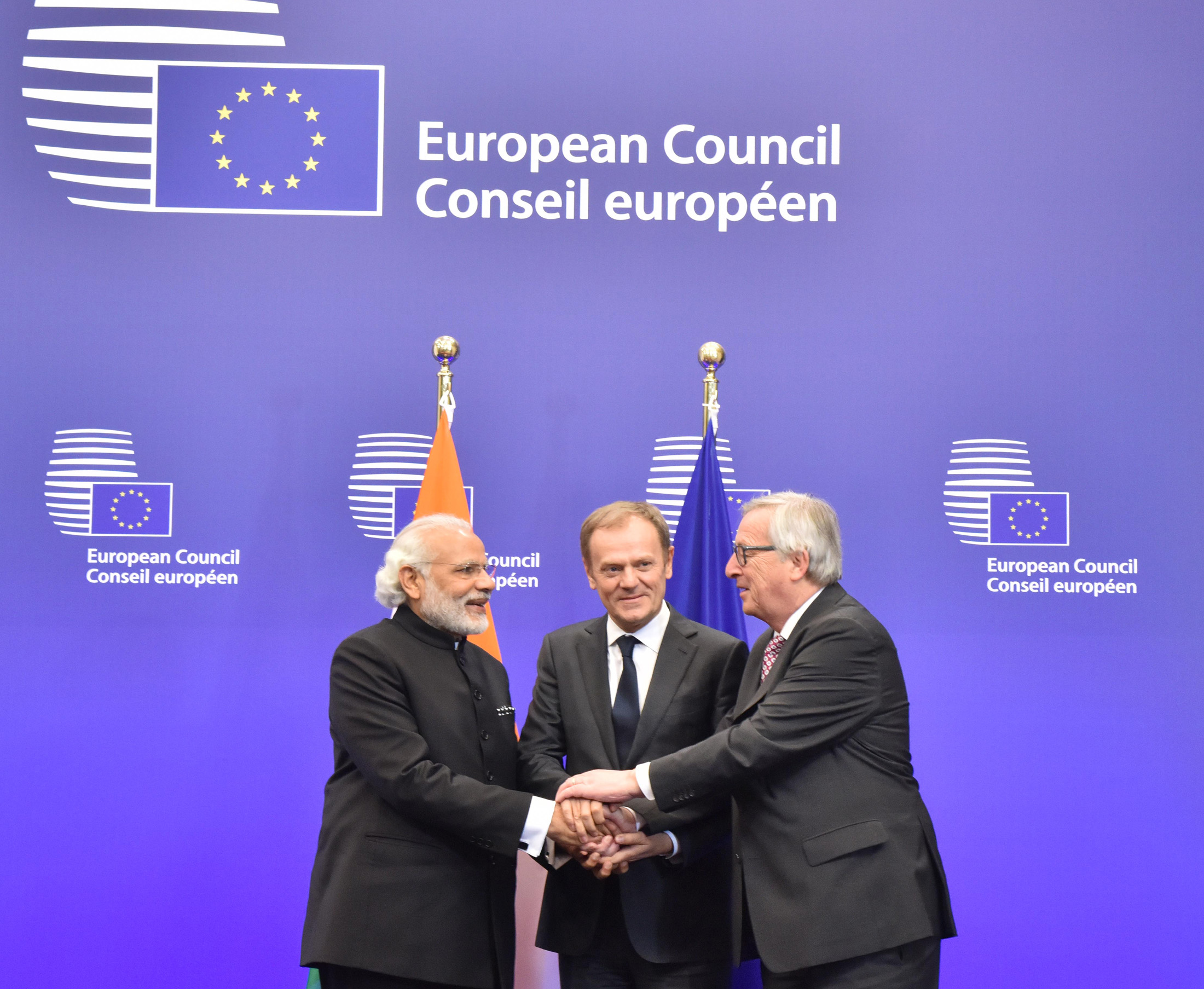
Il Primo Ministro indiano Narendra Modi con Donald Tusk e Jean-Claude Juncker, in rappresentanza delle due più grandi democrazie del mondo

Oltre all'emergente politica internazionale dell'Unione europea, l'influenza internazionale dell'UE è avvertita anche attraverso l'allargamento. I benefici percepiti di diventare un membro dell'UE agiscono come un incentivo per le riforme sia politiche sia economiche negli Stati che desiderano soddisfare i criteri di adesione all'UE e sono considerati un fattore importante che contribuisce alla riforma dei Paesi ex comunisti europei. Questa influenza sugli affari interni di altri paesi viene generalmente definita "potenza dolce", in contrapposizione alla "potenza forte" militare.

#### Commercio

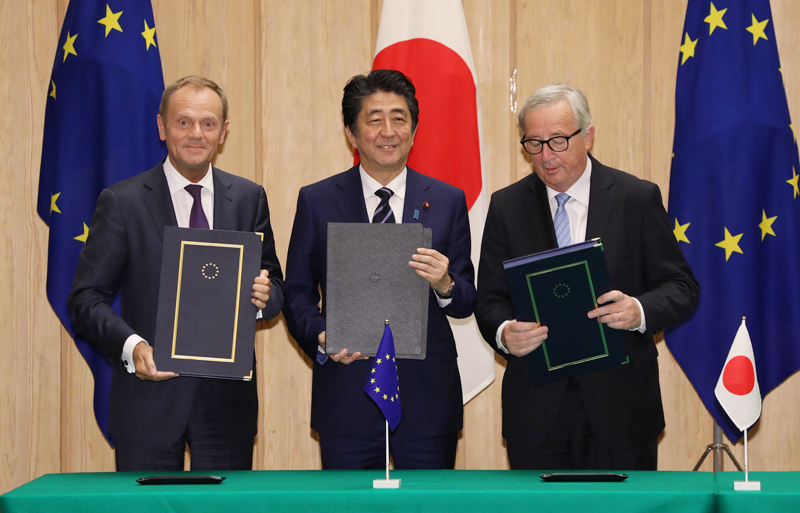
Shinzō Abe, Donald Tusk e Jean-Claude Juncker dopo aver firmato l'accordo di partenariato economico UE-Giappone

L'Unione europea è il maggiore esportatore al mondo e dal 2008 il maggiore importatore di beni e servizi. Il commercio interno tra gli Stati membri è aiutato dall'eliminazione degli ostacoli agli scambi come i dazi e i controlli alle frontiere. Nella zona euro, il commercio è aiutato dal fatto di non avere differenze di valuta da affrontare nella maggior parte dei membri.
L'accordo di associazione dell'Unione europea compie qualcosa di simile per una gamma molto più ampia di Paesi, in parte come un cosiddetto approccio soft per influenzare la politica in quei Paesi. L'Unione europea rappresenta tutti i suoi membri presso l'Organizzazione mondiale del commercio (OMC) e agisce per conto degli Stati membri in qualsiasi controversia. Quando l'UE negozia un accordo commerciale al di fuori del quadro dell'OMC, l'accordo successivo deve essere approvato da ogni singolo governo degli Stati membri dell'UE.
L'Unione europea ha concluso accordi di libero scambio (ALS) e altri accordi con una componente commerciale con molti Paesi in tutto il mondo e sta negoziando con molti altri.

#### Difesa

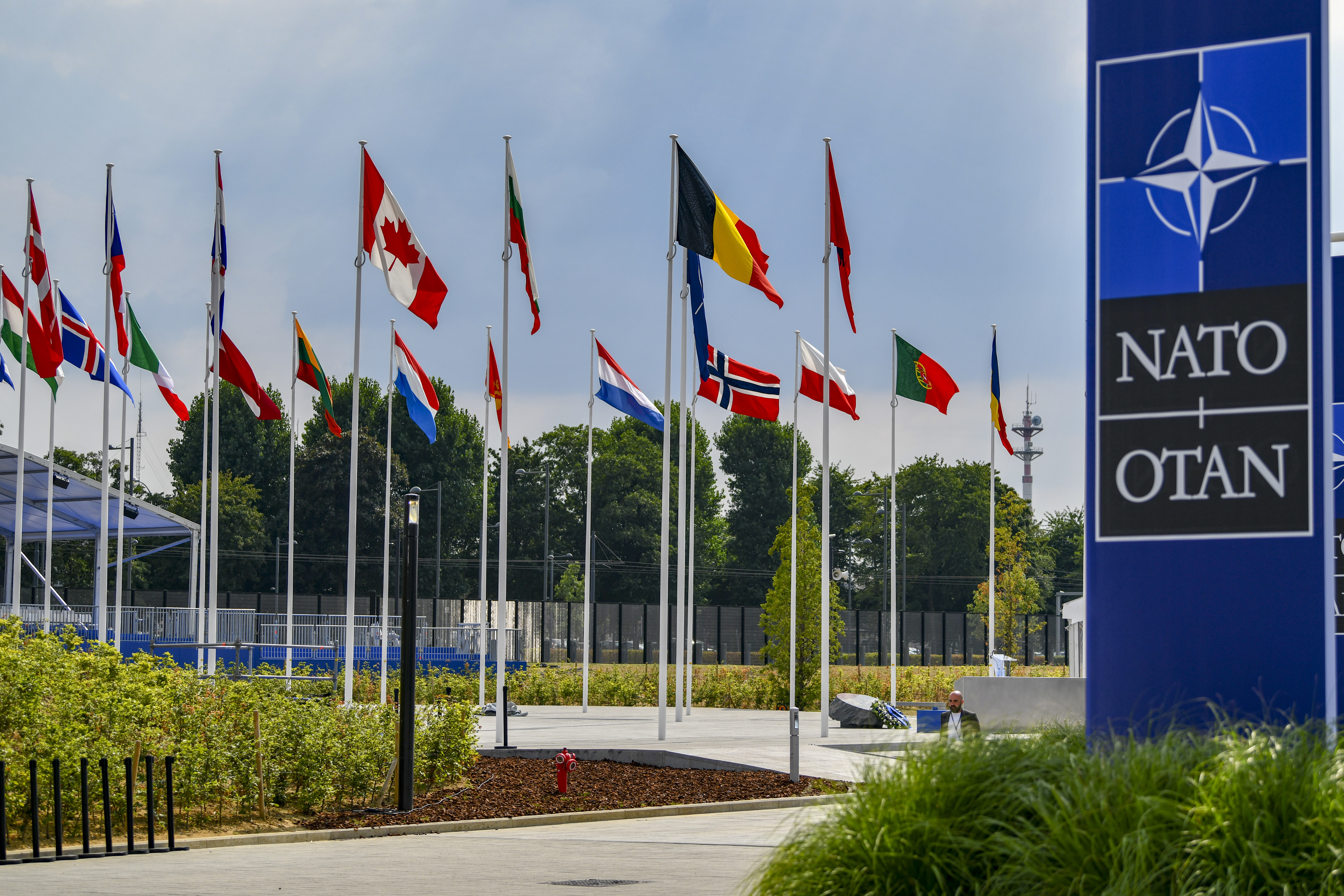
Dei 27 Stati membri dell'UE, 21 sono anche membri della NATO. Altri tre membri della NATO sono candidati dell'UE: Albania, Montenegro e Turchia

I predecessori dell'Unione europea non sono stati concepiti come un'alleanza militare perché la NATO era in gran parte vista come appropriata e sufficiente per scopi di difesa. 22 membri dell'UE sono membri della NATO mentre i restanti Stati membri seguono politiche di neutralità. L'Unione europea occidentale, un'alleanza militare con una clausola di difesa reciproca, è stata sciolta nel 2011 poiché il suo ruolo era stato trasferito nell'UE.
Secondo l'Istituto Internazionale di Ricerche sulla Pace di Stoccolma (SIPRI), la Francia ha speso 48 miliardi di € in difesa nel 2014, ed è l'unico membro permanente del Consiglio di sicurezza delle Nazioni Unite. La maggior parte degli Stati membri dell'UE si è opposto al Trattato per la proibizione delle armi nucleari.

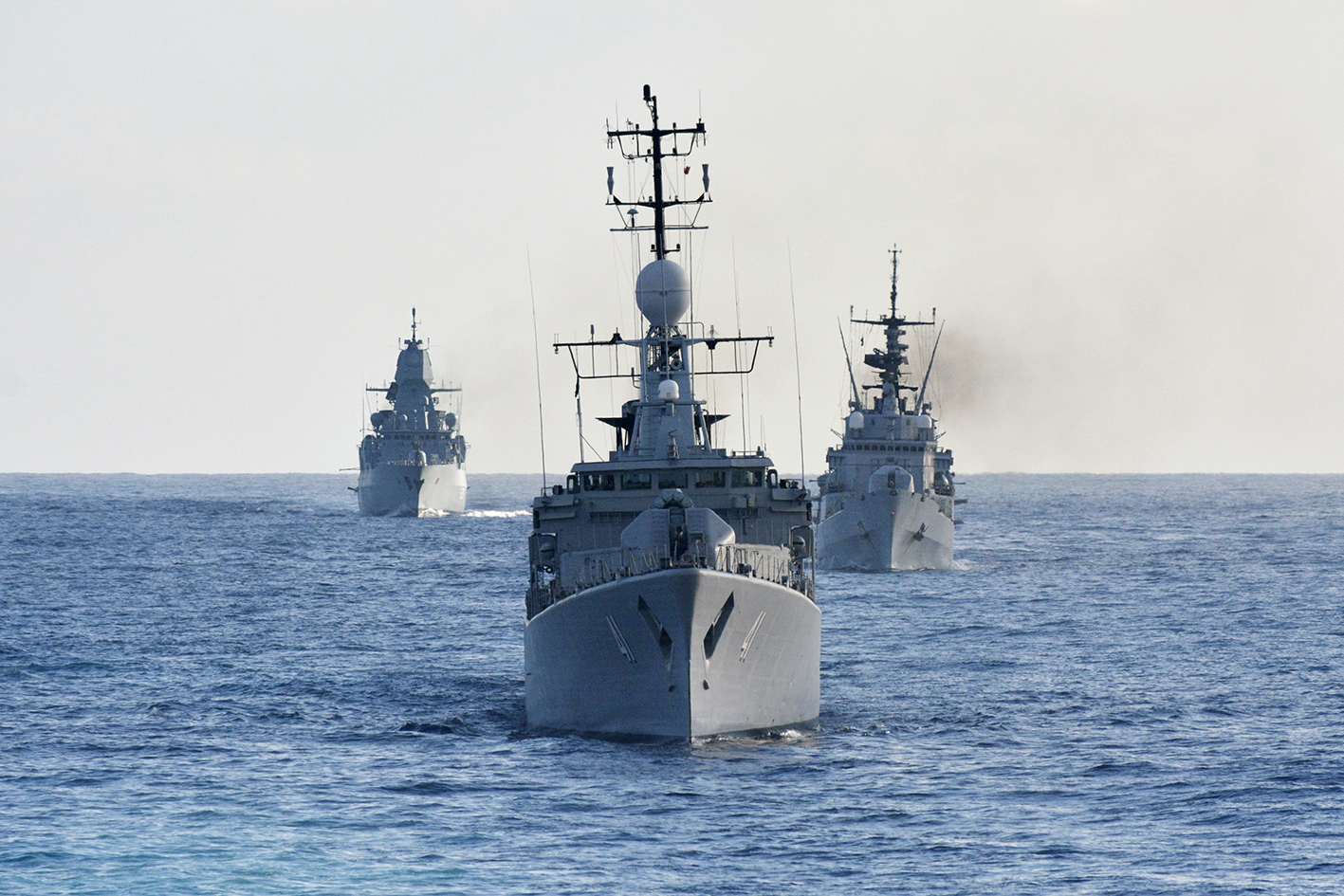
Fregata bulgara 41 Drazki, insieme alla fregata italiana F577 Zeffiro (a destra) e alla fregata tedesca Sachsen (a sinistra) durante un esercizio multinazionale nel Mediterraneo

A seguito della guerra del Kosovo nel 1999, il Consiglio europeo ha convenuto che "l'Unione deve avere la capacità di un'azione autonoma, sostenuta da forze militari credibili, i mezzi per decidere di usarli e la prontezza a farlo, al fine di rispondere a crisi internazionali fatte salve le azioni della NATO". A tal fine, sono stati compiuti numerosi sforzi per aumentare le capacità militari dell'UE, in particolare il processo degli obiettivi principali di Helsinki. Dopo molte discussioni, il risultato più concreto è stato l'iniziativa dei gruppi tattici dell'UE, ciascuno dei quali è previsto per essere in grado di schierare rapidamente circa 1 500 uomini.
Le forze dell'UE sono state dispiegate in missioni di mantenimento della pace dall'Africa centrale e settentrionale nei Balcani occidentali e nell'Asia occidentale. Le operazioni militari dell'UE sono supportate da numerosi organismi, tra cui l'Agenzia europea per la difesa, il Centro satellitare dell'Unione europea e lo Stato maggiore dell'Unione europea. Frontex è un'agenzia dell'UE istituita per gestire la cooperazione tra le guardie di frontiera nazionali che assicurano le proprie frontiere esterne. Mira a rilevare e fermare l'immigrazione clandestina, la tratta di esseri umani e le infiltrazioni terroristiche. Nel 2015 la Commissione europea ha presentato la sua proposta per una nuova agenzia europea della guardia di frontiera e costiera con un ruolo e un mandato più forti insieme alle autorità nazionali per la gestione delle frontiere. In un'UE composta da 27 membri, una sostanziale cooperazione in materia di sicurezza e difesa si basa sempre più sulla collaborazione tra tutti gli Stati membri.
Il Parlamento europeo il 17 febbraio 2017 approva la risoluzione proposta da Guy Verhofstadt per la creazione di un esercito unico europeo di difesa comune.

#### Aiuto umanitario

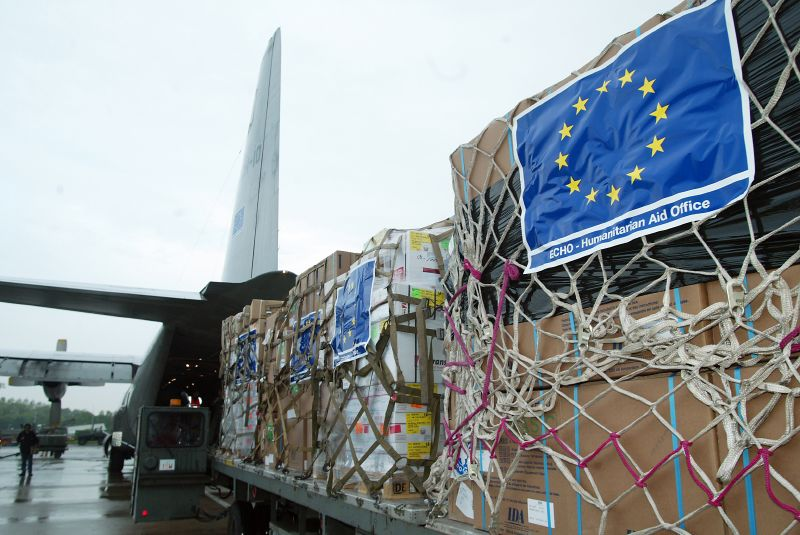
Se considerati collettivamente, gli Stati membri dell'UE sono i maggiori contributori di aiuti esteri nel mondo

La Direzione generale per la protezione civile e le operazioni di aiuto umanitario europee, o "DG ECHO", fornisce aiuti umanitari dall'UE ai Paesi in via di sviluppo. Nel 2012, il suo bilancio ammontava a 874 milioni di euro, il 51% del bilancio era destinato all'Africa e il 20% ad Asia, America Latina, Caraibi e Pacifico e il 20% al Medio Oriente e al Mediterraneo.
L'aiuto umanitario è finanziato direttamente dal bilancio (70%) come parte degli strumenti finanziari per l'azione esterna e anche dal Fondo europeo di sviluppo (30%). Il finanziamento dell'azione esterna dell'UE è suddiviso in strumenti "geografici" e strumenti "tematici". Gli strumenti "geografici" forniscono aiuti attraverso lo strumento di cooperazione allo sviluppo (DCI, 16,9 miliardi di euro, 2007-2013), che deve spendere il 95% del proprio bilancio in aiuti pubblici allo sviluppo (APS) e dallo strumento europeo di vicinato e partenariato (ENPI), che contiene alcuni programmi pertinenti. Il Fondo europeo di sviluppo (FES, 22,7 miliardi di euro per il periodo 2008-2013 e 30,5 miliardi di euro per il periodo 2014-2020) è costituito da contributi volontari degli Stati membri, ma vi è la pressione di unire il FES al bilancio finanziato dal bilancio strumenti per incoraggiare maggiori contributi per raggiungere l'obiettivo dello 0,7% e consentire una maggiore supervisione del Parlamento europeo.
Nel 2016 la media tra i Paesi dell'UE era dello 0,4% e cinque avevano raggiunto o superato l'obiettivo dello 0,7%: Danimarca, Germania, Lussemburgo, Svezia e Regno Unito.

#### Cooperazione internazionale e partenariati di sviluppo

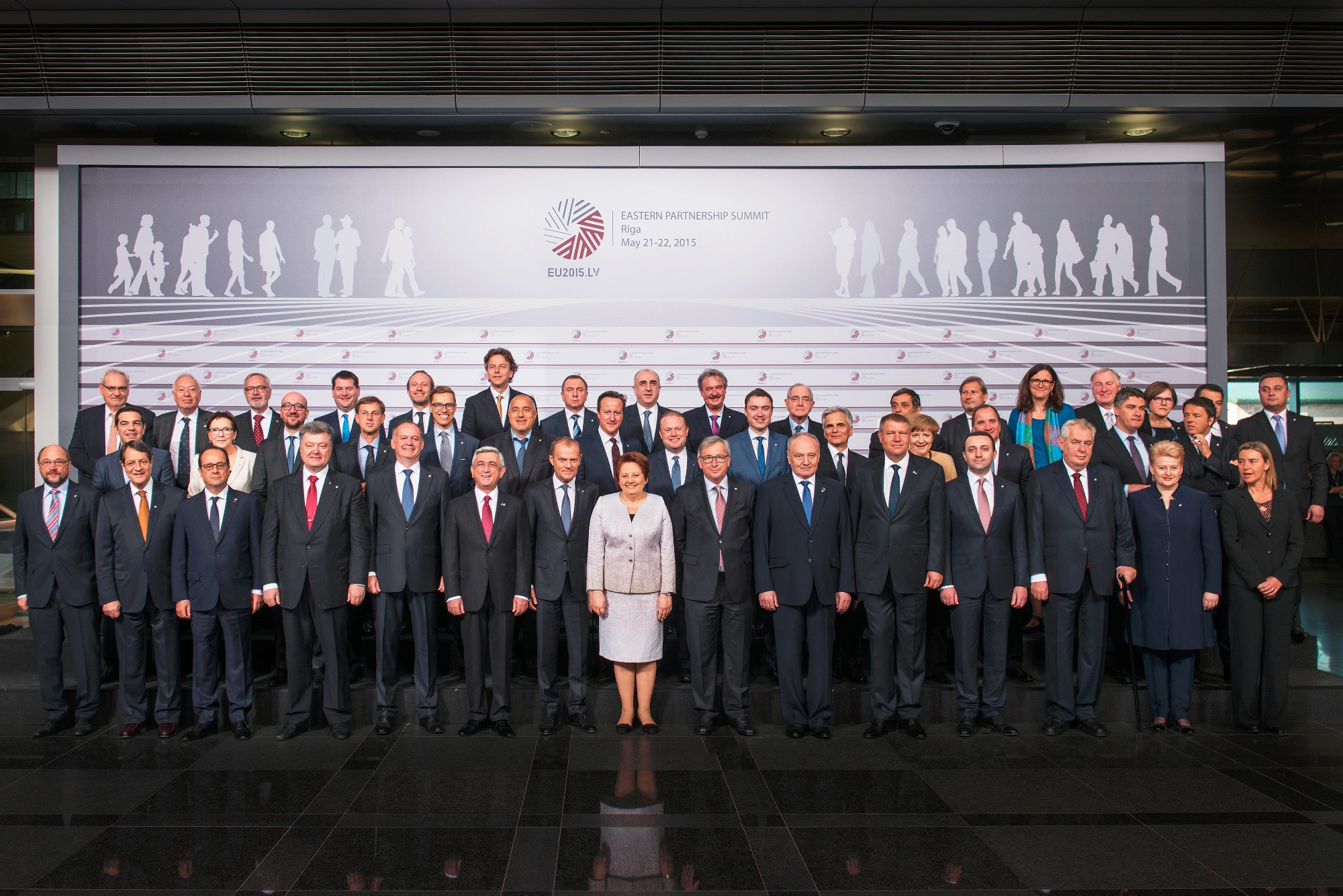
Vertice del partenariato orientale 2015, Riga

L'UE utilizza strumenti di relazioni estere come la politica europea di vicinato che cerca di legare questi Paesi a est e sud del territorio europeo dell'UE all'Unione. Questi Paesi, principalmente quelli in via di sviluppo, includono alcuni che un giorno cercano di diventare uno Stato membro dell'Unione europea o più strettamente integrati con l'Unione europea. L'UE offre assistenza finanziaria ai Paesi del vicinato europeo, purché soddisfino le rigorose condizioni di riforma del governo, riforma economica e altre questioni relative alla trasformazione positiva. Questo processo è normalmente sostenuto da un piano d'azione, come concordato da Bruxelles e dal Paese di destinazione.

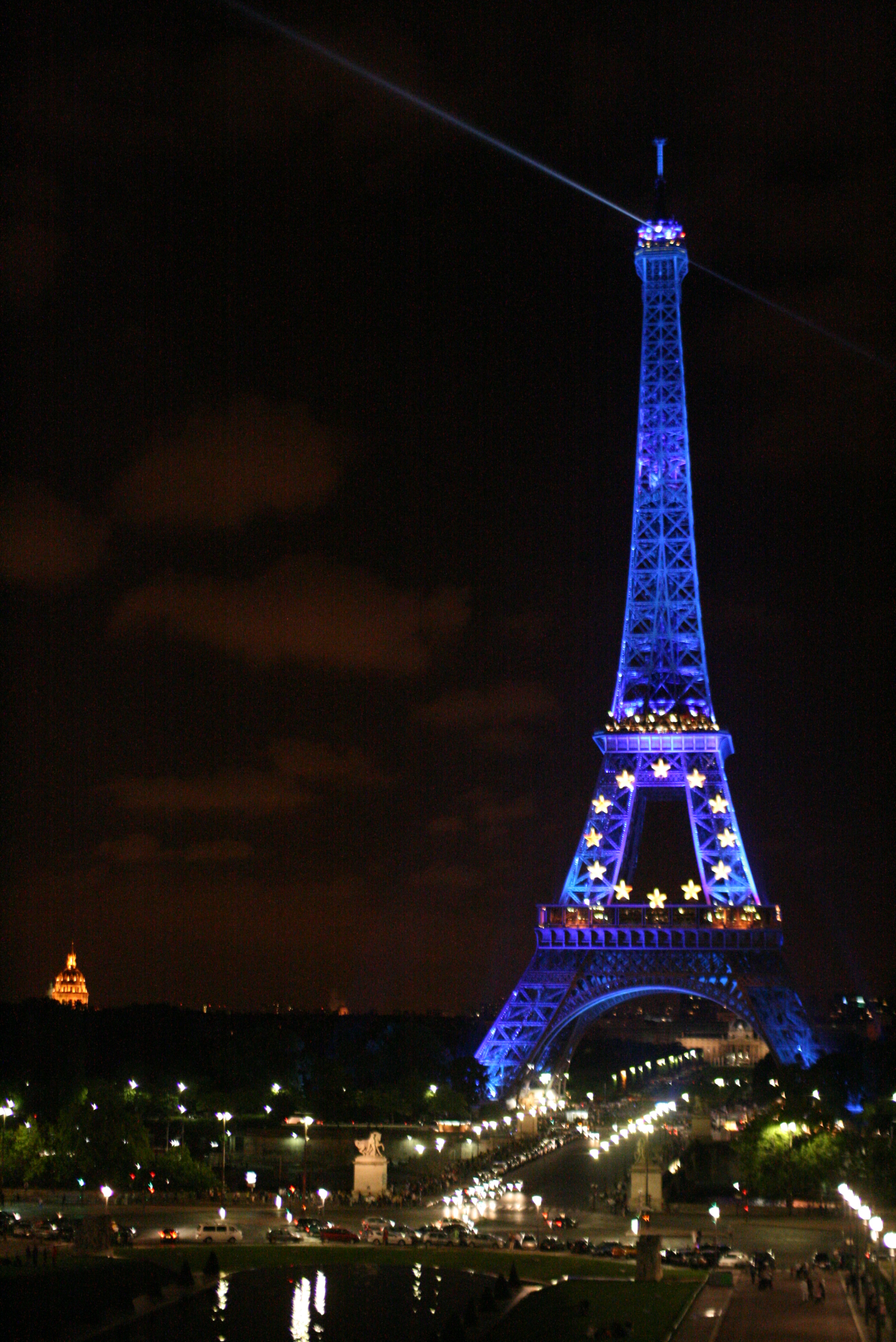
Torre Eiffel, Parigi

Il riconoscimento internazionale dello sviluppo sostenibile come elemento chiave è in costante crescita. Il suo ruolo è stato riconosciuto in tre importanti vertici delle Nazioni Unite sullo sviluppo sostenibile: la Conferenza delle Nazioni Unite sull'ambiente e lo sviluppo (UNCED) del 1992 a Rio de Janeiro, Brasile; il vertice mondiale sullo sviluppo sostenibile (WSSD) del 2002 a Johannesburg, in Sudafrica; e la Conferenza delle Nazioni Unite sullo sviluppo sostenibile del 2012 (UNCSD) a Rio de Janeiro. Altri accordi globali chiave sono l'accordo di Parigi e l'Agenda 2030 per lo sviluppo sostenibile (ONU, 2015). Gli OSS riconoscono che tutti i Paesi devono stimolare l'azione nelle seguenti aree chiave - persone, pianeta, prosperità, pace e partenariato - al fine di affrontare le sfide globali che sono cruciali per la sopravvivenza dell'umanità.
La collaborazione euromediterranea, o Processo di Barcellona, è stata varata con la conferenza di Barcellona del 27-28 novembre 1995. Vi parteciparono i ministri degli Esteri degli allora 15 Stati membri e dodici Paesi dell'Africa mediterranea e del Vicino Oriente: Algeria, Cipro, Egitto, Giordania, Israele, Libano, Malta, Marocco, Siria, Tunisia, Turchia e l'Autorità Nazionale Palestinese. La Libia era presente come Paese osservatore. Dopo gli allargamenti dell'Unione europea del 2004, 2007 e 2013, la collaborazione coinvolge i Ventotto e dieci Paesi della sponda sud del Mediterraneo. Gli obiettivi dell'accordo sono tre: rafforzare le relazioni in materia politica e di sicurezza, creare una collaborazione economica e finanziaria, e potenziare la cooperazione nei settori sociale, culturale e umano.
L'azione di sviluppo dell'UE si basa sul consenso europeo sullo sviluppo, approvato il 20 dicembre 2005 dagli Stati membri dell'UE, dal Consiglio, dal Parlamento europeo e dalla Commissione. È applicato dai principi dell'approccio della capacità e dell'approccio allo sviluppo basato sui diritti.
La politica europea di vicinato è una delle politiche esterne dell'Unione europea, indirizzata ai Paesi collocati in prossimità dell'Unione verso sud e verso est. L'obiettivo è quello di costruire rapporti più stretti con tali Stati a livello economico, politico, culturale e strategico.

### Bilancio dell'Unione
L'Unione europea dispone di un bilancio proprio finanziato da:
- Una parte dell'Imposta sul valore aggiunto dell'UE;
- I contributi nazionali secondo il Reddito nazionale lordo di ogni Stato;
- I dazi doganali.

Tali risorse costituiscono oltre il 98% delle entrate dell'Unione per un budget di circa 142 miliardi di euro, approssimativamente l'1% del prodotto interno lordo dell'intera Unione.
Le principali voci di spesa sono:
- La politica agricola comune tramite gli aiuti agricoli diretti (30%) e il fondo per lo sviluppo rurale (11%);
- Le politiche di coesione, di competitività e occupazionali (46%).

Le altre voci di spesa sono legate alla politica estera dell'Unione e all'amministrazione.

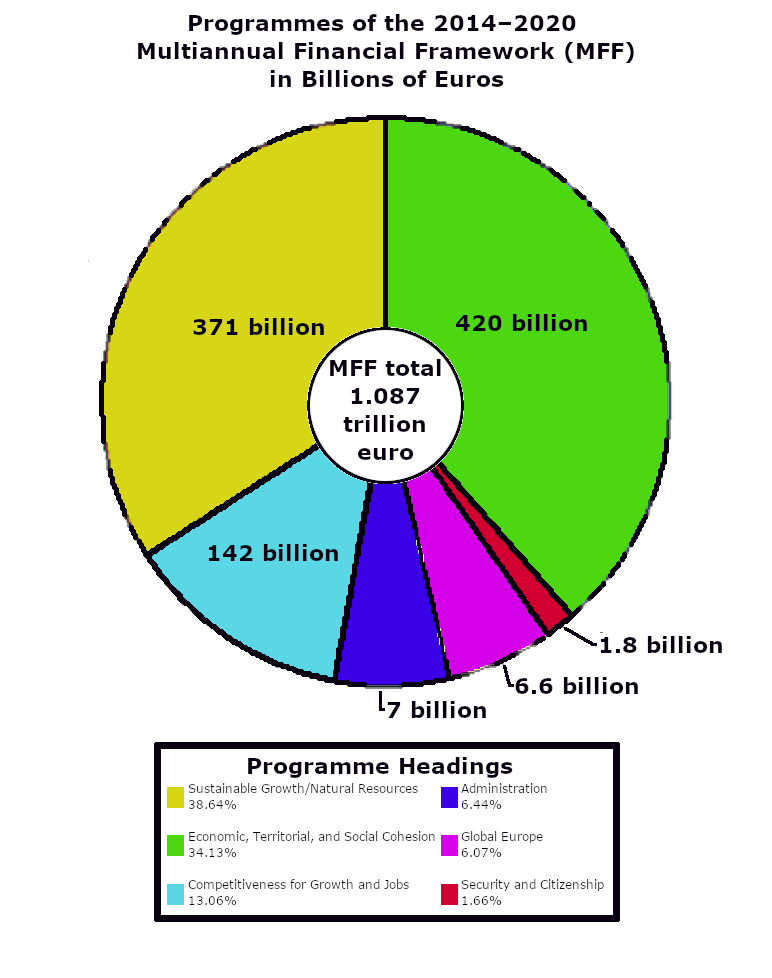
Quadro finanziario pluriennale 2014-2020 dell'Unione europea

L'Unione europea aveva un budget concordato di 120,7 miliardi di euro per l'anno 2007 e 864,3 miliardi di euro per il periodo 2007-2013, rappresentano l'1,10% e l'1,05% delle previsioni del RNL dell'UE-27 per i rispettivi periodi. Nel 1960, il bilancio dell'allora Comunità economica europea era pari allo 0,03% del PIL.
Nel bilancio 2010 di 141,5 miliardi di euro, la più grande voce di spesa unica è la "coesione e competitività" con circa il 45% del bilancio totale. Seguiva l'"agricoltura" con circa il 31% del totale. Lo "Sviluppo rurale, ambiente e pesca" occupava circa l'11%. L'"Amministrazione" rappresentava circa il 6%. "L'Ue come partner globale" e la "cittadinanza, libertà, sicurezza e giustizia" fanno emergere le retrovie rispettivamente con circa il 6% e 1%.
La Corte dei conti europea ha firmato i conti dell'Unione europea ogni anno dal 2007 e, pur chiarendo che la Commissione europea ha più lavoro da fare, ha sottolineato che la maggior parte degli errori si verificano a livello nazionale. Nella loro relazione sul 2009, i revisori hanno riscontrato che cinque settori della spesa dell'Unione, l'agricoltura e il fondo di coesione, erano materialmente inficiati da errori. Nel 2009 la Commissione europea ha stimato che l'incidenza finanziaria delle irregolarità era di 1 863 milioni di euro.

### Ambiente e clima

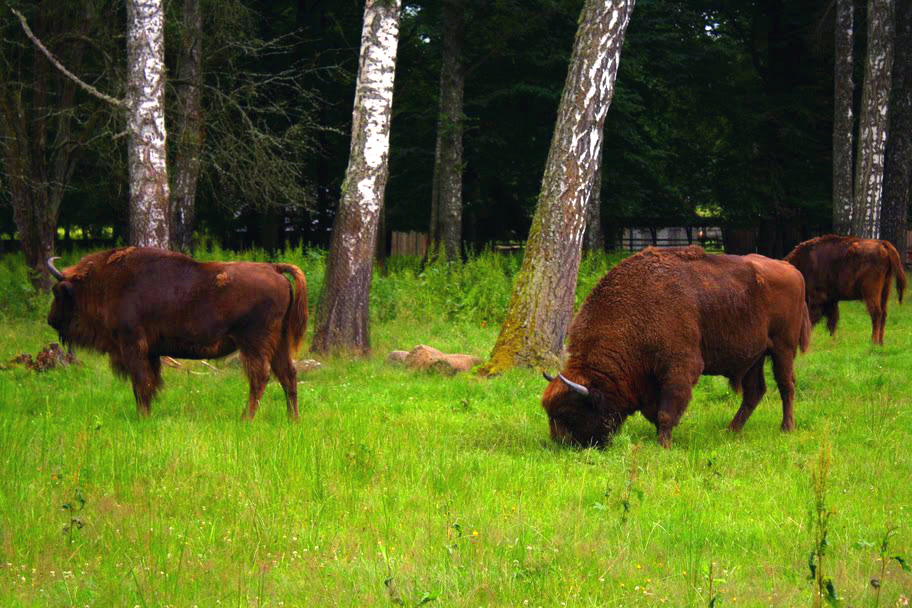
La foresta di Białowieża, un antico bosco nella Polonia orientale e patrimonio mondiale dell'UNESCO, ospita 800 bisonti selvaggi

Nel 1957, quando fu fondata la CEE essa non aveva una politica ambientale. Negli ultimi 50 anni è stata creata una rete sempre più densa di legislazione, che si estende a tutte le aree di protezione ambientale, inclusi l'inquinamento atmosferico, la qualità dell'acqua, la gestione dei rifiuti, la conservazione della natura e il controllo di prodotti chimici, rischi industriali e biotecnologie. Secondo l'Istituto per la politica ambientale europea, la legislazione ambientale comprende oltre 500 direttive, regolamenti e decisioni, rendendo la politica ambientale un'area centrale della politica europea.
I responsabili politici europei hanno originariamente aumentato la capacità dell'UE di agire sulle questioni ambientali definendolo un problema commerciale. Gli ostacoli agli scambi e le distorsioni della concorrenza nel mercato comune potrebbero emergere a causa delle diverse norme ambientali in ciascuno Stato membro. Negli anni successivi, l'ambiente divenne un settore politico formale, con i suoi attori politici, princìpi e procedure. La base giuridica della politica ambientale dell'UE è stata stabilita con l'introduzione dell'Atto unico europeo nel 1987.

Regioni biogeografiche dell'Unione europea continentale, secondo l'Agenzia europea dell'ambiente

Inizialmente, la politica ambientale dell'UE si è concentrata sull'Europa. Più recentemente, l'UE ha dimostrato leadership nella governance ambientale globale, ad esempio il ruolo dell'UE nel garantire la ratifica e l'entrata in vigore del protocollo di Kyoto nonostante l'opposizione degli Stati Uniti. Questa dimensione internazionale si riflette nel Sesto programma di azione ambientale dell'UE che riconosce che i suoi obiettivi possono essere raggiunti solo se gli accordi internazionali chiave sono attivamente sostenuti e attuati correttamente sia a livello dell'UE sia a livello mondiale. Il trattato di Lisbona ha ulteriormente rafforzato le ambizioni di leadership. Il diritto dell'UE ha svolto un ruolo significativo nel miglioramento della protezione dell'habitat e delle specie in Europa, nonché nel contribuire a migliorare la qualità dell'aria e dell'acqua e la gestione dei rifiuti.
La mitigazione dei cambiamenti climatici è una delle massime priorità della politica ambientale dell'UE. Nel 2007, gli Stati membri hanno convenuto che, in futuro, il 20% dell'energia utilizzata in tutta l'UE deve essere rinnovabile e che le emissioni di anidride carbonica devono essere inferiori nel 2020 di almeno il 20% rispetto ai livelli del 1990. L'UE ha adottato un sistema di scambio delle emissioni per integrare le emissioni di carbonio nell'economia. La Capitale verde europea è un premio annuale assegnato alle città incentrato sull'ambiente, sull'efficienza energetica e sulla qualità della vita nelle aree urbane per creare una città intelligente.
Nelle elezioni del Parlamento europeo del 2019, i partiti verdi hanno aumentato il loro potere, probabilmente a causa dell'aumento dei valori post materialisti.
Nel 2018-2019 sono state proposte per raggiungere un'economia a zero emissioni di carbonio nell'Unione europea entro il 2050. Quasi tutti gli Stati membri hanno sostenuto tale obiettivo in occasione di un vertice dell'UE nel giugno 2019. L'Estonia, la Polonia, la Repubblica Ceca e l'Ungheria non erano d'accordo.

### Assistenza sanitaria e sicurezza alimentare

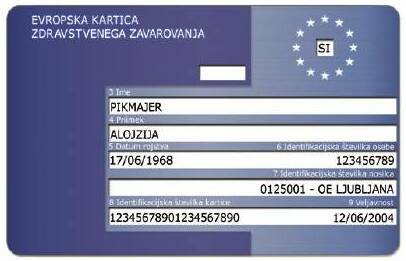
Tessera europea di assicurazione malattia (versione slovena nella foto)

L'UE non ha importanti competenze nel campo dell'assistenza sanitaria e l'articolo 35 della Carta dei diritti fondamentali dell'Unione europea afferma che "Nella definizione e nell'attuazione di tutte le politiche e attività dell'Unione è garantito un livello elevato di protezione della salute umana". La direzione generale della Salute e dei consumatori della Commissione europea cerca di allineare le leggi nazionali sulla protezione della salute delle persone, sui diritti dei consumatori, sulla sicurezza degli alimenti e di altri prodotti.
Tutta l'UE e molti altri Paesi europei offrono ai loro cittadini una tessera europea di assicurazione malattia gratuita che, su base reciproca, fornisce un'assicurazione per le cure mediche di emergenza quando si visitano altri Paesi europei partecipanti. Una direttiva sull'assistenza sanitaria transfrontaliera mira a promuovere la cooperazione in materia di assistenza sanitaria tra gli Stati membri e a facilitare l'accesso a un'assistenza sanitaria transfrontaliera sicura e di alta qualità per i pazienti europei.

### Programma spaziale
L'Agenzia dell'Unione europea per il programma spaziale (EUSPA) in collaborazione con l'Agenzia spaziale europea (ESA) si occupa dello sviluppo dei programmi spaziali europei. L'ESA è un'agenzia internazionale fondata nel 1975 incaricata di coordinare i progetti spaziali di 22 Paesi europei.
- Il 17 maggio 1968 venne lanciato ESRO-2B, il primo satellite dell'Unione europea.

Programmi spaziali più importanti:
- Sistema di posizionamento Galileo, un sistema di posizionamento e navigazione satellitare civile, in attività dal 2016 con 26 satelliti orbitanti.
- Copernicus, finalizzato a fornire la capacità all'Unione europea di agire autonomamente nel settore della sicurezza e dell'ambiente tramite rilevazioni satellitari.

Il Centre spatial guyanais è la sede del principale centro di lancio europeo di missili spaziali, usato per i razzi Ariane e Vega dell'ESA.

### Politica agricola comune
La politica agricola comune (PAC) rappresenta una delle più “anziane” e importanti politiche dell'UE. Le motivazioni profonde della centralità di questa politica sono strettamente collegate con la poca competitività del settore agricolo europeo. Essa è un sistema di finanziamenti destinati alle attività di coltivazione all'interno dell'Unione; il suo scopo principale è quello di mantenere livelli adeguati di produzione agricola concedendo sussidi alle aziende e ai lavoratori direttamente impiegati nel settore.
Furono introdotti sussidi e incentivi alla produzione agricola, per aumentarne la quantità e per rendere più stabili i prezzi, a beneficio degli agricoltori. In seguito si sono aggiunti gli obiettivi di garantire la sicurezza dei prodotti alimentari e il rispetto dell'ambiente rurale.
Una delle misure della politica agricola perseguita in quegli anni consistette nella fissazione di livelli minimi di prezzo per i prodotti agricoli, che generano enormi eccedenze. La procedura usuale dell'Unione europea era pagare gli esportatori perché potessero vendere tali prodotti all'estero.
L'opinione pubblica ha dimostrato chiaramente di rifiutare di finanziare senza limite i surplus, ma tale politica venne presa di mira non tanto dai Paesi del terzo mondo esportatori di derrate agricole quanto dai paesi ricchi, in primo luogo gli Stati Uniti, che pretendevano di esportare nel ricco mercato europeo.
Negli ultimi anni gli organi dell'Unione hanno radicalmente cambiato la politica tradizionale. I nuovi regolamenti hanno drasticamente ridotto gli stimoli a produrre. Il risultato di tale inversione di rotta, proprio nel momento in cui gli Stati Uniti stanno dirottando verso usi non alimentari, ma energetici, le loro eccedenze agricole è stato criticato da chi paventa un acuirsi del problema dell'approvvigionamento di cibo. Questo mentre l'Asia sta mutando radicalmente dieta, e non avendo spazi sufficienti per produrre cereali per l'allevamento li dovrà acquistare. Avere abbandonato la politica della sicurezza potrebbe provocare conseguenze negative per Paesi come l'Italia, con una produzione che copre ormai solo una frazione dei cereali consumati e dei panelli proteici per l'allevamento.
La PAC, anche nella versione attuale, è stata peraltro accusata di distribuire fondi in maniera poco equilibrata, favorendo le aziende agricole più grandi e sostenendo la diffusione di metodi di coltivazione invasivi.
La politica agricola è una dei primi accordi comuni europei. Si concentra soprattutto sul settore dei cereali, su quello ortofrutticolo, su quello vinicolo, sul settore delle carni bovine e su quello lattiero-caseario. Oggi, assorbe poco meno della metà delle intere risorse dell'Unione (ossia circa 56 miliardi di euro); questo dato è in diminuzione, se si pensa che nel 1980 la PAC ne assorbiva circa il 70%.

### Politica di coesione dell'UE
Vi è una variazione significativa del PIL nominale pro capite all'interno dei singoli Stati dell'UE. La differenza tra le regioni più ricche e più povere (281 regioni NUTS-2 della nomenclatura delle unità territoriali statistiche) variava, nel 2017, dal 31% (Severozapaden, Bulgaria) della media UE28 (30 000 €) al 253% (Lussemburgo) o 4 600 € a 92 600 €.

#### Politica sociale e uguaglianza

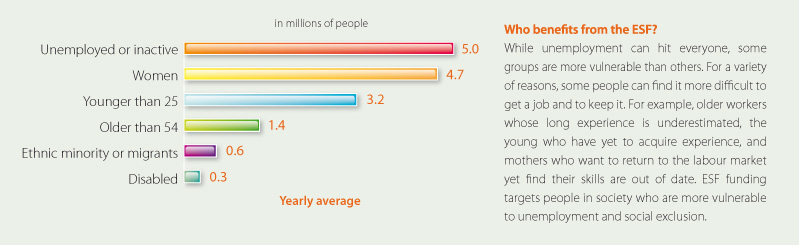
Spesa del Fondo sociale europeo per voci

L'UE ha cercato a lungo di mitigare gli effetti dei mercati liberi proteggendo i diritti dei lavoratori e prevenendo il dumping sociale e ambientale. A tal fine ha adottato leggi che stabiliscono norme minime in materia di occupazione e ambiente. Tra questi, la direttiva sull'orario di lavoro e la direttiva sulla valutazione dell'impatto ambientale. L'UE ha anche cercato di coordinare i sistemi di sicurezza sociale e sanitaria degli Stati membri per facilitare le persone che esercitano i diritti alla libera circolazione e garantire che mantengano la loro capacità di accedere ai servizi di sicurezza sociale e sanitari in altri Stati membri.
La Carta sociale europea è l'organismo principale che riconosce i diritti sociali dei cittadini europei. Come dimostrato dalla sentenza Viking della CGUE, la salvaguardia di tali diritti tende tuttavia a essere subordinata al rispetto dei principi dei trattati europei.
Un'assicurazione europea sulla disoccupazione è stata proposta tra l'altro dal commissario per l'occupazione Nicolas Schmit.
Dal 2019 esiste un commissario europeo per l'uguaglianza; un istituto europeo per l'uguaglianza di genere esiste dal 2007.
Alloggio, gioventù, infanzia, diversità funzionale o assistenza agli anziani sono competenze di supporto dell'Unione europea e possono essere finanziate dal Fondo sociale europeo.

#### Politica regionale e locale
I fondi strutturali e i fondi di coesione stanno sostenendo lo sviluppo delle regioni sottosviluppate dell'UE. Tali regioni si trovano principalmente negli Stati dell'Europa centrale e meridionale. Numerosi fondi forniscono aiuti di emergenza, sostegno ai membri candidati per trasformare il loro Paese in conformità con lo standard dell'UE (Phare, ISPA e SAPARD) e sostegno alla Comunità degli Stati Indipendenti (TACIS). TACIS è ora diventato parte del programma mondiale EuropeAid.
In questa politica viene affrontata la transizione demografica verso una società che invecchia la popolazione, bassi tassi di fertilità e spopolamento delle regioni non metropolitane.

### Fondi strutturali
I fondi strutturali dell'Unione, per il settennio 2007-2013, vengono ripartiti secondo tre obiettivi:
- Convergenza, finanziato dal Fondo europeo di sviluppo regionale (FESR), dal Fondo Sociale Europeo (FSE) e dal Fondo di coesione (FC).
- Competitività regionale e occupazione, finanziato dal FESR e dal FSE.
- Cooperazione territoriale europea, evoluzione del progetto Interreg, finanziata anch'essa dal FESR.

#### Fondo europeo per lo sviluppo regionale
Regioni meno sviluppate (PIL pro capite < 75 % media UE)
     Regioni di transizione (PIL pro capite 75÷100 % media UE)
     Regioni più sviluppate (PIL pro capite > 100 % media UE)

Fondo europeo di sviluppo regionale 2021-2027:
Regioni meno sviluppate (PIL pro capite < 75 % media UE)
Regioni di transizione (PIL pro capite 75÷100 % media UE)
Regioni più sviluppate (PIL pro capite > 100 % media UE)

Allo scopo di appianare le disomogeneità presenti nel tessuto economico e sociale delle diverse regioni del continente, l'Unione promuove la crescita delle aree meno sviluppate attraverso l'erogazione di ingenti fondi riservati al finanziamento degli investimenti nelle seguenti aree:
- la creazione di nuovi posti di lavoro;
- l'investimento nelle infrastrutture, per favorire lo sviluppo e la creazione di posti di lavoro (nelle aree coperte dall'"Obiettivo 1") e, in generale, per diversificare e rivitalizzare le attività economiche locali;
- il supporto alle piccole e medie imprese locali, ad esempio favorendo il trasferimento delle tecnologie e promuovendo strumenti finanziari idonei al sostentamento delle aziende, anche tramite aiuti economici diretti;
- l'investimento nel campo dell'educazione e della sanità (nelle aree coperte dall'"Obiettivo 1");
- lo sviluppo dell'ambiente produttivo, la promozione della ricerca di nuove tecnologie, lo sviluppo della società dell'informazione, la tutela dell'ambiente, le pari opportunità nell'accesso al lavoro e la cooperazione interregionale e transnazionale.

Complessivamente, i fondi europei per lo sviluppo regionale contribuiscono al sostentamento di aree economicamente e socialmente meno sviluppate, segnatamente negli Stati membri di recente ingresso.

## Economia

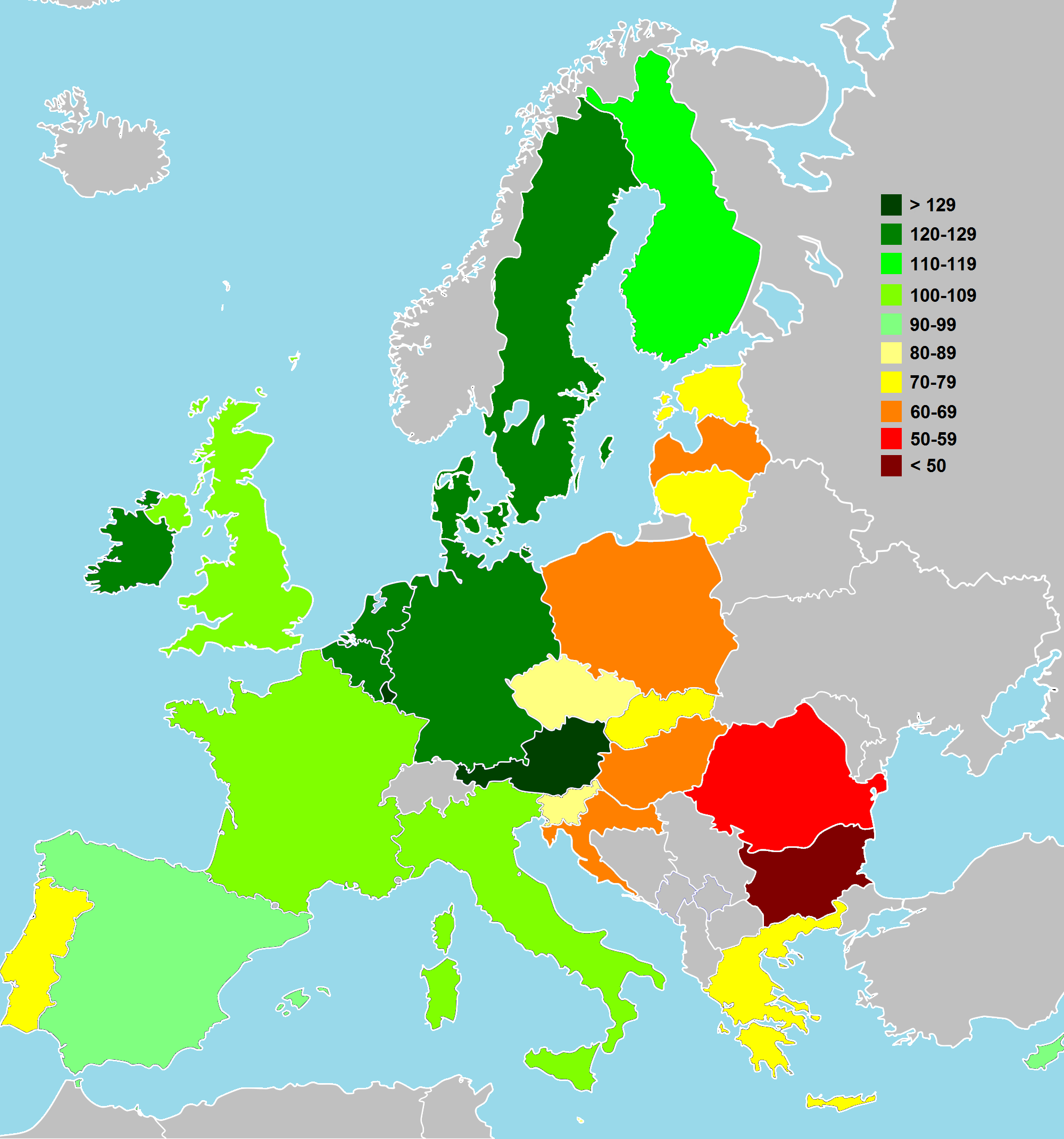
Il PIL procapite (a parità di potere d'acquisto) nell'Unione, secondo i dati Eurostat per il 2012. I valori sono espressi in percentuale della media dell'UE a 28.

L'Unione europea possiede l'economia più grande al mondo, con un prodotto interno lordo nominale complessivo nel 2013 stimato in oltre 13 500 miliardi di euro.
L'Unione europea ha istituito un mercato unico sul territorio di tutti i suoi membri che rappresentano 447 milioni di cittadini. Nel 2020 l'UE ha un PIL combinato di 20 bilioni di dollari internazionali, una quota del 14% del prodotto interno lordo globale per parità di potere d'acquisto (PPP). In quanto entità politica, l'Unione europea è rappresentata dall'Organizzazione mondiale del commercio (OMC). Gli Stati membri dell'UE possiedono il secondo più grande patrimonio netto stimato al mondo dopo gli Stati Uniti (105 bilioni di dollari statunitensi), pari a circa il 20% (~ € 60 bilioni) dei 360 bilioni di dollari (~ € 300 bilioni) della ricchezza globale.
Tra le diverse nazioni, in particolare risultano essere trainanti quattro regioni dell'Europa, che per tal motivo vengono definite i quattro motori economici: Baden-Württemberg, Catalogna, Rodano-Alpi e Lombardia. L'Unione europea detiene mediamente nel tempo il 30% della ricchezza netta mondiale.
Segue un prospetto sintetico che mostra la situazione economica dei ventisette Stati dell'Unione, degli Stati in fase di negoziazione per l'accesso e dei rimanenti Stati europei (escluso il Kosovo, per il quale non sono ancora disponibili dati macroeconomici completi a causa della recente indipendenza dalla Serbia). Gli Stati sono ordinati a seconda del prodotto interno lordo (PIL) pro capite, che può essere usato come indice del grado di benessere in una data nazione.
20 Stati membri hanno aderito a un'unione monetaria nota come zona euro, che utilizza l'euro come moneta unica. L'unione monetaria rappresenta 346 milioni di cittadini dell'UE. L'euro è la seconda valuta di riserva più grande nonché la seconda valuta più scambiata al mondo dopo il dollaro statunitense.
Delle prime 500 più grandi società al mondo misurate in base alle entrate nel 2010, 161 hanno sede nell'UE. Nel 2016 la disoccupazione nell'UE si attestava all'8,9% (6,2% a marzo 2025) mentre l'inflazione era al 2,2% e il saldo delle partite correnti a -0,9% del PIL. Il guadagno netto annuo medio nell'Unione europea è stato di circa 24 000 € nel 2015, che era circa il 70% di quello negli Stati Uniti.

### Dati macroeconomici
| Nazione        | PIL 2022 (in milioni di €) | PIL 2022 pro-capite (€) | PIL 2022 pro-capite (in % di EU-27) | Infl. (dati: dic 2022) | Disoc. (dati: dic 2022) | Crescita del PIL (media 2000-09) | Crescita del PIL (2015) |
| -------------- | -------------------------- | ----------------------- | ----------------------------------- | ---------------------- | ----------------------- | -------------------------------- | ----------------------- |
| Lussemburgo    | 78 130                     | 119 230                 | 261                                 | 6,2%                   | 4,8%                    | +3,2%                            | +4,4%                   |
| Irlanda        | 502 584                    | 98 260                  | 233                                 | 8,2%                   | 4,4%                    | +3,7%                            | +7,6%                   |
| Paesi Bassi    | 958 549                    | 54 150                  | 131                                 | 11,0%                  | 3,5%                    | +1,6%                            | +1,8%                   |
| Austria        | 446 933                    | 49 360                  | 125                                 | 10,5%                  | 4,9%                    | +1,7%                            | +0,8%                   |
| Germania       | 3 869 900                  | 46 180                  | 117                                 | 9,6%                   | 3,0%                    | +0,9%                            | +1,5%                   |
| Danimarca      | 380 618                    | 64 450                  | 138                                 | 9,6%                   | 4,8%                    | +0,8%                            | +1.6%                   |
| Belgio         | 549 456                    | 46 990                  | 120                                 | 10,2%                  | 5,7%                    | +1,6%                            | +1,3%                   |
| Svezia         | 560 959                    | 53 490                  | 120                                 | 10,8%                  | 7,5%                    | +2,0%                            | +2,8%                   |
| Francia        | 2 639 092                  | 38 550                  | 102                                 | 6,7%                   | 7,2%                    | +1,3%                            | +1,2%                   |
| Finlandia      | 268 650                    | 48 350                  | 110                                 | 8,8%                   | 7,2%                    | +2,0%                            | +0,4%                   |
| Malta          | 16 923                     | 31 890                  | 102                                 | 7,3%                   | 2,8%                    | +1,6%                            | +3,4%                   |
| Italia         | 1 909 134                  | 32 390                  | 96                                  | 12,3%                  | 7,9%                    | +0,9%                            | +1,0%                   |
| Spagna         | 1 327 108                  | 27 870                  | 85                                  | 5,5%                   | 13,0%                   | +2,6%                            | +3,1%                   |
| Cipro          | 27 006                     | 29 590                  | 92                                  | 7,6%                   | 7,0%                    | +3,2%                            | +2,5%                   |
| Rep. Ceca      | 276 229                    | 25 850                  | 91                                  | 16,8%                  | 2,3%                    | +3,6%                            | +3,9%                   |
| Slovenia       | 58 989                     | 27 980                  | 92                                  | 10,8%                  | 3,5%                    | +3,1%                            | +2,3%                   |
| Slovacchia     | 109 652                    | 19 930                  | 68                                  | 15,0%                  | 6,1%                    | +4,6%                            | +3,2%                   |
| Estonia        | 36 181                     | 27 170                  | 87                                  | 17,5%                  | 5,3%                    | +4,5%                            | +2%                     |
| Lituania       | 66 791                     | 23 580                  | 89                                  | 20,0%                  | 6,1%                    | +4,8%                            | +1,8%                   |
| Portogallo     | 239 241                    | 23 290                  | 77                                  | 9,8%                   | 6,7%                    | +0,9%                            | +1,6%                   |
| Polonia        | 656 906                    | 17 370                  | 80                                  | 15,3%                  | 2,8%                    | +3,9%                            | +3,5%                   |
| Grecia         | 208 030                    | 19 670                  | 68                                  | 7,6%                   | 12,2%                   | +3,0%                            | −2,3%                   |
| Ungheria       | 170 247                    | 17 580                  | 77                                  | 25,0%                  | 3,8%                    | +2,3%                            | +3%                     |
| Lettonia       | 39 062                     | 20 710                  | 74                                  | 20,7%                  | 6,7%                    | +4,7%                            | +2,2%                   |
| Croazia        | 66 939                     | 17 130                  | 73                                  | 12,7%                  | 7,0%                    | +3,1%                            | +0,8%                   |
| Romania        | 285 885                    | 15 010                  | 77                                  | 14,1%                  | 5,6%                    | +4,6%                            | +3,4%                   |
| Bulgaria       | 84 561                     | 12 400                  | 59                                  | 14,3%                  | 4,1%                    | +4,7%                            | +1,7%                   |
| Zona euro      | 13 399 037                 | 38450                   | 104                                 | 9,2%                   | 6,7%                    | +1,4%                            | +0,6%                   |
| Unione europea | 15 810 287                 | 35200                   | 100                                 | 10,4%                  | 6,1%                    | +1,6%                            | +1,8%                   |

| Pos. | Nazione            | PIL 2016 (milioni di €) | PIL 2015 pro-capite (€) | % di EU-27 (PPA) (2015) | Inflazione (2012) | Disoccupazione (2012) |
| ---- | ------------------ | ----------------------- | ----------------------- | ----------------------- | ----------------- | --------------------- |
| 1    | Turchia            | 1 665 332               | 20 438                  | 53                      | +6,2%             | 9,2%                  |
| 2    | Montenegro         | 7 421                   | 16 123                  | 41                      | +5,1%             | 19,1%                 |
| 3    | Macedonia del Nord | 29 037                  | 14 009                  | 37                      | +4,7%             | 31,3%                 |
| 4    | Serbia             | 97 502                  | 13 671                  | 36                      | +12,2%            | 23,1%                 |
| 5    | Albania            | 32 650                  | 11 301                  | 30                      | +2,4%             | 15,0%                 |

## Cultura

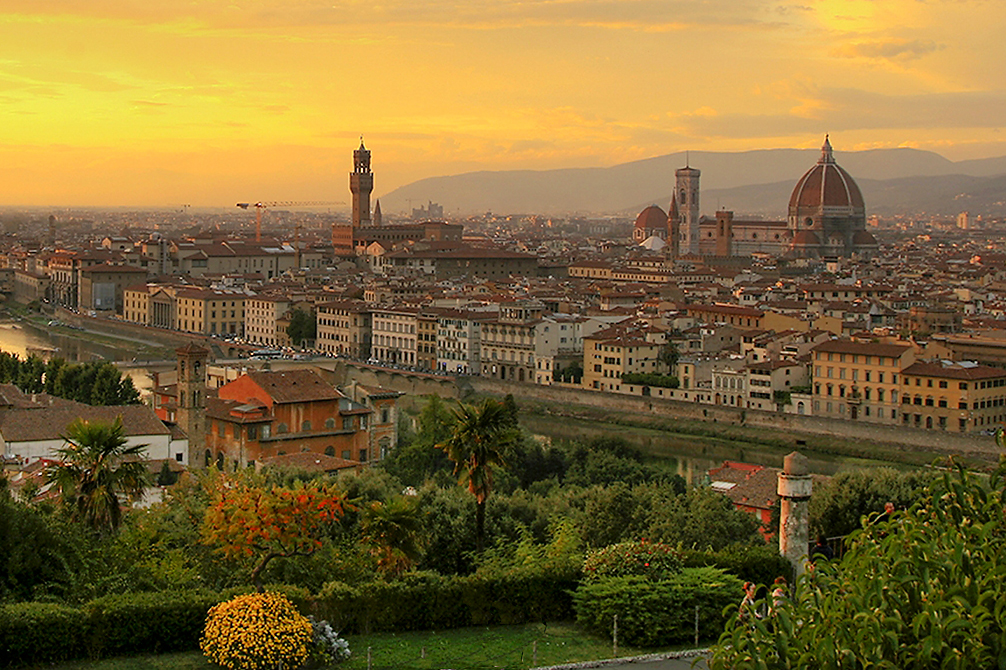
L'Italia è stata rappresentata come capitale europea della cultura da Firenze nel 1986, da Genova nel 2004 e poi da Matera nel 2019

La cooperazione culturale tra Stati membri è stata un interesse dell'UE sin dalla sua inclusione come competenza comunitaria nel Trattato di Maastricht. Le azioni intraprese nell'area culturale dall'UE comprendono il programma settennale Cultura 2000, l'evento del mese culturale europeo, e orchestre come la European Union Youth Orchestra. Il programma Capitale europea della cultura seleziona una o più città ogni anno per aiutare lo sviluppo culturale di quella città.

### Simboli

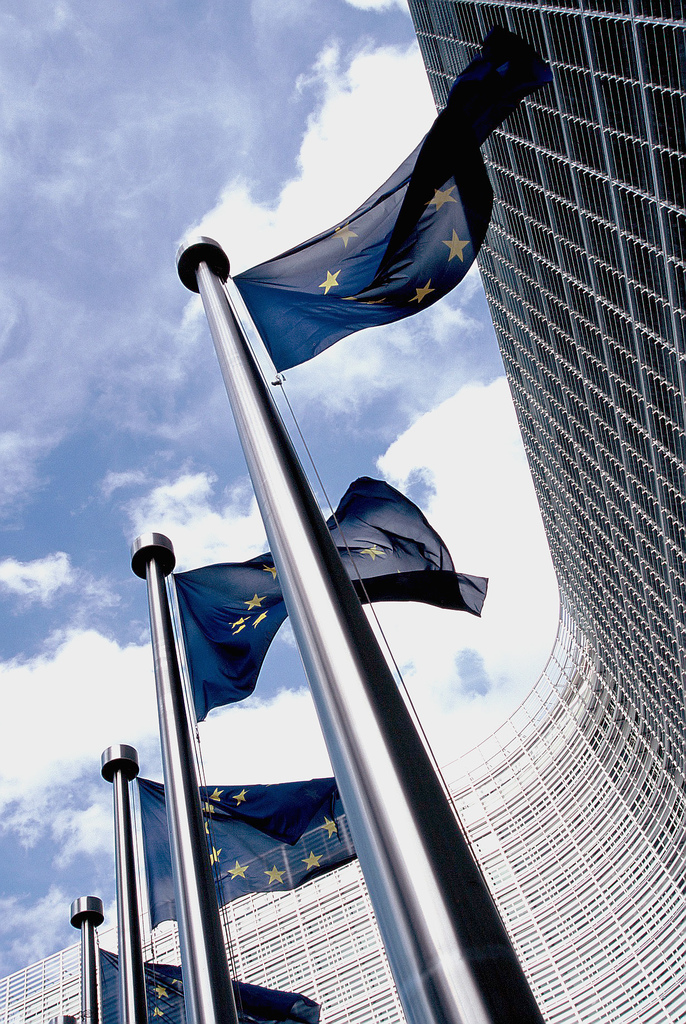
Bandiere di fronte alla sede della Commissione europea

La storia della bandiera europea ebbe inizio nel 1955. All'epoca, l'Unione europea esisteva solo sotto forma di Comunità europea del carbone e dell'acciaio, con solo sei Stati membri. Diversi anni prima era stato tuttavia istituito un organismo separato con un numero maggiore di partecipanti, il Consiglio d'Europa, impegnato nella difesa dei diritti umani e nella promozione della cultura europea.
Il Consiglio d'Europa stava valutando all'epoca quale simbolo adottare. Dopo varie discussioni, venne adottato l'attuale disegno: un cerchio di dodici stelle dorate in campo blu. In varie tradizioni, il dodici è un numero simbolico che rappresenta la completezza. Si tratta inoltre del numero dei mesi dell'anno e delle ore indicate sul quadrante dell'orologio.
Il cerchio è tra l'altro un simbolo di unità. Si è soliti attribuire il disegno vincente al disegnatore francese Arsène Heitz, il quale successivamente ne fornì una spiegazione in chiave biblica, facendo riferimento a un'immagine della devozione alla Madonna propria del dodicesimo capitolo dell'Apocalisse: "Nel cielo apparve poi un segno grandioso: una donna vestita di sole con la luna sotto i suoi piedi e sul suo capo una corona di dodici stelle".
Il Consiglio d'Europa incoraggiò in seguito le altre istituzioni europee ad adottare la medesima bandiera e nel 1983 il Parlamento europeo accolse l'invito. Nel 1985 la bandiera venne infine adottata da tutti i capi di Stato e di governo dell'UE come emblema ufficiale dell'Unione europea, denominata all'epoca Comunità europea.
Tutte le istituzioni europee utilizzano la bandiera dall'inizio del 1986, quando, con l'ingresso di Spagna e Portogallo, i membri della Comunità raggiunsero il numero di dodici.
La bandiera europea è l'unico emblema della Commissione europea, l'organo esecutivo dell'UE. Le altre istituzioni e organi dell'UE hanno un proprio emblema oltre alla bandiera europea.
La capitale europea della cultura è una città designata dall'Unione europea, che per il periodo di un anno ha la possibilità di mettere in mostra la sua vita e il suo sviluppo culturale. Diverse città europee hanno sfruttato questo periodo per trasformare completamente la loro base culturale, e, facendo ciò, la loro visibilità internazionale.
Concepito come un mezzo per avvicinare i vari cittadini europei, la "città europea della cultura" venne lanciata il 13 giugno 1985 dal Consiglio dei ministri su iniziativa di Melina Merkouri. Da allora l'iniziativa ha avuto sempre più successo e un crescente impatto culturale e socioeconomico per i numerosi visitatori che ha attratto nelle città scelte.
Le città europee della cultura sono state designate su basi intergovernative fino al 2004; gli Stati membri selezionavano unanimemente le città più adatte a ospitare l'evento e la Commissione europea garantiva un sussidio per le città selezionate ogni anno. Dal 2005, le istituzioni europee hanno preso parte alla procedura di selezione delle città che ospiteranno l'evento.
Nel 1990, i ministri della cultura lanciarono il "mese culturale europeo". Questo evento è simile alla città della cultura europea ma dura per un periodo inferiore di tempo ed è indirizzato in particolare alle nazioni dell'Europa centrale e orientale. Anche per questo evento sono previste sovvenzioni da parte della Commissione.

### Istruzione e ricerca

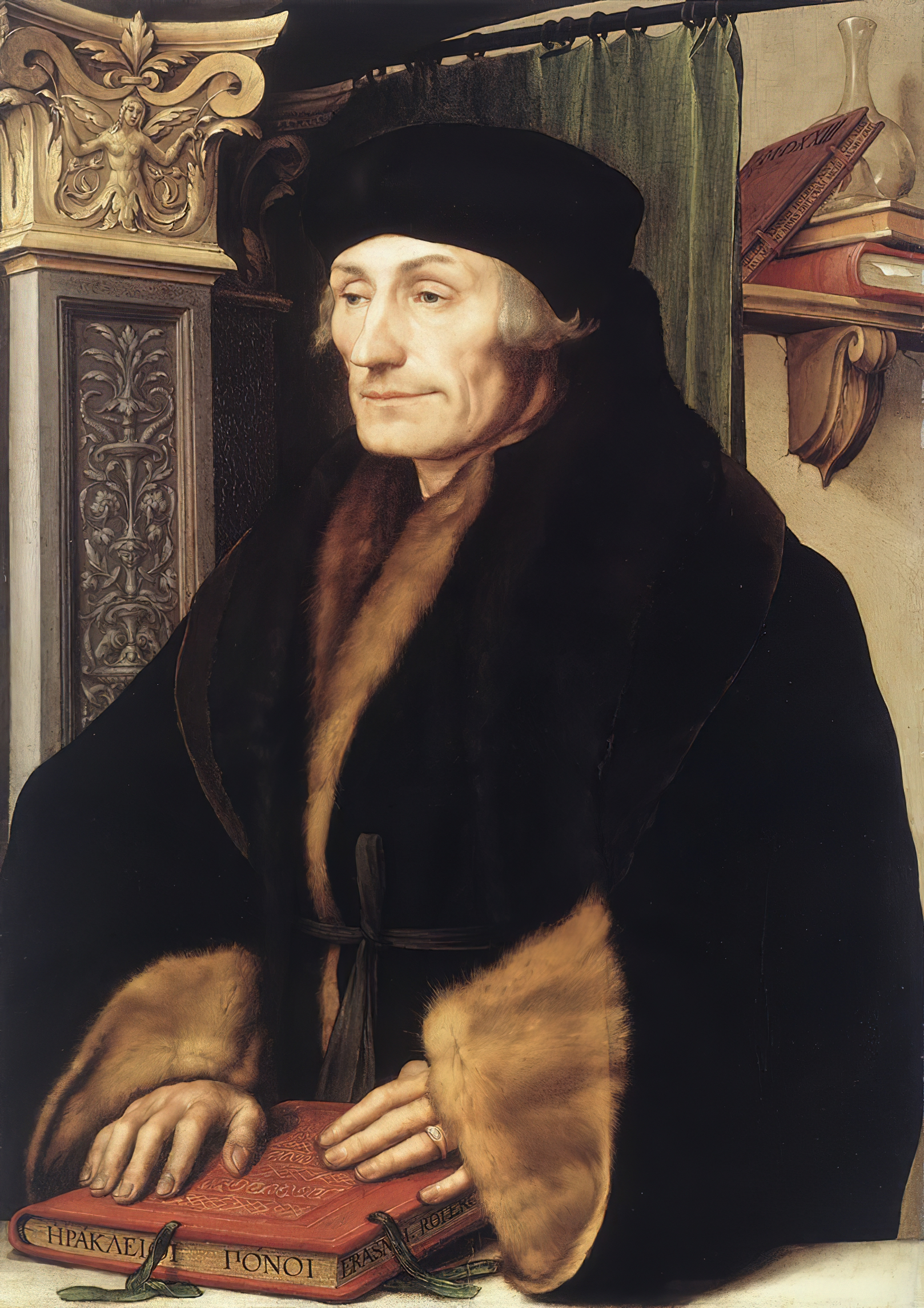
Erasmo da Rotterdam, l'umanista del Rinascimento da cui prende il nome il Programma Erasmus

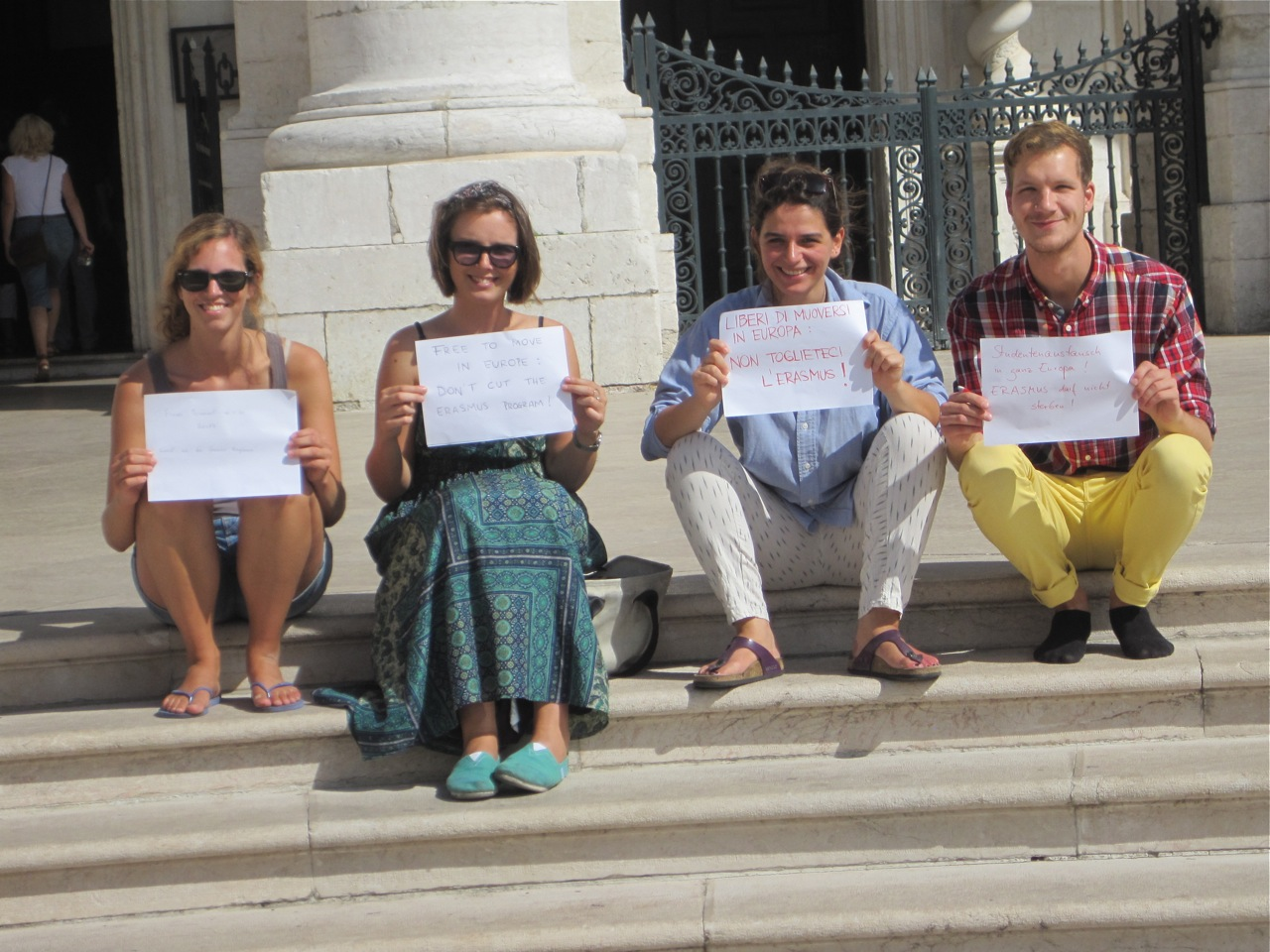
Studenti ERASMUS sui gradini della Chiesa di Santa Engrácia, a Lisbona

L'istruzione di base è un settore in cui il ruolo dell'UE è limitato al sostegno dei governi nazionali. Nell'istruzione superiore, la politica è stata sviluppata negli anni 1980 con programmi a sostegno degli scambi e della mobilità. Il più visibile di questi è stato il Programma Erasmus, un programma di scambio universitario iniziato nel 1987. Nei suoi primi venti anni, ha supportato opportunità di scambio internazionale per oltre 1,5 milioni di studenti universitari e divenne un simbolo della vita studentesca europea.
Il progetto Erasmus permette agli studenti universitari europei di svolgere un periodo di studio legalmente riconosciuto dalla propria università all'interno di un qualsiasi altro ateneo situato all'interno dell'Unione.
Il progetto fu creato per educare le future generazioni di cittadini all'idea di appartenenza europea; dalla sua creazione si è giunti a mobilitare all'interno dell'Unione europea oltre un milione di studenti. Attualmente 2 199 istituzioni universitarie dei 31 Paesi che aderiscono al programma Socrates partecipano al progetto Erasmus.
Per molti studenti universitari europei il programma Erasmus offre l'occasione per vivere all'estero in maniera indipendente per la prima volta. Per questa ragione è diventato una sorta di fenomeno culturale ed è molto popolare fra gli studenti universitari europei. Il programma non incoraggia solamente l'apprendimento e la comprensione della cultura ospitante, ma anche un senso di comunità tra gli studenti appartenenti a Paesi diversi. L'esperienza dell'Erasmus è considerata non solo un momento universitario ma anche un'occasione per imparare a convivere con culture diverse.
Esistono programmi simili per gli alunni e gli insegnanti delle scuole, per i tirocinanti nell'istruzione e formazione professionale e per gli studenti adulti nel Programma di apprendimento permanente 2007-2013. Questi programmi sono progettati per incoraggiare una più ampia conoscenza di altri Paesi e per diffondere le buone pratiche nei settori dell'istruzione e della formazione in tutta l'UE. Attraverso il suo sostegno al processo di Bologna, l'UE sostiene standard comparabili e titoli compatibili in tutta Europa.
Lo sviluppo scientifico è facilitato dai programmi quadro dell'UE, il primo dei quali è iniziato nel 1984. Gli obiettivi della politica dell'UE in questo settore sono di coordinare e stimolare la ricerca. Il Consiglio europeo per la ricerca indipendente stanzia fondi dell'UE per progetti di ricerca europei o nazionali. I programmi quadro di ricerca e tecnologia dell'UE si occupano di una serie di settori, ad esempio l'energia in cui l'obiettivo è sviluppare un mix diversificato di energie rinnovabili per aiutare l'ambiente e ridurre la dipendenza dai carburanti importati.

### Media e libertà d'espressione
La libertà dei media è un diritto fondamentale che si applica a tutti gli Stati membri dell'Unione europea e ai suoi cittadini, come definito nella Carta dei diritti fondamentali dell'Unione europea e nella Convenzione europea per la salvaguardia dei diritti dell'uomo e delle libertà fondamentali. Nell'ambito del processo di allargamento dell'Unione europea, la garanzia della libertà dei media è definita "un indicatore chiave della disponibilità di un Paese a diventare parte dell'UE".
La maggior parte dei media nell'Unione europea è di orientamento nazionale. Alcuni media su scala europea incentrati sugli affari europei sono emersi dai primi anni 1990, come Euronews, EUobserver, EURACTIV o Politico Europe. ARTE è una rete televisiva pubblica franco-tedesca che promuove la programmazione nei settori della cultura e delle arti. L'80% della sua programmazione è fornita in egual misura dalle due società associate, mentre il resto è fornito dal gruppo europeo di interesse economico ARTE GEIE e dai partner europei del canale.
Il programma MEDIA dell'Unione europea sostiene l'industria cinematografica e audiovisiva popolare europea dal 1991. Fornisce supporto per lo sviluppo, la promozione e la distribuzione di opere europee in Europa e oltre.
La libertà dei media, compresa la libertà di stampa, è il principale diritto per garantire la libertà di espressione e la libertà di informazione. L'annuale Giornata mondiale della libertà di stampa si celebra il 3 maggio.

### Sport

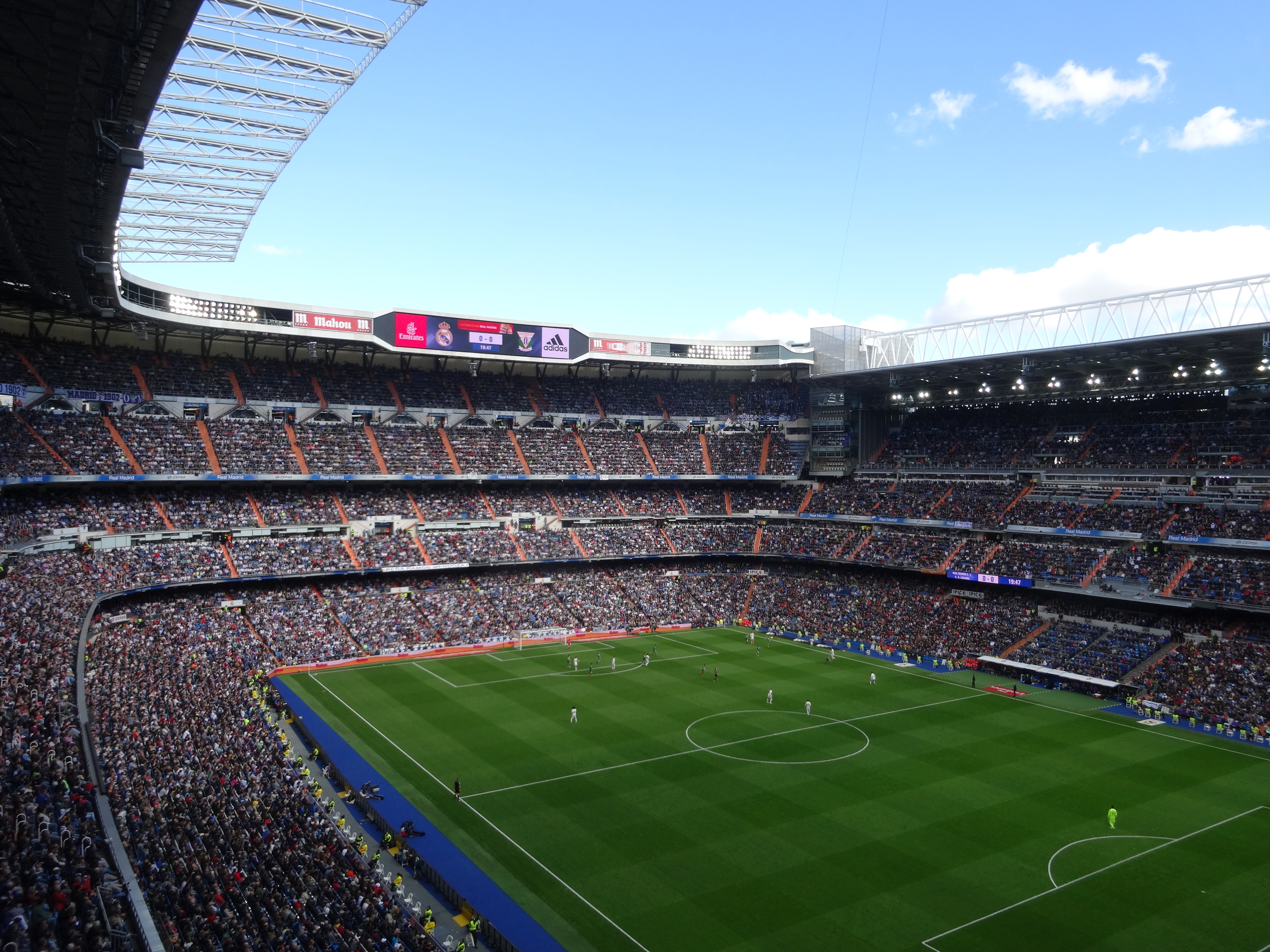
Il calcio è uno degli sport più popolari nell'Unione europea (Stadio Santiago Bernabéu di Madrid)

Il calcio è di gran lunga lo sport più popolare nell'Unione europea. Gli altri sport con il maggior numero di partecipanti nei club sono tennis, pallacanestro, nuoto, atletica, golf, ginnastica, sport equestri, pallamano, pallavolo e vela.
Lo sport è principalmente di competenza degli Stati membri o di altre organizzazioni internazionali, piuttosto che dell'UE. Esistono alcune politiche dell'UE che hanno interessato lo sport, come la libera circolazione dei lavoratori, che era al centro della sentenza Bosman che proibiva ai campionati di calcio nazionali di imporre quote ai giocatori stranieri con cittadinanza europea.
Il trattato di Lisbona impone qualsiasi applicazione delle norme economiche per tener conto della natura specifica dello sport e delle sue strutture basate sull'attività volontaria. Ciò è seguito dalle pressioni esercitate da organizzazioni governative come il Comitato Olimpico Internazionale e la FIFA, a causa delle obiezioni sull'applicazione dei principi del libero mercato allo sport, che ha portato a un divario crescente tra i club ricchi e quelli poveri. L'UE finanzia un programma per gli allenatori di calcio israeliano, giordano e irlandese (fino al 31 gennaio 2020 anche britannico) nell'ambito del progetto Football 4 Peace.

### Festività
Il giorno europeo o festa dell'Europa si celebra il 9 maggio di ogni anno. Questa data ricorda il giorno del 1950 in cui vi fu la presentazione da parte di Robert Schuman del piano di cooperazione economica, ideato da Jean Monnet (cosiddetta Dichiarazione Schuman), che segna l'inizio del processo d'integrazione europea con l'obiettivo di una futura unione federale.

## Impatto
L'Unione europea ha avuto un impatto economico positivo significativo sugli Stati membri. Secondo uno studio del 2019 sugli Stati membri che hanno aderito dal 1973 al 2004, "senza integrazione europea, i redditi pro capite sarebbero stati in media circa il 10% inferiori nei primi dieci anni dopo l'adesione all'UE".
L'Unione europea ha contribuito alla pace in Europa, in particolare pacificando le controversie alle frontiere.
L'Unione europea ha contribuito alla diffusione della democrazia, in particolare incoraggiando le riforme democratiche negli aspiranti Stati membri. Thomas Risse scrisse nel 2009: "Esiste un consenso nella letteratura sull'Europa orientale secondo cui la prospettiva dell'adesione all'UE ha avuto enormi effetti di ancoraggio per le nuove democrazie".
L'Unione europea è stata criticata, a livello politico e funzionale, per la complessità della sua sovrastruttura ovvero la complessità burocratica della sua organizzazione giuridica e dell'apparato normativo con tutti i suoi organi istituzionali.